# Osijek

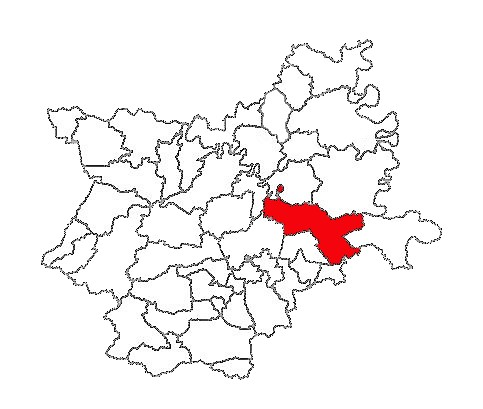
Lage der Stadt Osijek in der Gespanschaft Osijek-Baranja

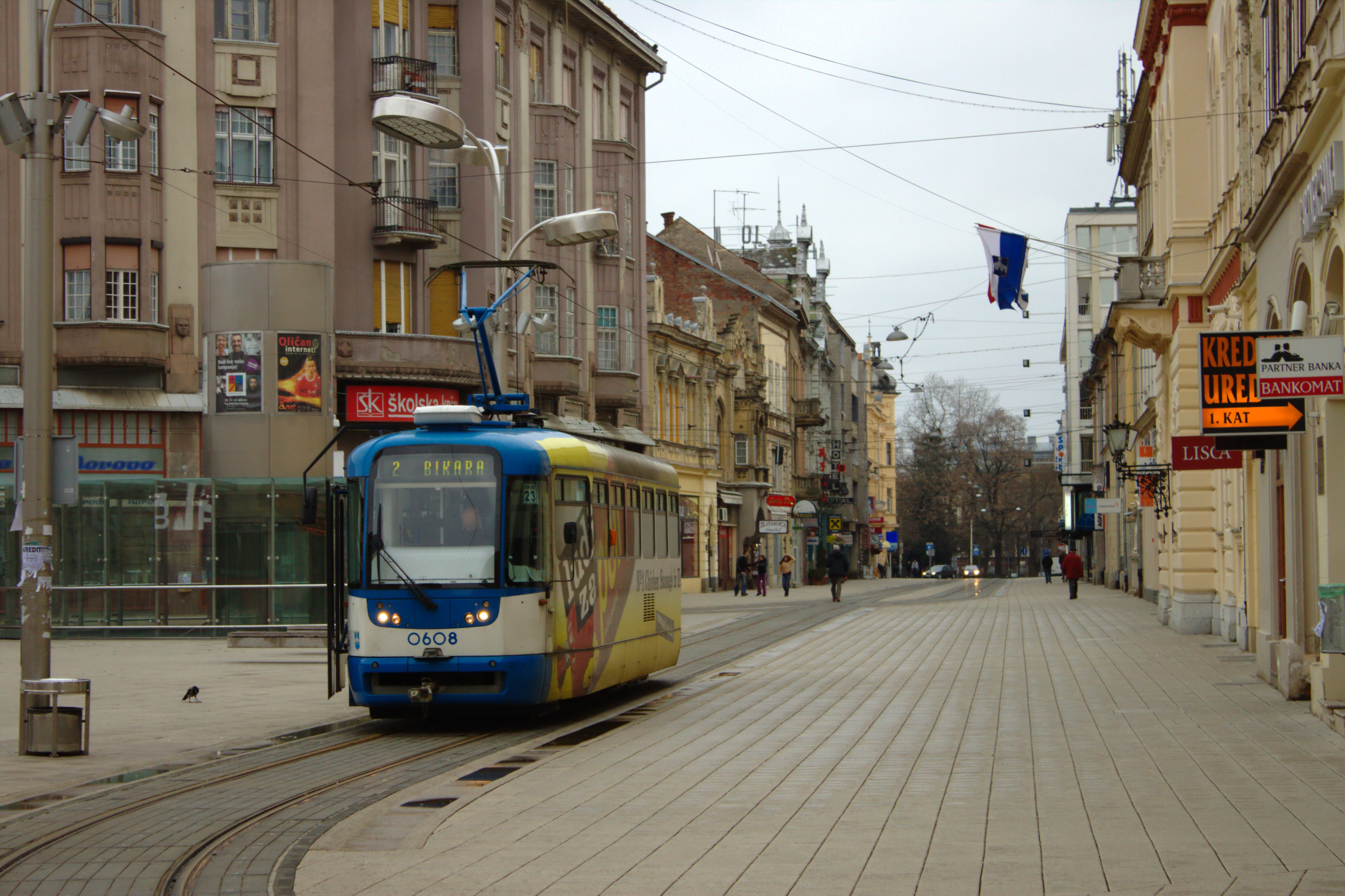
Straßenansicht von Osijek

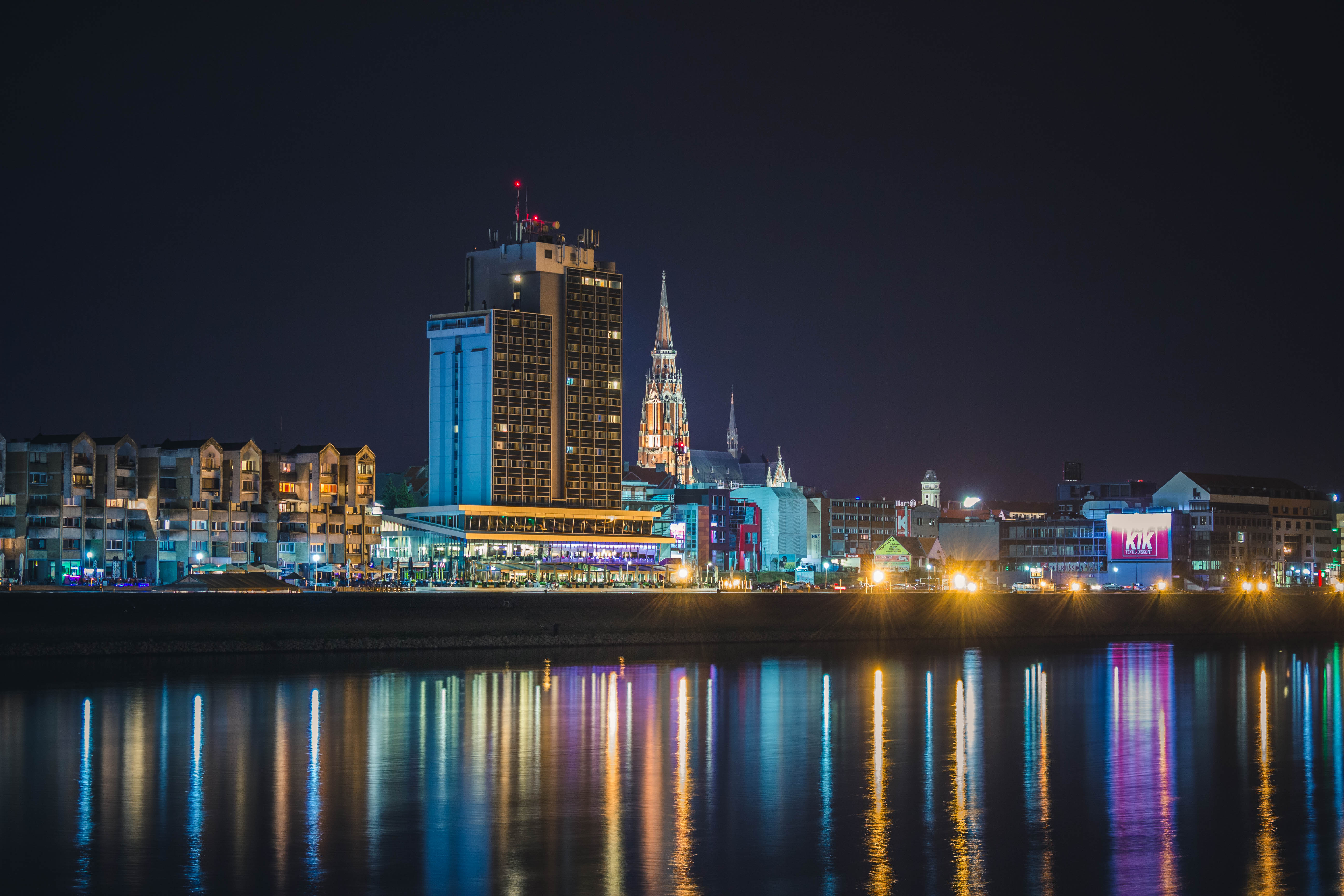
Panorama von Osijek bei Nacht

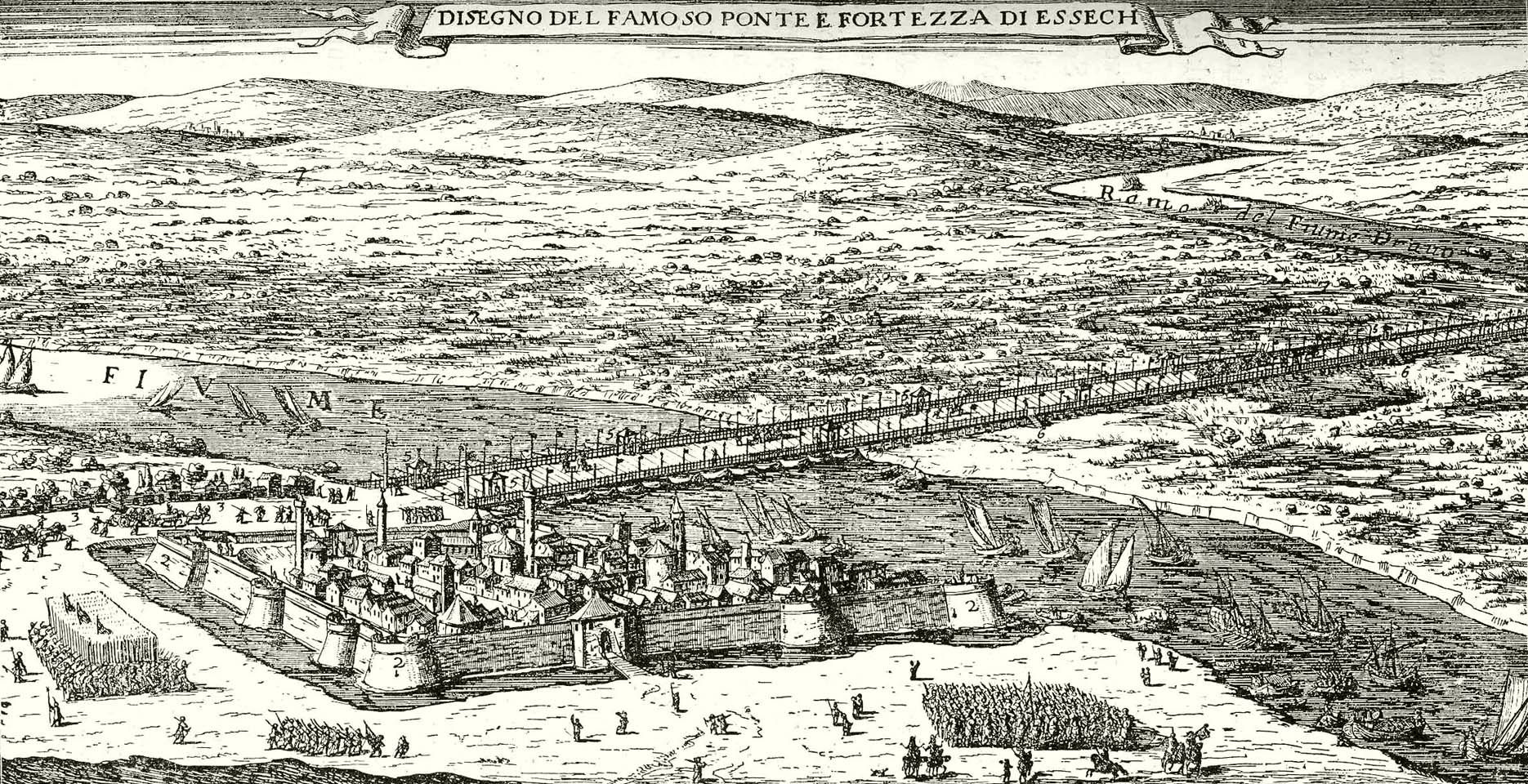
Osijek im 17. Jahrhundert

Osijek [ˈɔsijɛk] (deutsch Esseg, aber auch Essegg oder Essek, ungarisch Eszék) ist die viertgrößte Stadt Kroatiens. Sie ist heute Verwaltungssitz der Gespanschaft Osijek-Baranja (kroatisch Osječko-baranjska županija) und wirtschaftliches und kulturelles Zentrum der historischen Region Slawonien und hatte 2021 bei der Volkszählung 75.916 Einwohner.
Die Stadt hat mehrere einst eigenständige Zentren: Die Altstadt oder Festung (kroatisch Tvrđa), die Oberstadt (Gornji grad), heute das eigentliche Zentrum, und die Unterstadt (Donji grad). Zur Stadt Osijek gehören noch zehn weitere Stadtteile. Neben vielen Museen und Theatern besitzt Osijek auch eine Universität, die Josip-Juraj-Strossmayer-Universität Osijek. Osijek besitzt eine große Anzahl von Parks. In der Nähe befinden sich der Naturpark Kopački rit, eines der größten naturbelassenen Sumpfgebiete in Europa, und die Weinstädte Erdut sowie Kneževi Vinogradi.

## Stadtgliederung
Laut der letzten Volkszählung von 2021 hatte Osijek zusammen mit allen Stadtteilen 96.313 Einwohner, darunter:
- Brijest – 1005
- Briješće – 1153
- Josipovac – 3602
- Klisa – 242
- Nemetin – 77
- Podravlje – 348
- Sarvaš – 1658
- Tenja – 6260
- Tvrđavica – 563
- Višnjevac – 5870

## Geographie

### Lage
Die Stadt Osijek liegt am Ufer der Drau im Osten von Slawonien, rund 20 Kilometer vor der Mündung der Drau in die Donau. Die ungarische Staatsgrenze ist etwa 45 Kilometer nördlich entfernt und bis nach Serbien sind es nordöstlich etwa 40 Kilometer. Südlich von Osijek, nach etwa 75 Kilometern, gelangt man nach Bosnien und Herzegowina.

### Klima
Die durchschnittliche Lufttemperatur beträgt im Januar −0,8 °C und im Juli 21,5 °C. Die jährliche durchschnittliche Lufttemperatur liegt bei 11,2 °C und die jährliche Niederschlagsmenge bei 692,2 mm. Insgesamt gibt es 139 Regentage im Jahr.

### Klimatabelle
|                       | Jan  | Feb  | Mär  | Apr  | Mai  | Jun  | Jul  | Aug  | Sep  | Okt  | Nov  | Dez  |   |       |
| Mittl. Tagesmax. (°C) | 2,6  | 5,5  | 11,7 | 17,3 | 22,4 | 25,6 | 28,0 | 27,6 | 23,5 | 17,3 | 9,8  | 4,4  | ⌀ | 16,4  |
| Mittl. Tagesmin. (°C) | −4,2 | −2,9 | 1,2  | 5,7  | 10,4 | 13,5 | 15,0 | 14,4 | 10,9 | 6,2  | 2,2  | −1,5 | ⌀ | 6     |
|                       |      |      |      |      |      |      |      |      |      |      |      |      |   |       |
| Niederschlag (mm)     | 45,5 | 41,8 | 45,3 | 59,8 | 69,2 | 81,8 | 60,8 | 57,6 | 54,3 | 60,1 | 61,3 | 54,7 | Σ | 692,2 |
|                       |      |      |      |      |      |      |      |      |      |      |      |      |   |       |
| Regentage (d)         | 12,2 | 11,1 | 11,5 | 12,6 | 13,2 | 12,6 | 10,2 | 9,4  | 8,9  | 10,4 | 12,7 | 14,0 | Σ | 138,8 |

| −4,2 |

| −2,9 |

| 1,2 |

| 5,7 |

| 10,4 |

| 13,5 |

| 15,0 |

| 14,4 |

| 10,9 |

| 6,2 |

| 2,2 |

| −1,5 |

| −4,2 |

| −2,9 |

| 1,2 |

| 5,7 |

| 10,4 |

| 13,5 |

| 15,0 |

| 14,4 |

| 10,9 |

| 6,2 |

| 2,2 |

| −1,5 |

| N i e d e r s c h l a g | 45,5 | 41,8 | 45,3 | 59,8 | 69,2 | 81,8 | 60,8 | 57,6 | 54,3 | 60,1 | 61,3 | 54,7 |
|                         | Jan  | Feb  | Mär  | Apr  | Mai  | Jun  | Jul  | Aug  | Sep  | Okt  | Nov  | Dez  |

## Geschichte

### Vorgeschichte
Osijek und die Umgebung wurde bereits in der Jungsteinzeit durch Menschen besiedelt. Bei archäologischen Ausgrabungen an verschiedenen Fundorten in der Umgebung wurden Stein- und Knochenwerkzeuge aus dieser Zeit entdeckt. Des Weiteren wurden Teile eines Streitwagens aus der Kupferzeit entdeckt. Weitere Artefakte konnten der Latènekultur aus der Bronzezeit zugeordnet werden und weitere archäologische Funde bestätigen, dass mindestens seit dem 4. Jahrhundert v. Chr. eine Siedlung auf dem Gebiet des heutigen Osijek existierte.

### Antike
Funde aus der römischen Epoche ab dem frühen 1. Jahrhundert n. Chr. treten vor allem in dem östlich gelegenen Stadtteil Unterstadt unmittelbar an der Drau auf. In der frührömischen Phase geht man von einem Militärposten (Kastell Mursa) aus, der die für die spätere Stadtentwicklung wichtige Draubrücke bewachte. Ab dem 2. Jahrhundert n. Chr. entstand unter Kaiser Trajan (98–117) auf dem Gelände die rund 40.000 Quadratmeter große, wichtige niederpannonische Kapitale, die als Colonia Aelia Mursa beziehungsweise Mursa major bekannt wurde.
Die Schlacht bei Mursa im September 351 n. Chr., als Kaiser Constantius II. (337–360) dem Usurpator Flavius Magnus Magnentius erfolgreich entgegentrat, ging als eine der blutigsten Auseinandersetzungen in die römische Geschichte ein.
Gegen Ende des 4. Jahrhunderts wurde Mursa im Zuge der Völkerwanderung von den germanischen Goten verwüstet. Damals verschwand höchstwahrscheinlich auch die Kultur des ärgsten römischen Gegners im südpannonischen Raum, der sarmatischen Jazygen. Nach dem endgültigen Abzug der römischen Truppen aus Pannonien im Jahr 433 n. Chr. blieb die Colonia vor den Übergriffen der neuen Herren im Land, der Hunnen, ungeschützt und wurde von diesen 441 n. Chr. gebrandschatzt. Um die Wende vom 5. zum 6. Jahrhundert n. Chr. ging das antike Mursa endgültig unter.

### Mittelalter
Erst gegen Ende des Mittelalters entwickelte sich das frühneuzeitliche Esseg – auf dem Areal der späteren Festung – um die Burg der slawischen Familie Kružić westlich der antiken Colonia. Durch den nun einsetzenden Jahrhunderte andauernden massiven Steinraub an den antiken Großbauten und den zivilen Einrichtungen blieb bis zum 19. Jahrhundert von den „Resten des alten Mursa […] fast nichts übrig“, wie 1870 der Numismatiker und archäologisch versierte Gelehrte Friedrich von Kenner (1834–1922) schrieb.
Slawonien war etwa zwei Jahrhunderte Teil des Awarenreichs, bis dieses von den Franken unter Karl dem Großen zerschlagen wurde. Daraufhin wurde Osijek Teil des Königreichs Kroatien, welches 1102 durch ein Abkommen in Personalunion einen ungarischen König erhielt. Allerdings ist diese Periode besonders mangelhaft erforscht.
Im Jahre 1196 wurde Eszék erstmals urkundlich erwähnt.

### Frühneuzeit
1526 wurde Osijek von der vorrückenden osmanischen Armee eingenommen und blieb bis 1687 unter osmanischer Herrschaft. Die Stadt soll beide Male bis auf die Grundfesten vernichtet worden sein, wurde aber jedes Mal wiedererrichtet. In osmanischer Zeit bestand eine weithin bekannte Brücke, die über die Drau und die dahinterliegenden Sümpfe bis ins 8 km entfernte Darda führte, und die ebenfalls während des Winterfeldzugs des Nikolaus Zrinski 1664 vollkommen zerstört wurde.
Nach der Eroberung durch habsburgische Truppen unter Prinz Eugen von Savoyen (1663–1736) wurde die weitgehend entvölkerte Region gezielt wiederbesiedelt. Dabei wurden in diesem Abschnitt der Militärgrenze der Habsburgermonarchie neben Kroaten auch viele Deutsche, Ruthenen, Slowaken, Walachen, Tschechen etc. angesiedelt. Dabei bildete sich als besondere Sprachform das „Essekerisch“ („Osijeker Deutsch“) heraus.
Osijek war zur Zeit des Königreiches Ungarn Sitz des Komitates Virovitica.

### Neuzeit

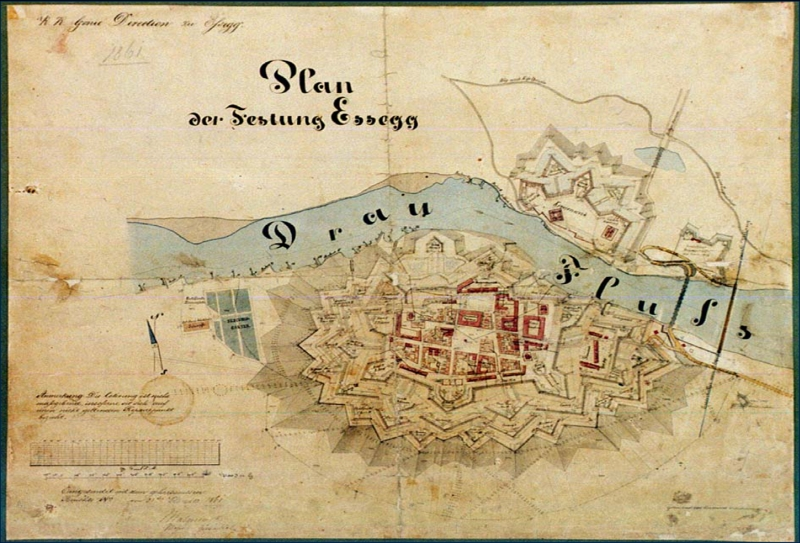
Die schwer verschanzte Festung von Esseg in ihrer Ausbaustufe von 1861. Die vielfach umkämpfte Anlage entstand im Mittelalter westlich der Unterstadt. Erst ab 1923 wurde der Festungsring abgebrochen.

Zwischen den beiden Weltkriegen war Osijek wie ganz Kroatien Teil des Königreichs der Serben, Kroaten und Slowenen (SHS-Staat), beziehungsweise ab 1927 des Königreichs Jugoslawien (1. Jugoslawien). Ein schwerer Eisenbahnunfall ereignete sich 1882.
Im Zweiten Weltkrieg lag Osijek an der Demarkationslinie zwischen dem faschistischen „Unabhängigen Staat Kroatien“ (Satellitenstaat Deutschlands und Italiens) und Ungarn. In dieser Zeit war die Stadt Standort mehrerer deutscher Ersatztruppenteile der Wehrmacht. In unmittelbarer Nähe befand sich das Tenjaer Ghetto, in das vor allem Juden aus dem Raum Osijek deportiert wurden (siehe auch: Synagoge (Osijek)). Es diente hauptsächlich als Durchgangslager für die Deportationen in das KZ Jasenovac der Ustascha oder in das KZ Auschwitz. Nach dem Zweiten Weltkrieg und dem Sieg der Partisanen wurden die meisten deutschsprachigen Bewohner (Donauschwaben) ermordet oder vertrieben.
Nach dem Zweiten Weltkrieg war Osijek Teil der Republik Kroatien innerhalb der Sozialistischen föderativen Republik Jugoslawien.
Im Kroatienkrieg (1991–1995) nach der Unabhängigkeitserklärung Kroatiens versuchte die Jugoslawische Volksarmee in der Schlacht um Osijek, die Stadt zu erobern. Osijek lag monatelang unter heftigem Beschuss, wobei insgesamt etwa 800 Zivilisten umkamen. Die Verteidiger Osijeks behielten jedoch die Kontrolle über die Stadt. Die Spannungen waren hoch, und viele serbische Zivilisten mussten die Stadt fluchtartig verlassen; es kam sogar vereinzelt zu teilweise heute noch ungeklärten Morden. In den 1990er Jahren war Osijek eine der wenigen Großstädte Kroatiens, die von der oppositionellen sozialliberalen Partei (HSLS) regiert wurden. Zugleich war Osijek ein Zufluchtsort für vertriebene und geflohene Nicht-Serben aus den umliegenden Gebieten.

## Politik

### Kommunalwahlen

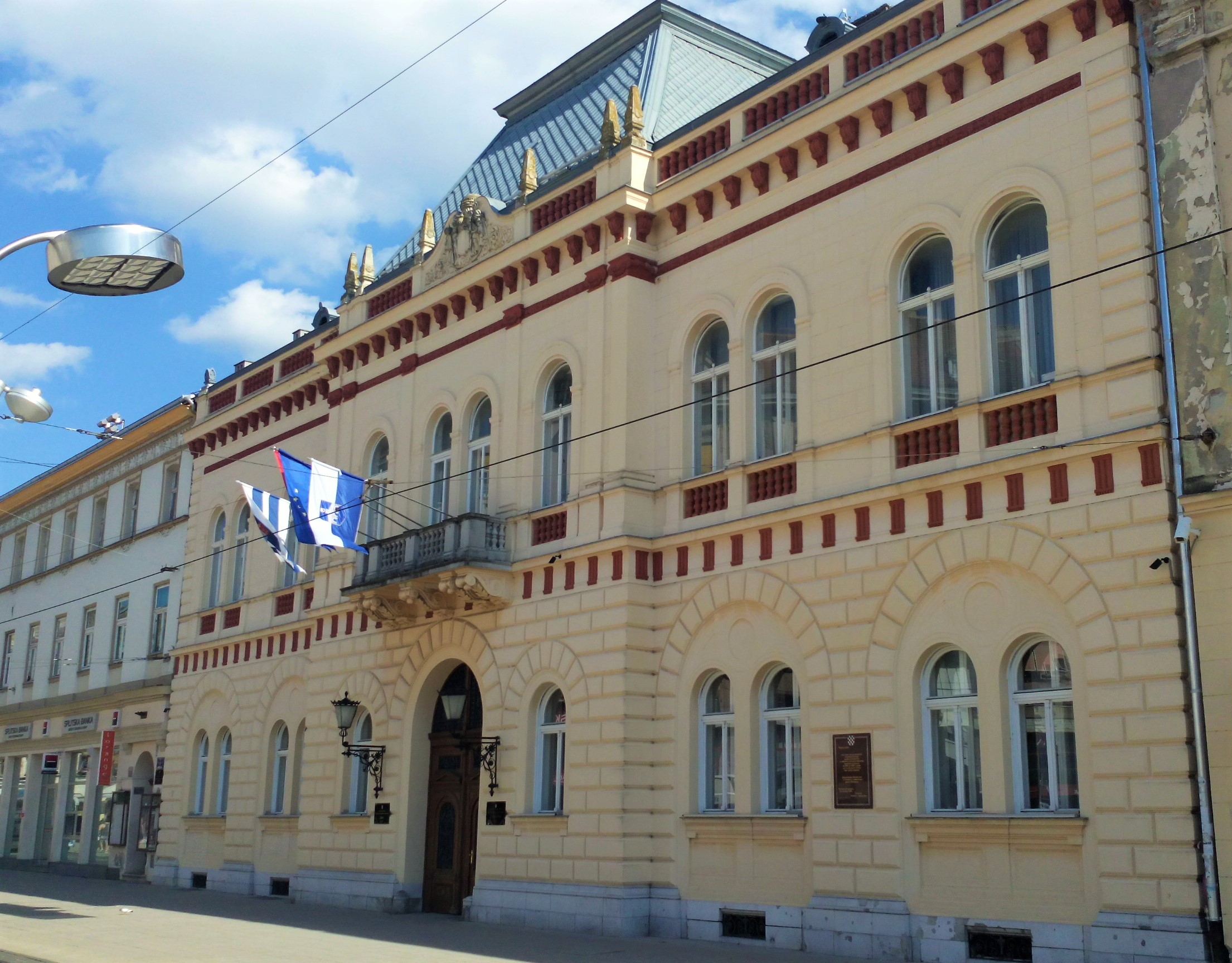
Verwaltungssitz der Gespanschaft Osijek-Baranja

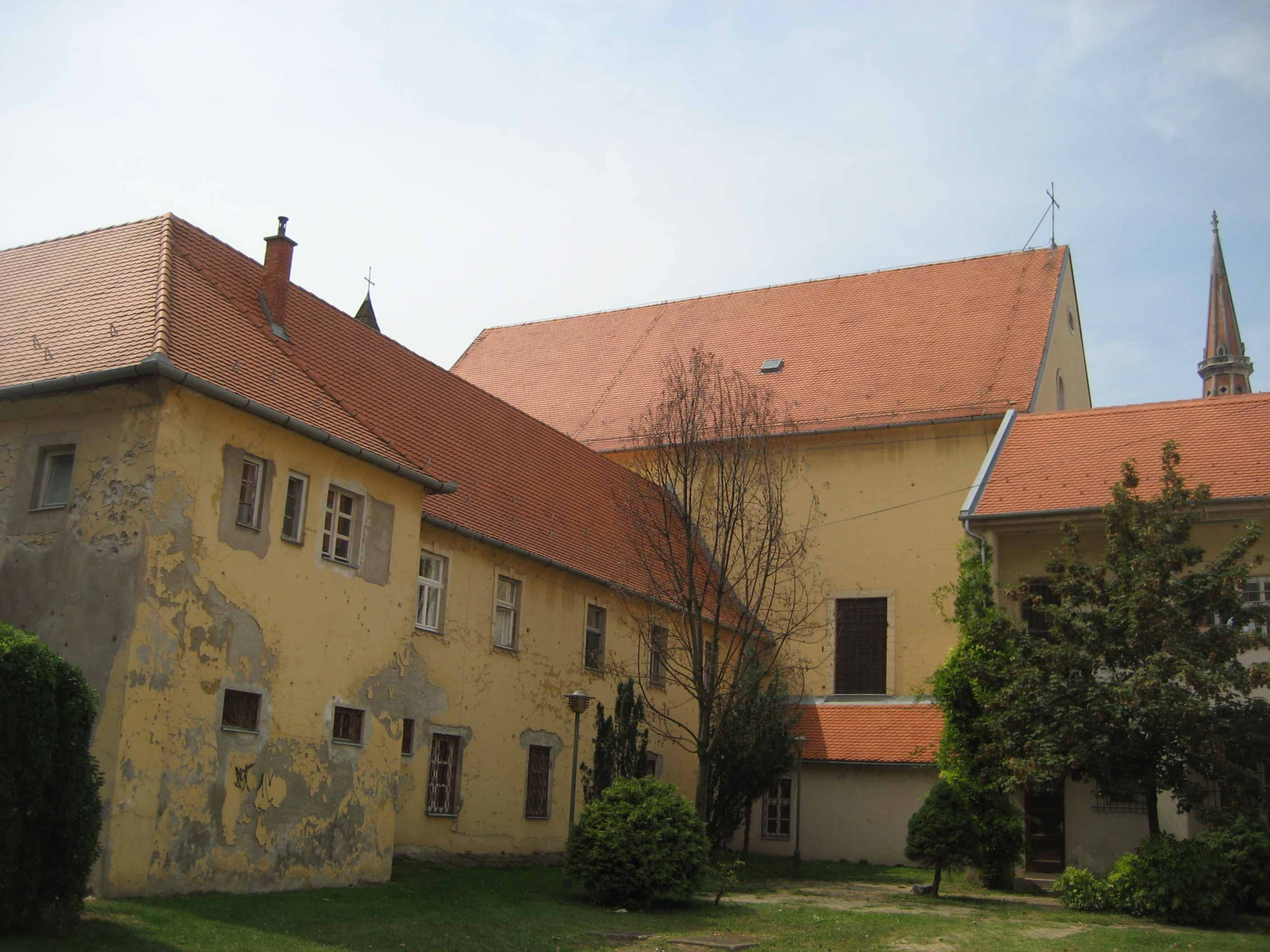
Ehemaliges Kloster

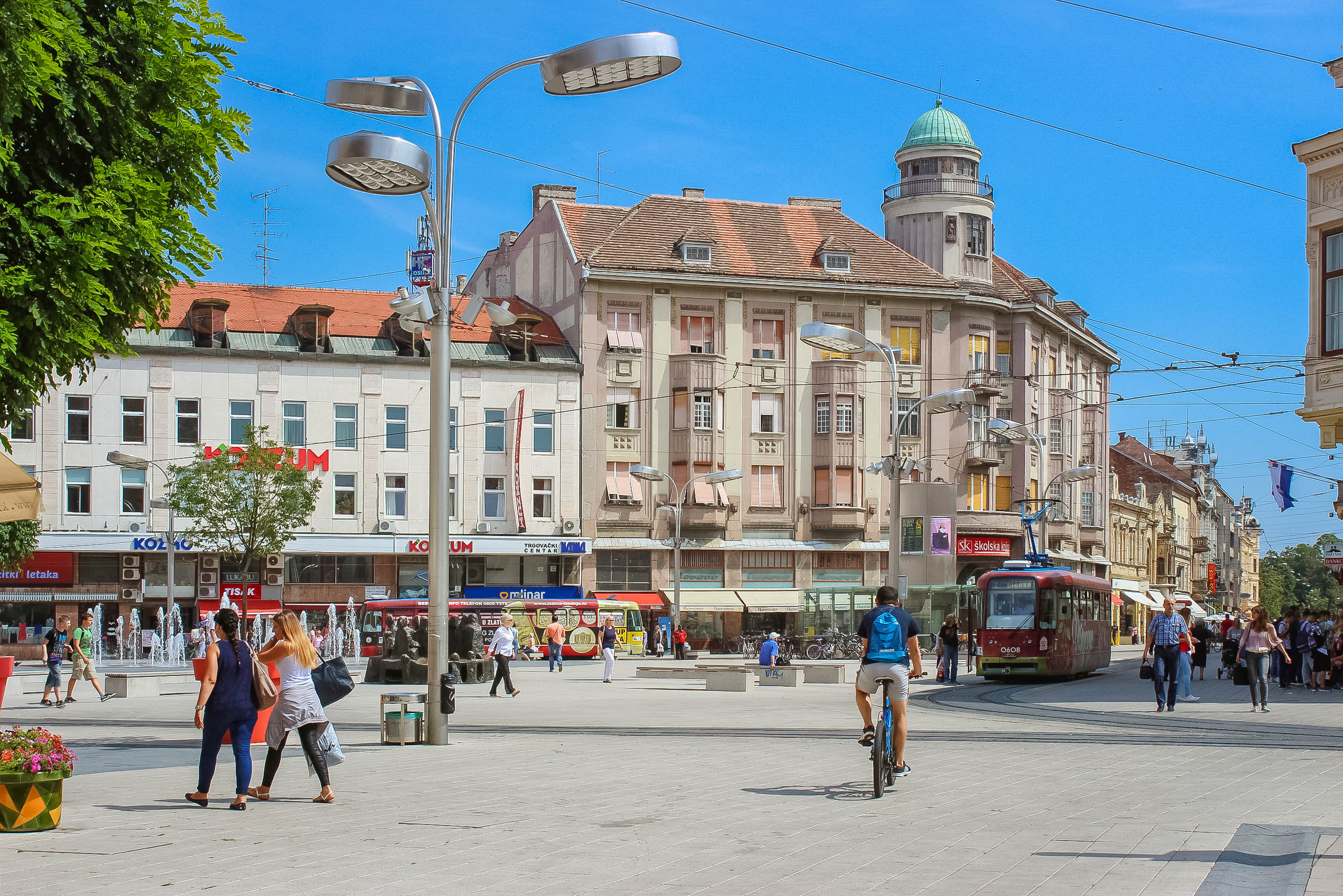
Stadtansicht

Bei der Kommunalwahl vom 16. Mai 2021 waren 89.385 Bürgerinnen und Bürger in Osijek wahlberechtigt und aufgefordert den neuen Gemeinderat sowie den neuen Bürgermeister zu wählen, wovon 35.220 Menschen ihr Wahlrecht nutzten. Dabei gab es insgesamt 34.121 (96,88 %) gültige und 1.099 (3,12 %) ungültige Stimmen. Bei einer Wahlbeteiligung von 39,40 % kam es zu folgendem Ergebnis:
| Parteien und Wählergemeinschaften        | Parteien und Wählergemeinschaften | % 2021 | Stimmen 2021 | Sitze 2021 |
| HDZ / NL / ANU / HSU / BUZ / HSLS / DHSS | Hrvatska demokratska zajednica / Nezavisna lista Ante Đapića / Aktivni nezavisni umirovljenici / Hrvatska stranka umirovljenika / Blok umirovljenici zajedno / Hrvatska socijalno-liberalna stranka / Demokratski HSS | 38,8   | 13.252       | 14         |
| DP / MOST                                | Domovinski pokret / Most nezavisnih lista | 17,9   | 6.107        | 6          |
| SDP                                      | Socijaldemokratska partija Hrvatske | 17,3   | 5.914        | 6          |
| MOŽEMO                                   | Možemo – Politička platforma | 7,4    | 2.520        | 2          |
| SNAGA SIB                                | Snaga Slavonije i Baranje | 6,9    | 2.339        | 2          |
| HNS / HSS / REFORMISTI                   | Hrvatska narodna stranka – Liberalni demokrati / Hrvatska seljačka stranka / Narodna stranka – reformisti | 5,4    | 1.856        | 1          |
| KLGB                                     | Kandidacijska lista grupe birača | 4,6    | 1.556        | 0          |
| HDSSB                                    | Hrvatski Demokratski savez Slavonije i Baranje | 1,7    | 577          | 0          |
| Gesamt                                   | Gesamt | 100    | 34.121       | 31         |
| Wahlbeteiligung                          | Wahlbeteiligung | 39,4 % | 39,4 %       | 39,4 %     |

### Bürgermeister
Bei der Wahl des Bürgermeisters im Mai 2021 waren die Einwohner in der Stadt Osijek aufgerufen, ein neues Oberhaupt zu wählen. Der damals 34-jährige Ivan Radić wurde im zweiten Wahlgang am 30. Mai 2021 für seine erste Amtszeit mit 15.526 Stimmen (62,7 %) bestätigt.

### Wappen
Das Wappen der Stadt Osijek hat die Form eines Schildes. Im zentralen Teil des Wappens ist die dreibogige Brücke über der Drau hervorgehoben. In der Mitte dieser Brücke erhebt sich ein rechteckiger Turm mit drei Kronen, zwei rechteckigen Fenstern und einer rechteckigen Tür. Auf der mittleren Krone befindet sich ein Schild mit dem Symbol einer Hand mit gezogenem Säbel. Die Oberfläche über und unter der Brücke und dem Turm ist kobaltblau und die Hand im Wappenschild und der Handumriss sind zinnoberrot. Die Ränder des Wappens und die Hände im Schild auf dem Wappen sind goldfarben. Die Brücke, der Turm, der Schildrand im Wappen und der Säbel sind silbern gefärbt.

### Städtepartnerschaften und -freundschaften

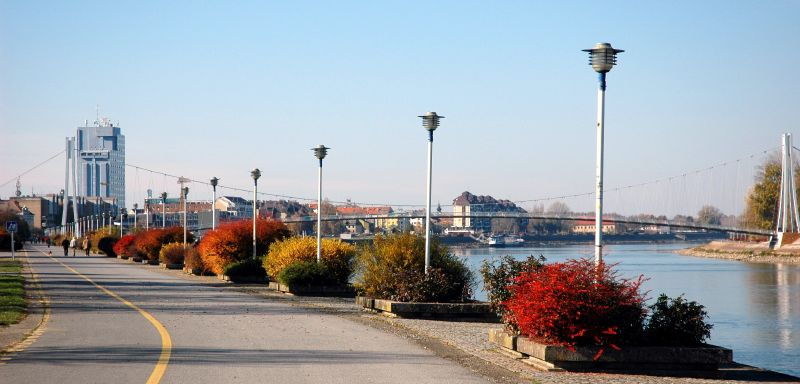
Brücke über die Drau

Osijek unterhält mit folgenden Städten eine Städtepartnerschaft:
- Pécs (Ungarn), seit 1973
- Pforzheim (Deutschland), seit 1994
- Maribor (Slowenien), seit 1995
- Tuzla (Bosnien und Herzegowina), seit 1996
- Lausanne (Schweiz), seit 1997
- Nitra (Slowakei), seit 1997
- Budapest XIII. Bezirk (Ungarn), seit 2001
- Prizren (Kosovo), seit 2010

## Demografie

### Bevölkerung

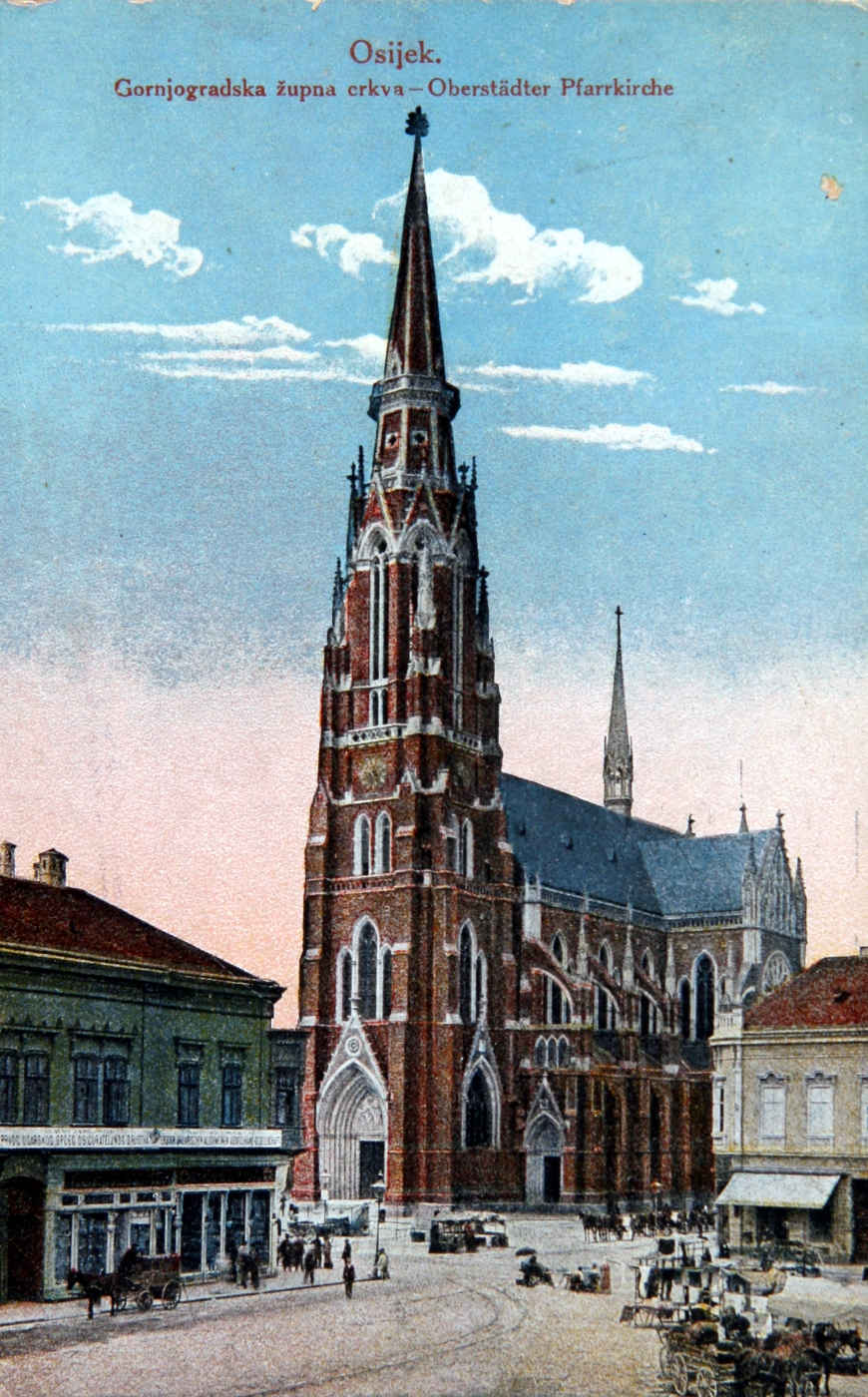
Die Ko-Kathedrale St. Peter und St. Paul der römisch-katholischen Erzdiözese Đakovo-Osijek aus dem 19. Jahrhundert

Bei der Volkszählung durch die ungarischen Behörden im Jahr 1910 waren von den 31.388 Einwohnern 12.625 Kroaten, 11.269 Deutsche, 3.729 Ungarn, 2.889 Serben, 432 Tschechen, 155 Slowenen und 105 Slowaken.
| Bevölkerungsentwicklung | Bevölkerungsentwicklung | Bevölkerungsentwicklung | Bevölkerungsentwicklung | Bevölkerungsentwicklung | Bevölkerungsentwicklung | Bevölkerungsentwicklung | Bevölkerungsentwicklung | Bevölkerungsentwicklung | Bevölkerungsentwicklung | Bevölkerungsentwicklung | Bevölkerungsentwicklung | Bevölkerungsentwicklung | Bevölkerungsentwicklung | Bevölkerungsentwicklung | Bevölkerungsentwicklung | Bevölkerungsentwicklung |
| ----------------------- | ----------------------- | ----------------------- | ----------------------- | ----------------------- | ----------------------- | ----------------------- | ----------------------- | ----------------------- | ----------------------- | ----------------------- | ----------------------- | ----------------------- | ----------------------- | ----------------------- | ----------------------- | ----------------------- |
| 1857                    | 1869                    | 1880                    | 1890                    | 1900                    | 1910                    | 1921                    | 1931                    | 1948                    | 1953                    | 1961                    | 1971                    | 1981                    | 1991                    | 2001                    | 2011                    | 2021                    |
| 16.145                  | 19.281                  | 19.809                  | 21.547                  | 26.769                  | 31.388                  | 36.500                  | 43.351                  | 49.037                  | 56.538                  | 71.782                  | 92.603                  | 103.026                 | 104.761                 | 90.411                  | 84.104                  | 75.535                  |

Bei der Volkszählung von 2011 hatte Osijek 108.048 Einwohner, dabei bezeichneten sich 89,54 % der Einwohner als Kroaten. Nach der Volkszählung 1991 waren es mit Vororten 130.000 Einwohner gewesen.
Die Stadt Osijek hat sich seit 1869 bis 1991 vervierfacht. Mittlerweile ist auch hier ein sehr deutlicher Bevölkerungsrückgang, wie in ganz Kroatien, deutlich zu erkennen.

### Religionen
Zur Volkszählung 2011 bekannten sich 114.616 Menschen als:
- Römisch-Katholisch 96.600 (84,2 %)
- Serbisch-Orthodox 8.619 (7,52 %)
- Muslime 966 (0,84 %)

Die restlichen 8 % waren Teil von anderen Religionen oder gar keiner Religion.

## Sehenswürdigkeiten
- Die Kathedrale St. Peter und Paul wurde im Jahr 1898 vom deutschen Baumeister Gerhard Franz Langenberg errichtet. Das Gotteshaus ist eine dreischiffige Basilika mit Querschiff und das hohe Haupt- und das untere Seitenschiff sind mit einem Kreuzrippengewölbe überwölbt. Das Gebäude weist neogotische Stilmerkmale auf und der dominierende Akzent wird durch den 90 m hohen, abgestuften Glockenturm über dem Haupteingang, gesetzt. Das Äußere der Kirche ist durch Strebepfeiler und einer Reihe dekorativer Elemente aus Stein gegliedert, die sich kontrastreich vom glatten roten Backsteinsockel abheben. Die Gewölbe und Wandflächen im Hauptschiff des Bauwerks sind vom Maler Mirko Rački bemalt. Die Kirche präsentiert die neugotische Architektur am Ende des 19. Jahrhunderts.[20]
- Das Gebäude des damaligen Generalkommandos der Habsburgermonarchie wurde im Jahr 1726 errichtet und ist ein freistehendes, vierflügeliges Gebäude mit barocken Elementen, das sich im Zentrum der Festung Osijek befindet. Es verfügt über ein reich verziertes Portal, das zu den besten Barockskulpturen Kroatiens zählt. In der zweiten Hälfte des 18. Jahrhunderts wurde das militärische Bauwerk modernisierte und mit einer zweiten Etage aufgestockt.[21]
- Das ebenfalls im Zentrum der Festung von Osijek befindliche Gebäude der Hauptwache, als eingeschossiges Eckhaus, wurde im 18. Jahrhundert erbaut. Sowohl in der Fassadengestaltung als auch in der Konstruktion der gewölbten Räume und des hohen Daches zeichnet es sich durch die stilistischen Merkmale des bescheidenen und zurückhaltenden Barocks aus, die für militärische Bauwerke der Habsburger charakteristisch sind.[22]

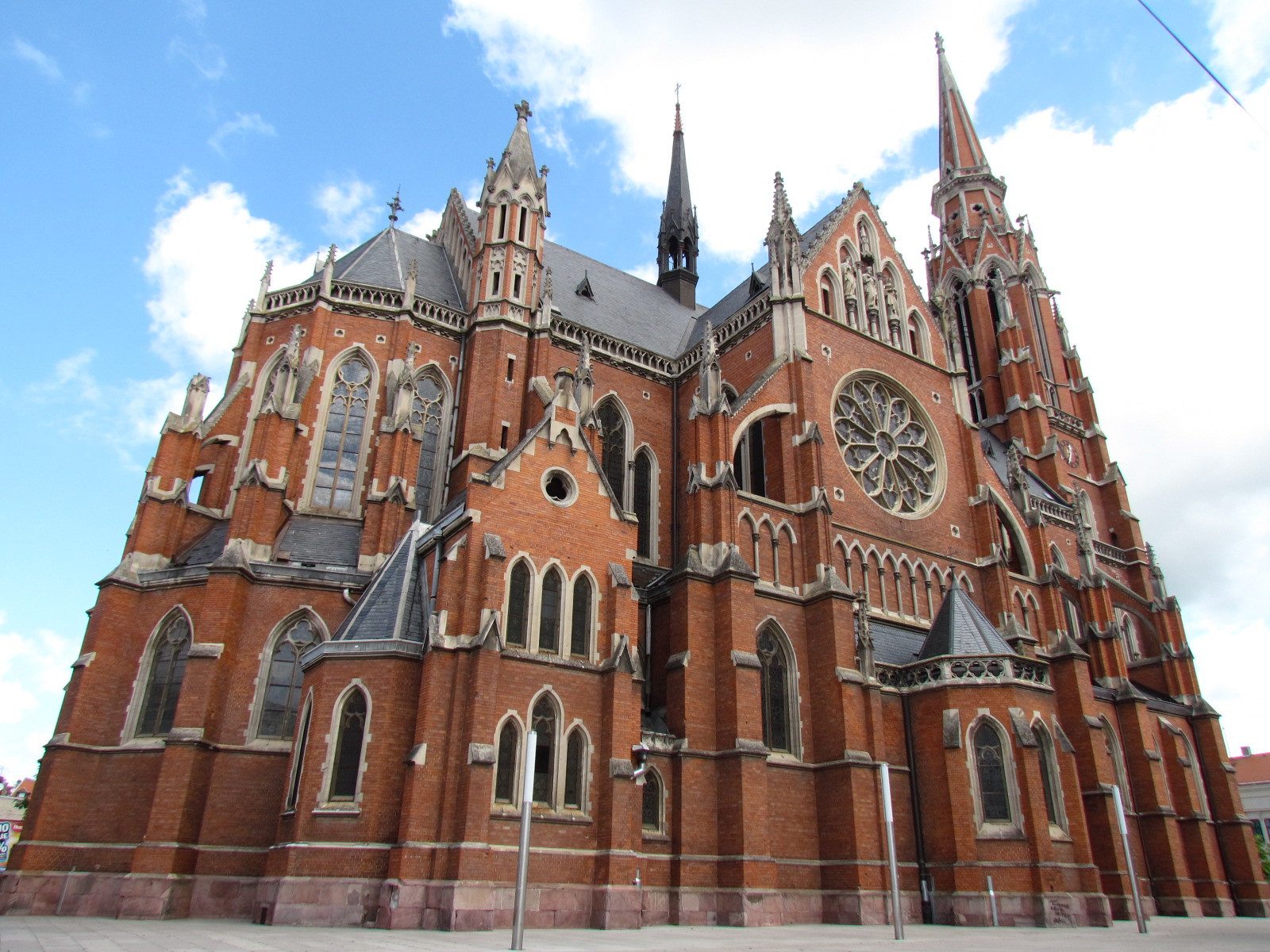
Kathedrale in Osijek
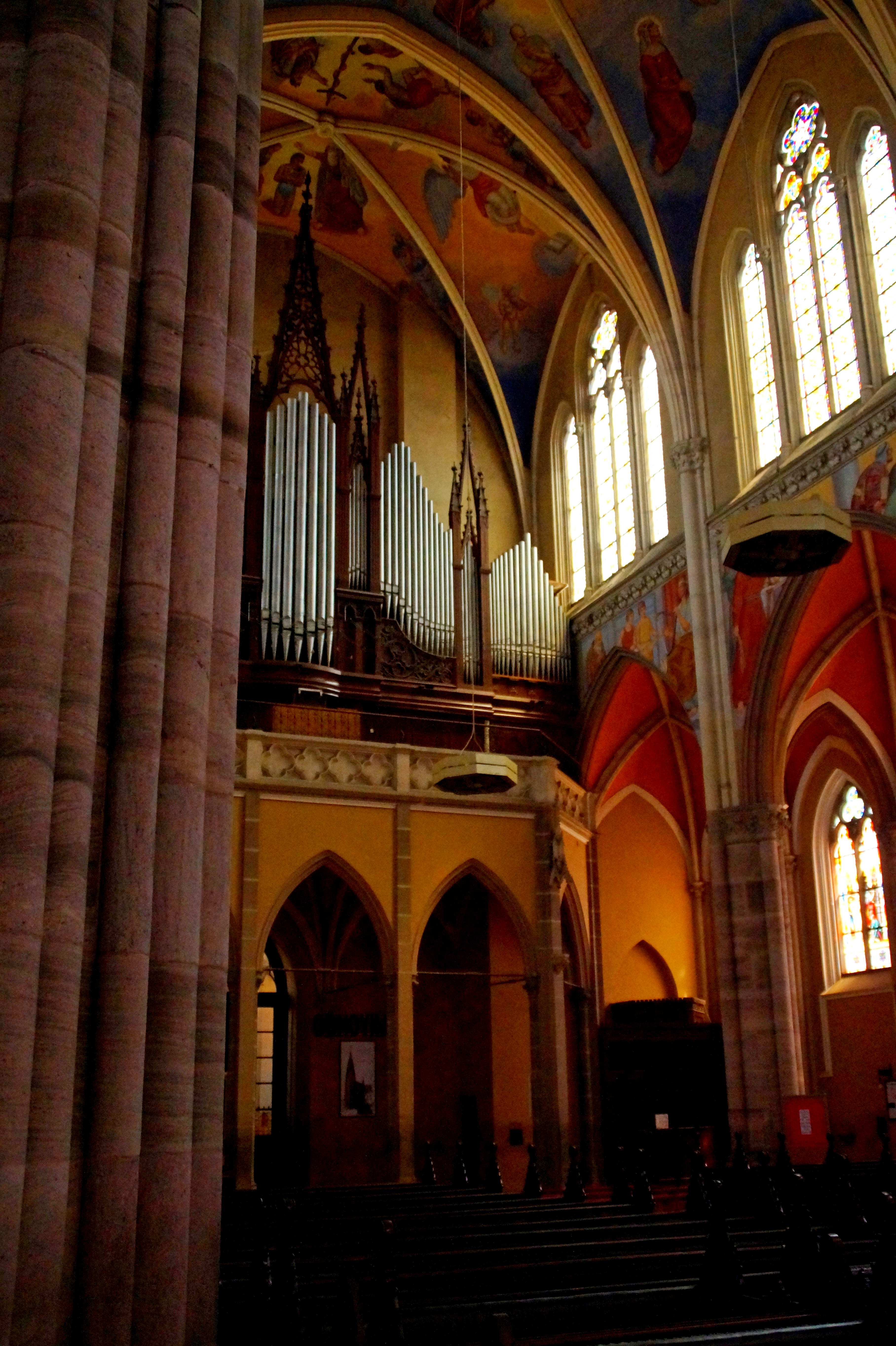
Orgel in der Kathedrale
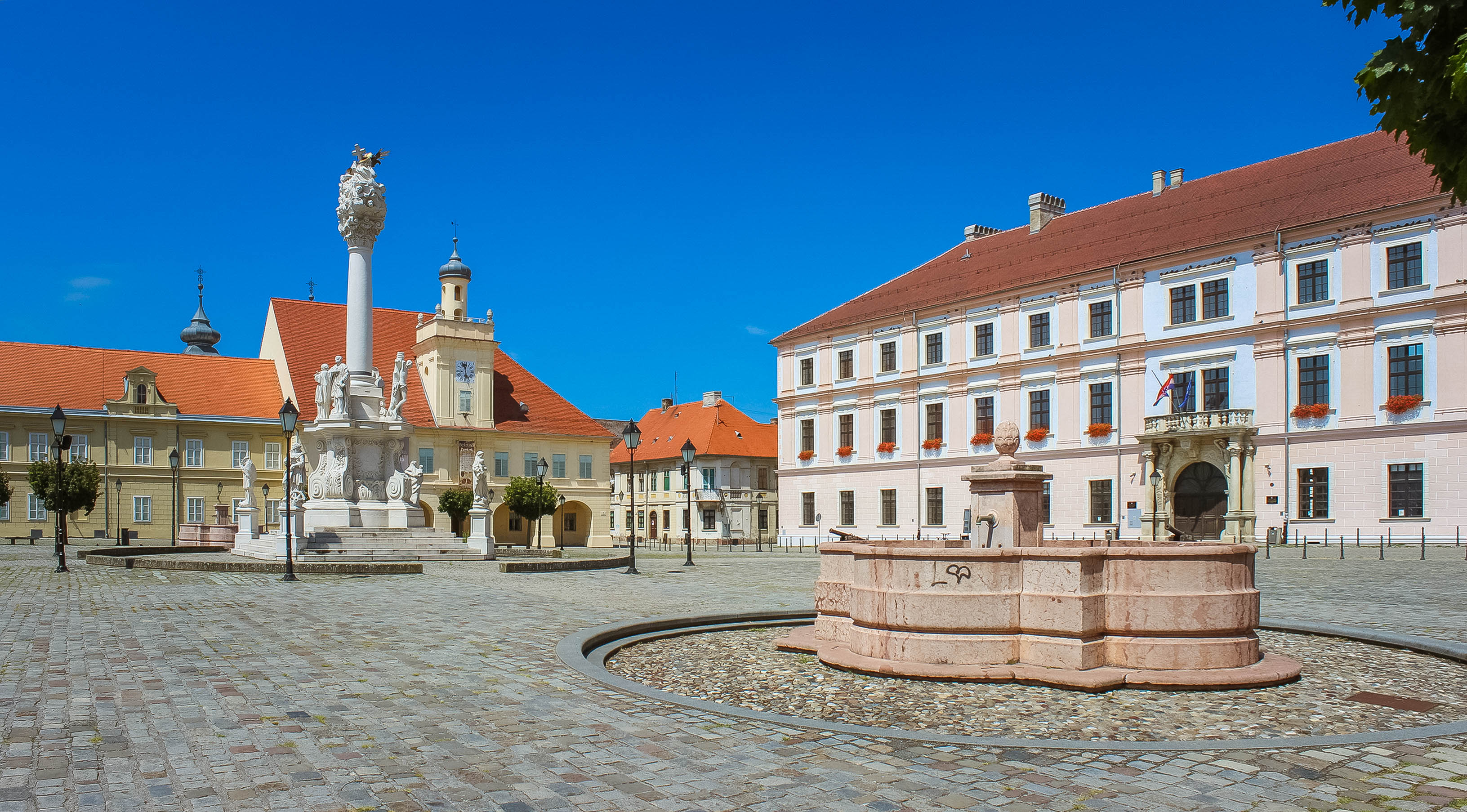
Platz der Heiligen Dreifaltigkeit
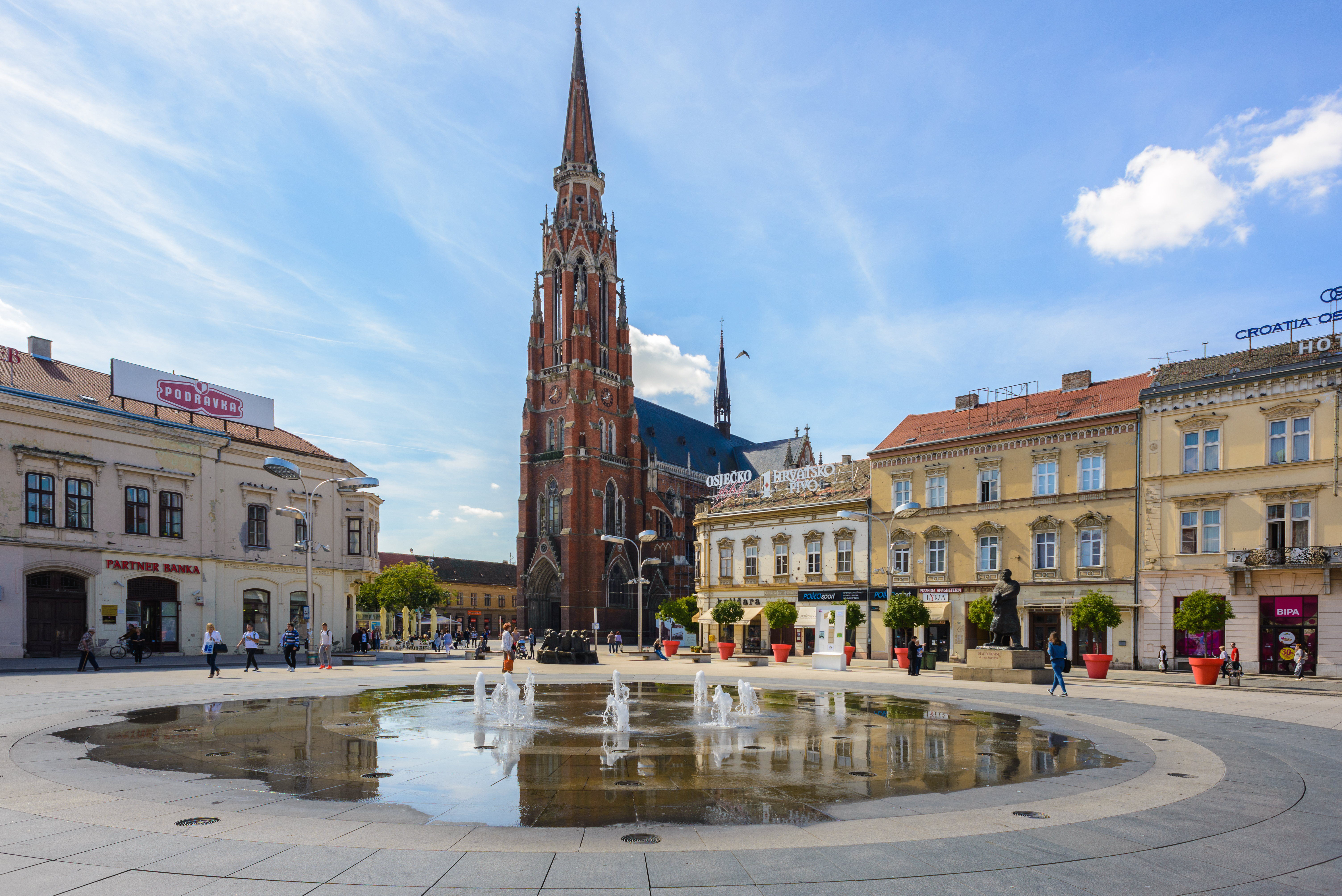
Ante-Starčević-Platz mit Brunnen
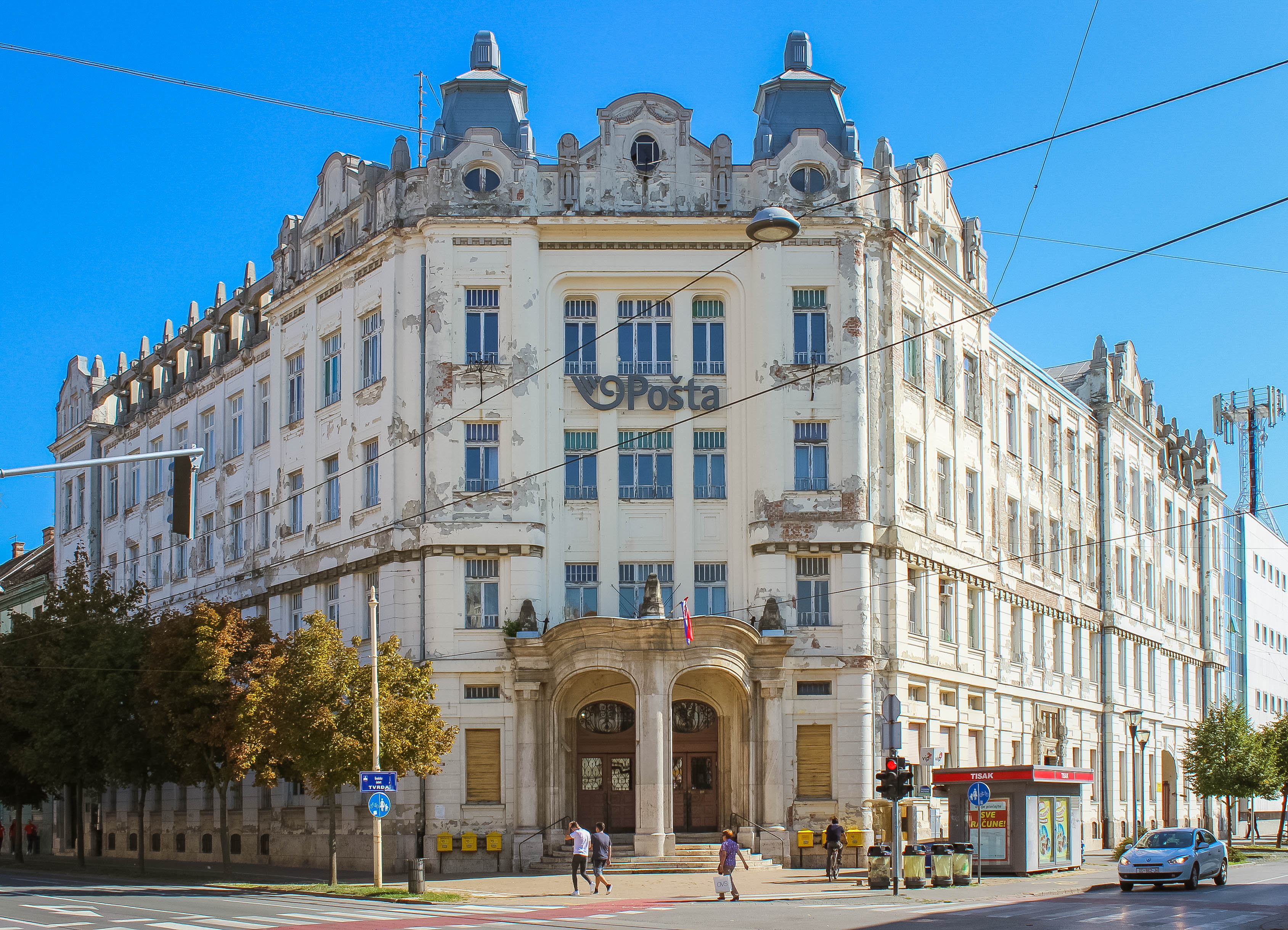
Hauptpostamt
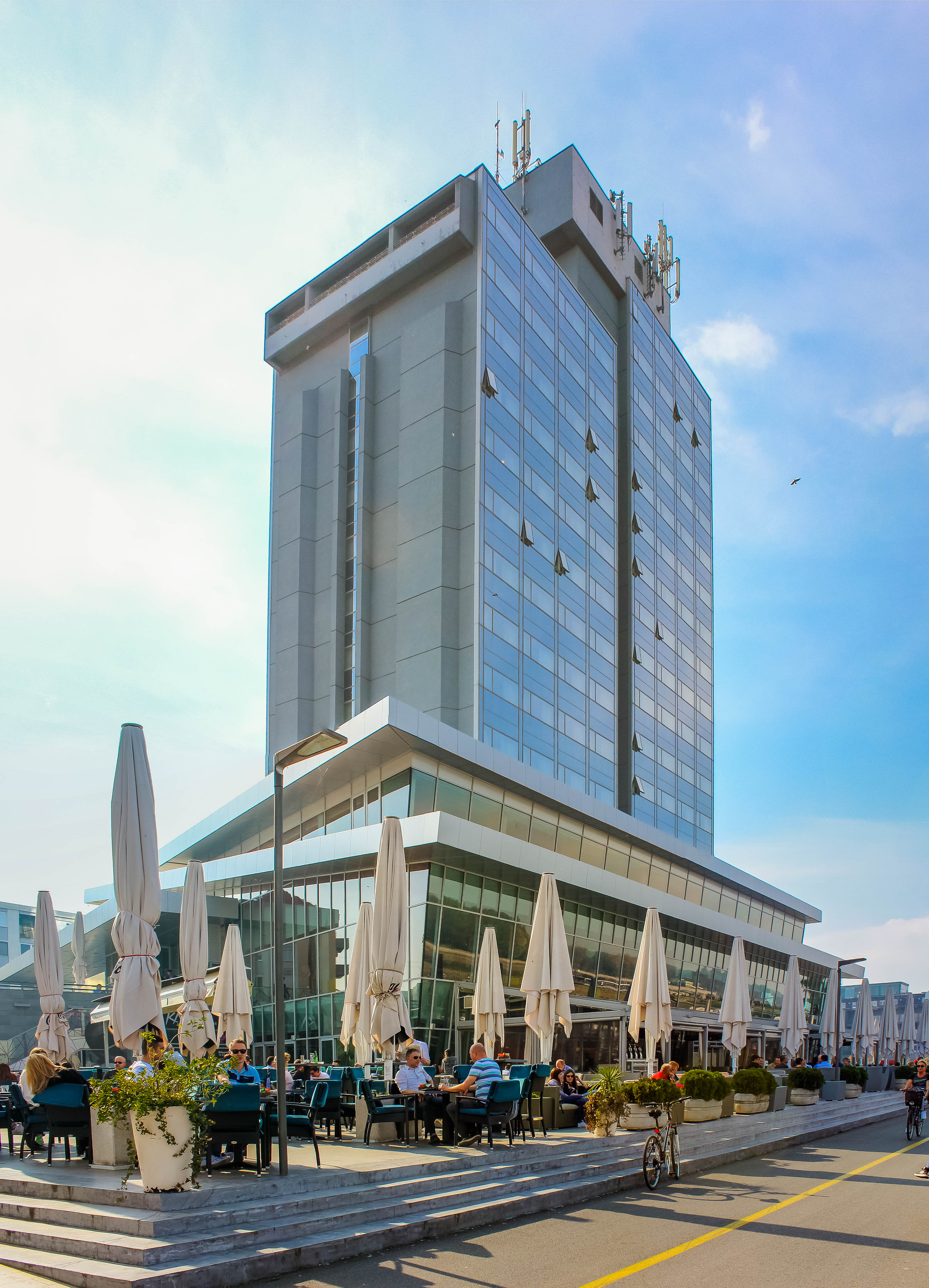
Hotel in Osijek
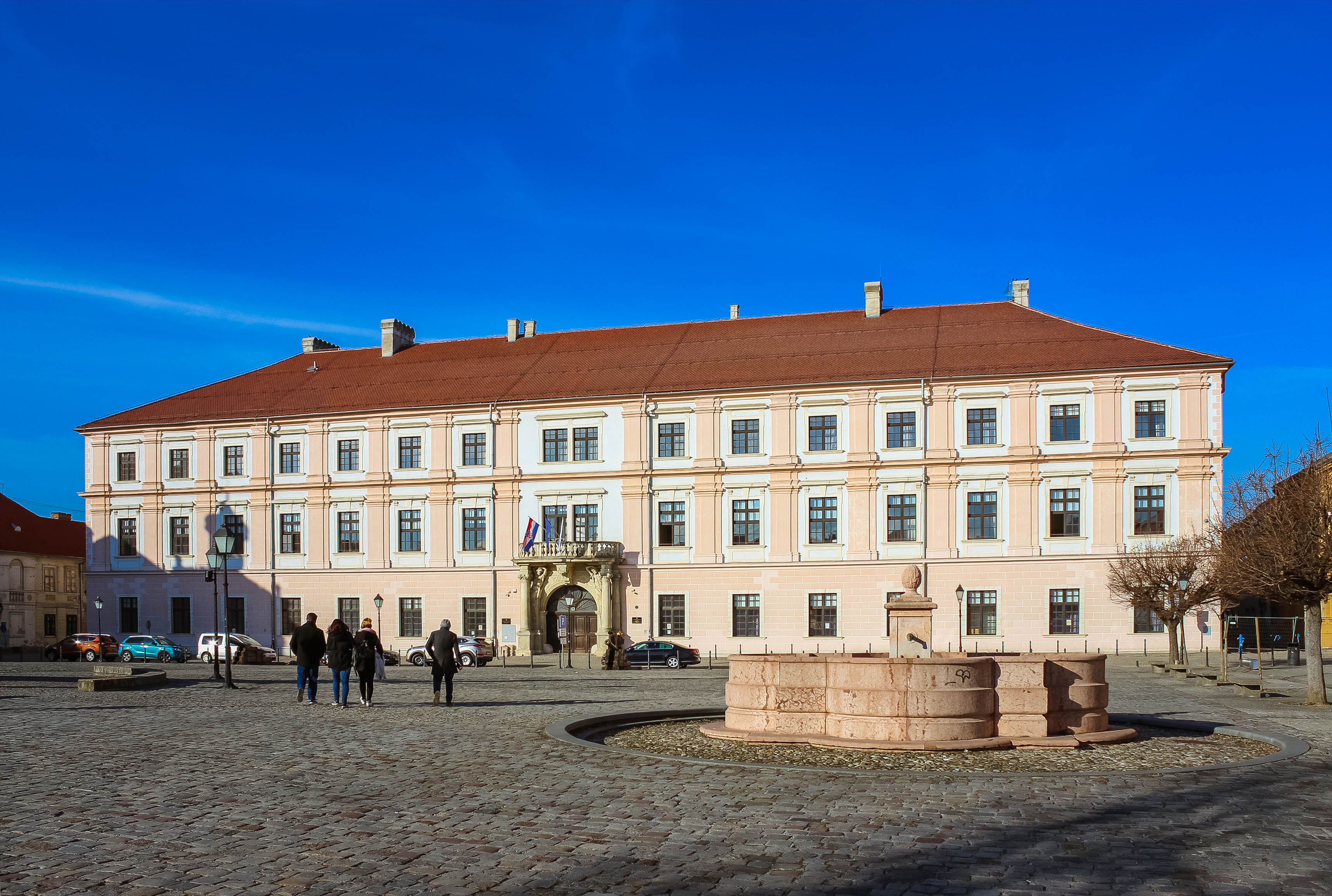
Universität

- Das ehemalige Magistratsgebäude, ein Eckgebäude mit drei Flügeln aus dem Jahr 1702 mit barocken Stilmerkmalen, befindet sich ebenfalls im Zentrum von Osijeks Festung. Die Hauptwestfassade ist offen mit fünf Fensterachsen. In der Mittelachse im Erdgeschoss befindet sich ein Eingang mit rundbogigem Abschluss und einem Vorbau. Über der Veranda im ersten Stock befindet sich ein Balkon. Das Erdgeschoss war ursprünglich glatt ausgeführt und ist durch einen Streifen Gesims vom Obergeschoss getrennt. Die Fenster des ersten Obergeschosses verfügen über akzentuierte Fensterbänke und barocke Zierleisten mit Laschen. Die Wandverkleidung des ersten Obergeschosses, mit profilierten Einsätzen zwischen den Fenstern und der profilierten Brüstungszone sowie der Zone über dem Oberlicht, besteht aus angereichertem Putz. Über der Tür auf dem Balkon befindet sich das steinerne Wappen der Stadt. Heute befindet sich in diesem Gebäude das Museum von Slawonien.[23]
- Das Haus Plemić, ein zweiflügeliges und einstöckiges Haus, wurde im 18. Jahrhundert erbaut. Das Gebäude zeichnet sich durch eine reiche Verzierung der Straßenfassade mit Barock- und Rokokodetails aus und stellt ein wertvolles Beispiel der zivilen Wohnarchitektur des 18. Jahrhunderts dar. Im Inneren befindet sich in der mittleren Querachse des Straßenflügels ein Korridor, der zu einer Doppeltreppe im südwestlichen Teil des Bauwerks führt. Die Räume im Erdgeschoss sind mit böhmischen Kappen gewölbt und der Flur besteht aus böhmischen Kappen mit Gurten. Die Zimmer im ersten Stock verfügen über einen flachen Holzbau.[24]
- Das Denkmal zur Erinnerung an die Pest wurde zwischen 1729 und 1730 erbaut und befindet sich am zentralen Platz in der Festung der Stadt. Das Element dieses barocken Denkmals besteht aus Sandstein in Form eines Obelisken auf einem kreisförmigen Sockel, der auf einer rechteckigen Plattform mit einer vierseitigen Treppe steht. An der Spitze des Obelisken befindet sich eine Komposition, die symbolisch die Heilige Dreifaltigkeit darstellt. Neben der zentralen Figur der Statue befinden sich auf Bodenhöhe an den Ecken der Treppe die Heiligenfiguren auf den Sockeln. Und am Fuße des Obelisken stehen Statuen von vier Heiligen.[25]

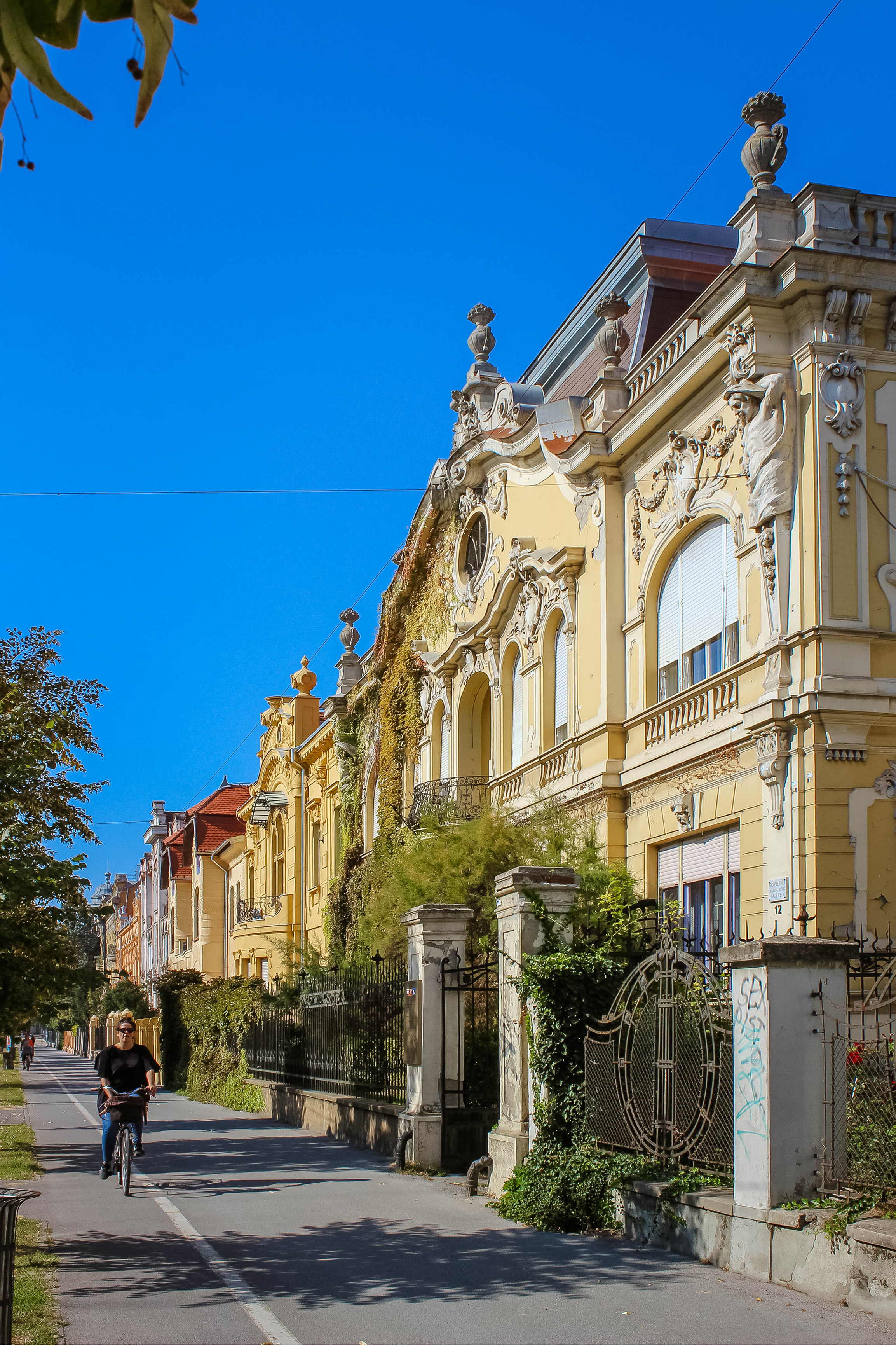
Europäische Avenue
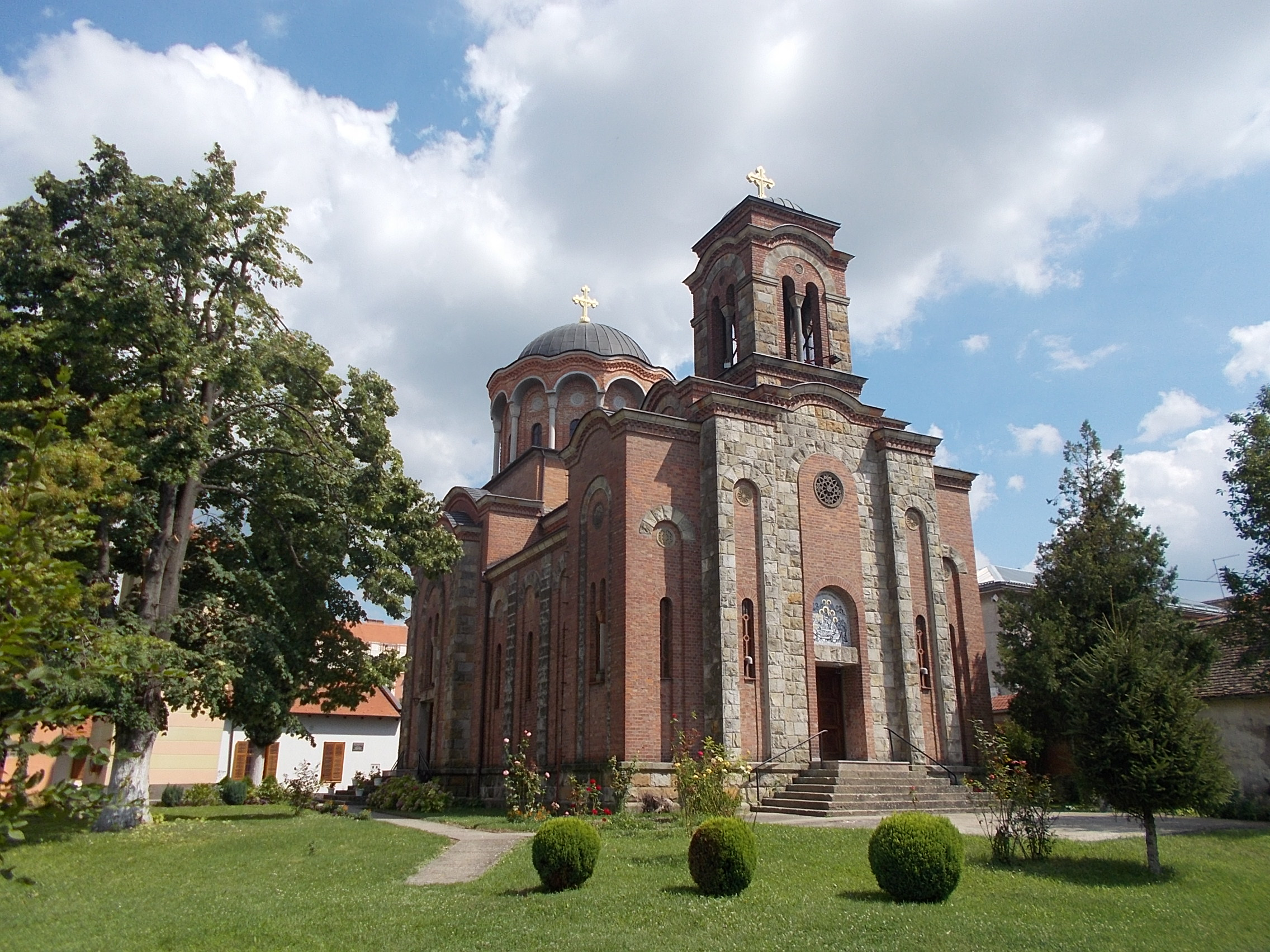
Orthodoxe Kirche
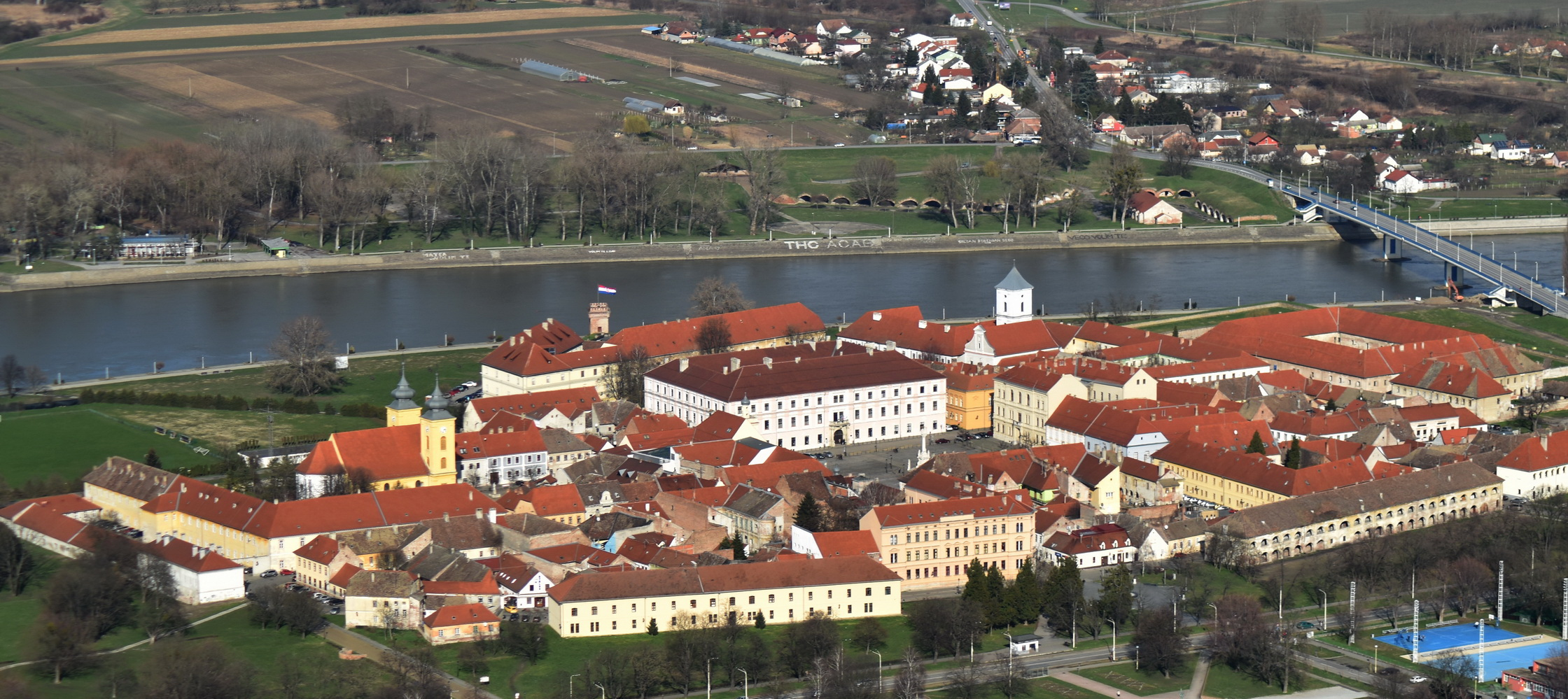
Festung Osijek
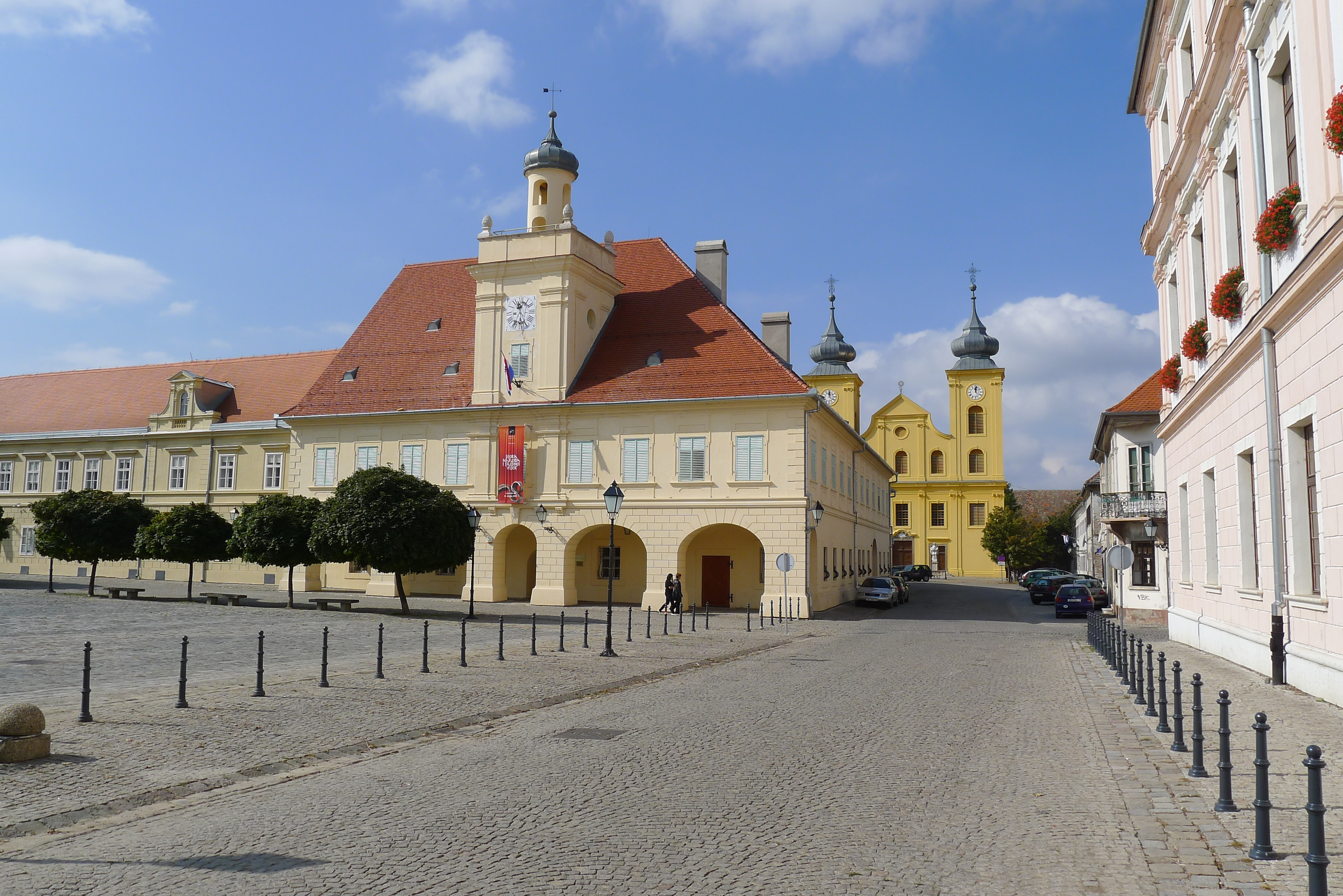
Gebäude der Hauptwache
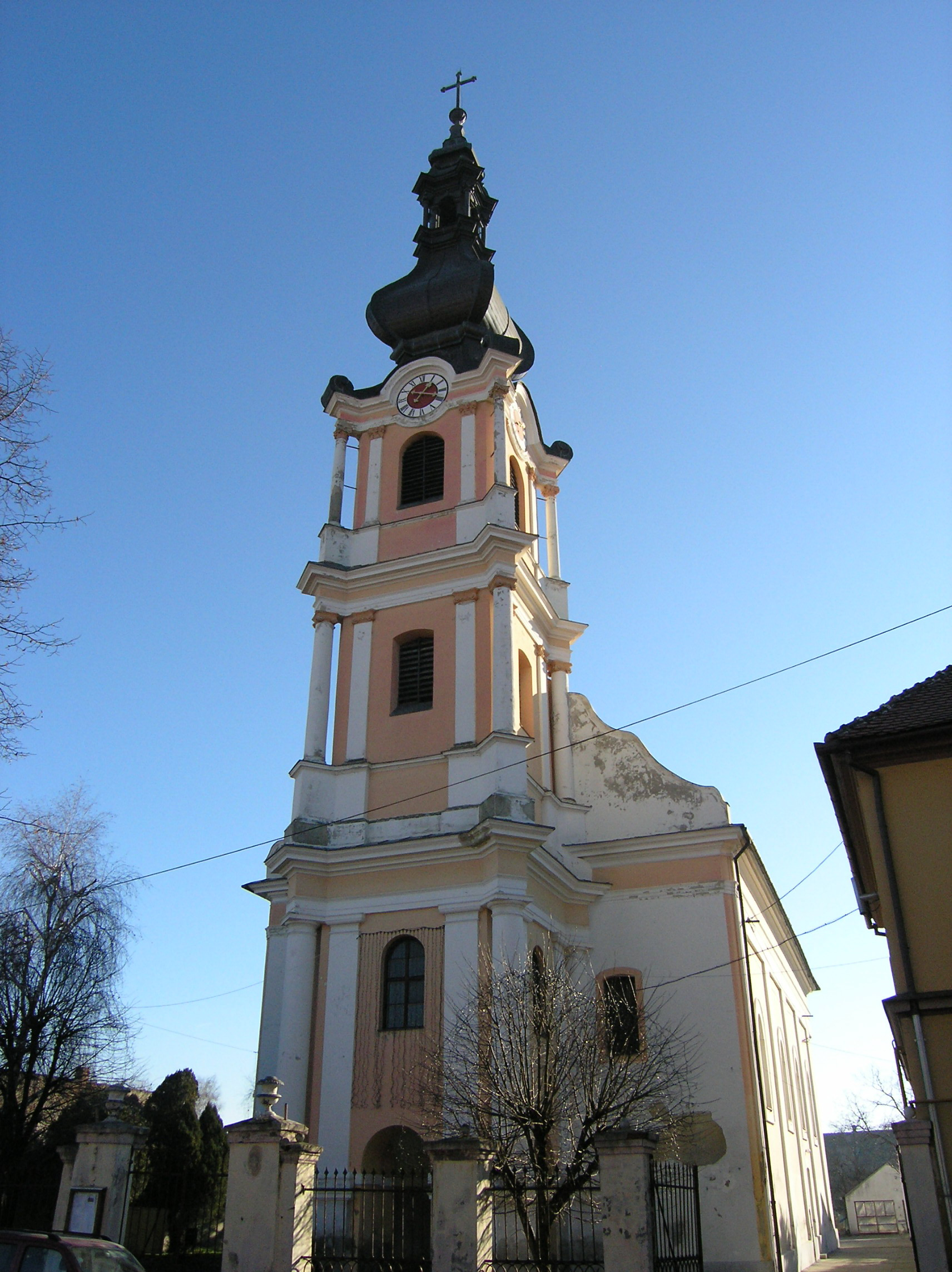
Katholische Kirche
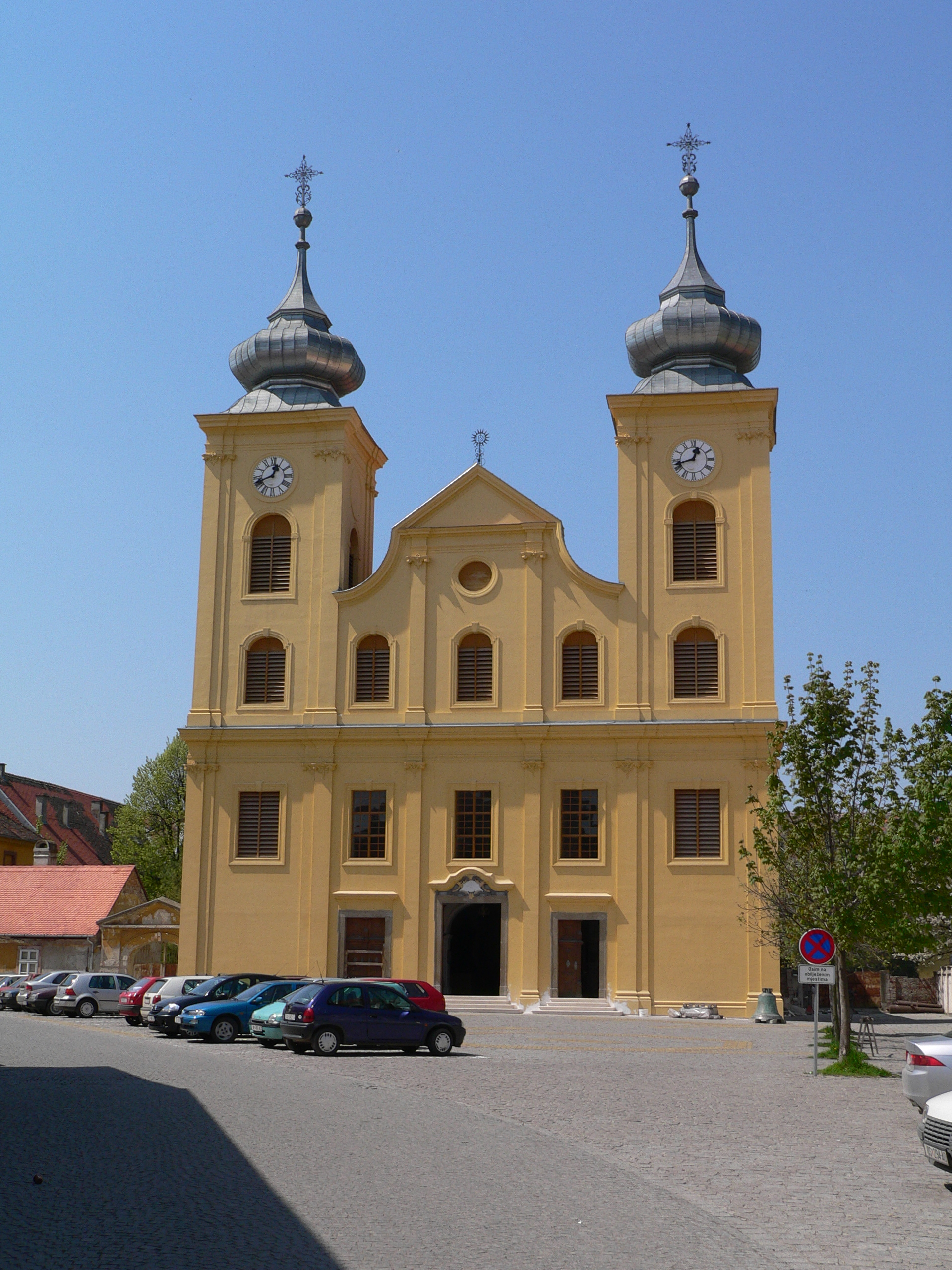
Kirche des Heiligen Michael
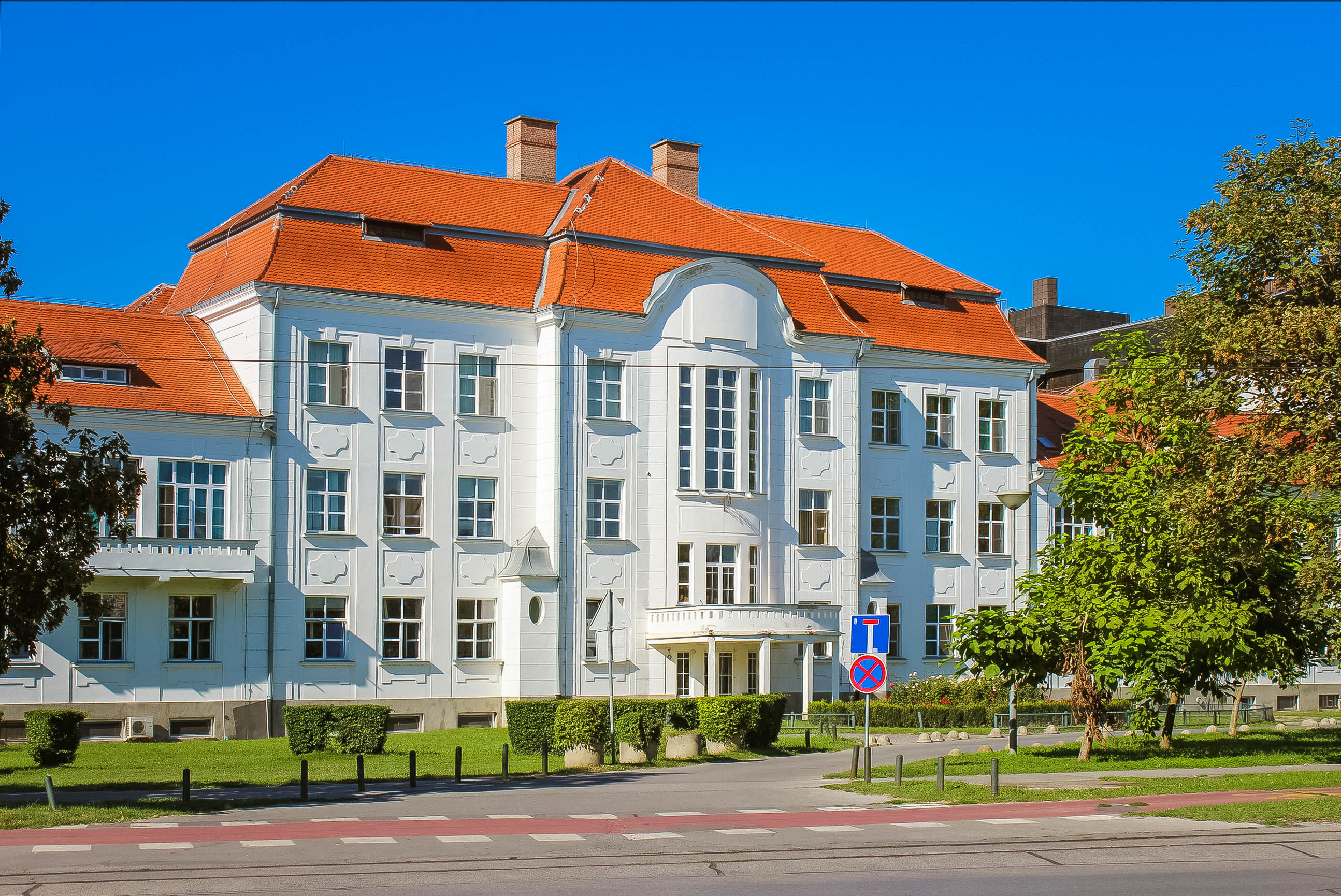
Klinik für Chirurgie

- Die Kirche des Heiligen Michael wurde zwischen 1725 und 1768 erbaut. Bei dem Gotteshaus handelt es sich um ein monumentales barockes Saalgebäude mit einem runden Altarraum und zwei massiven Glockentürmen über der Hauptfassade. Es wurde vom Jesuitenorden im Geiste des Spätbarocks des kontinentalen Kroatiens errichtet. Der Einfluss des österreichischen Barocks auf die architektonische Komposition ist sichtbar.[26]
- Die Kirche des Heiligen Kreuzes wurde zwischen 1705 und 1732 errichtet. Das Gebäude zeichnet sich durch einen einzigartigen Hallenraum mit rechteckigem Kirchenschiff, getrennten Seitenkapellenpaaren und einem ebenso breiten polygonalen Altarraum mit Strebepfeilern aus. Das Kirchenschiff wird von einem Segmenttonnengewölbe mit Konsolen getragen. Die Hauptstraßenfassade der Kirche ist mit einem Giebel abgeschlossen und in der Mittelachse durch ein profiliertes Steinportal geöffnet, das mit einem unterbrochenen Giebel abgeschlossen ist. Das dazugehörige Kloster im Stil des späten Barock wurde zwischen 1770 und 1778 erbaut und befindet sich nördlich der Kirche.[27]
- Das Hauptpostgebäude in Osijek wurde um 1912 erbaut. Der Bau ist auf drei Etagen mit einem breiten Steinsockel und einem hohen Erdgeschoss errichtet. Der Haupteingang befindet sich an der zentralen Ecke. Die Fassade weist im Raster, in der Gestaltung der Öffnungen und in der Behandlung der Wandverkleidung ungarischen Jugendstilcharakter auf.[28]
- Der ehemalige Palast des königlichen Gerichtes mit Gefängnisgebäuden im Innenhof wurde 1897 nach den Entwürfen des Architekten Jan Holjc erbaut. Das zweigeschossige Gebäude mit Längsgrundriss in Form eines langgestreckten Rechtecks mit abgeschrägten Ecken wurde als freistehendes Gebäude errichtet. Das Gerichtsgebäude hat städtebaulichen und historischen Wert und stellt ein repräsentatives Beispiel öffentlicher Architektur am Ende des 19. Jahrhunderts dar.[29]

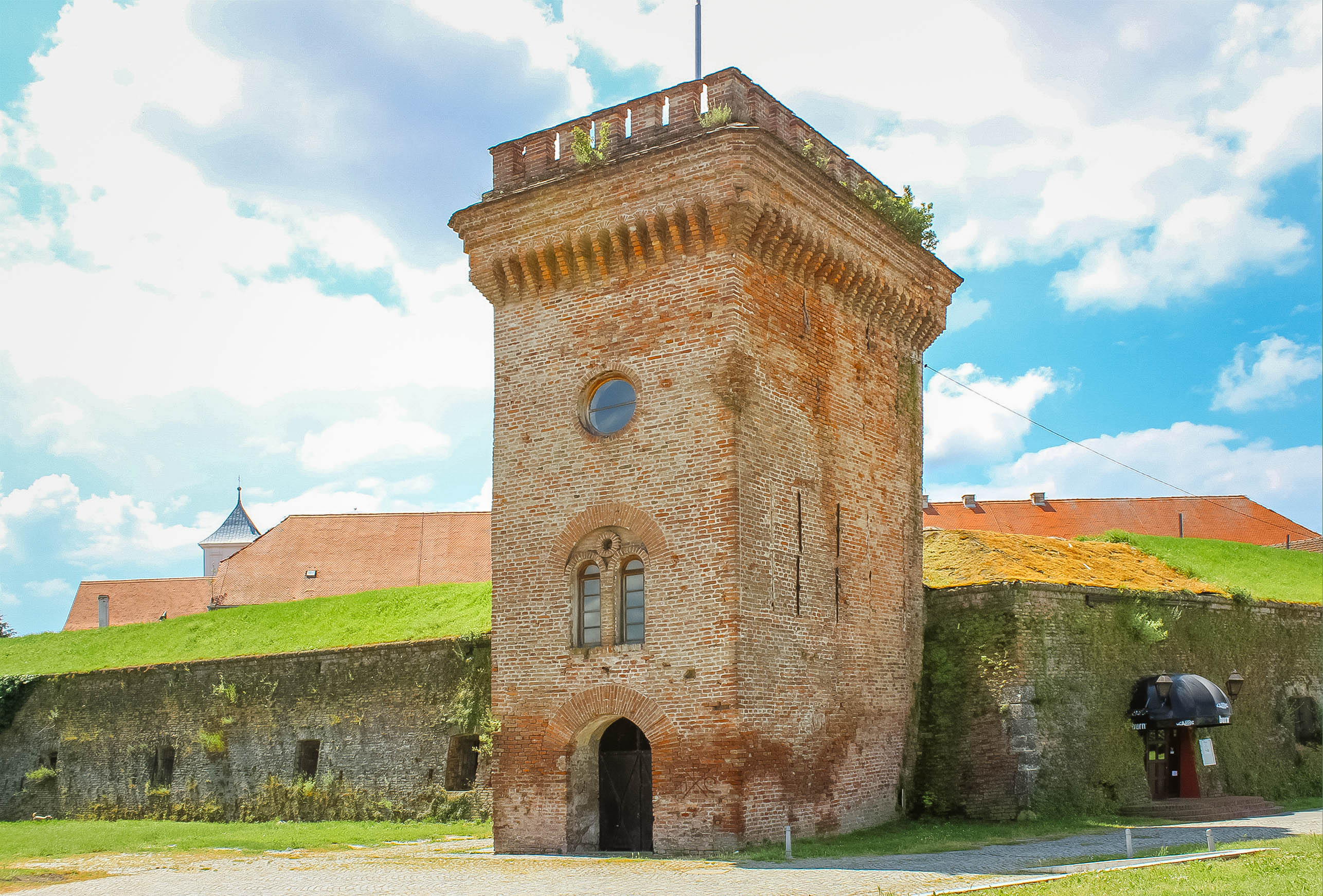
Turm bei der Festung
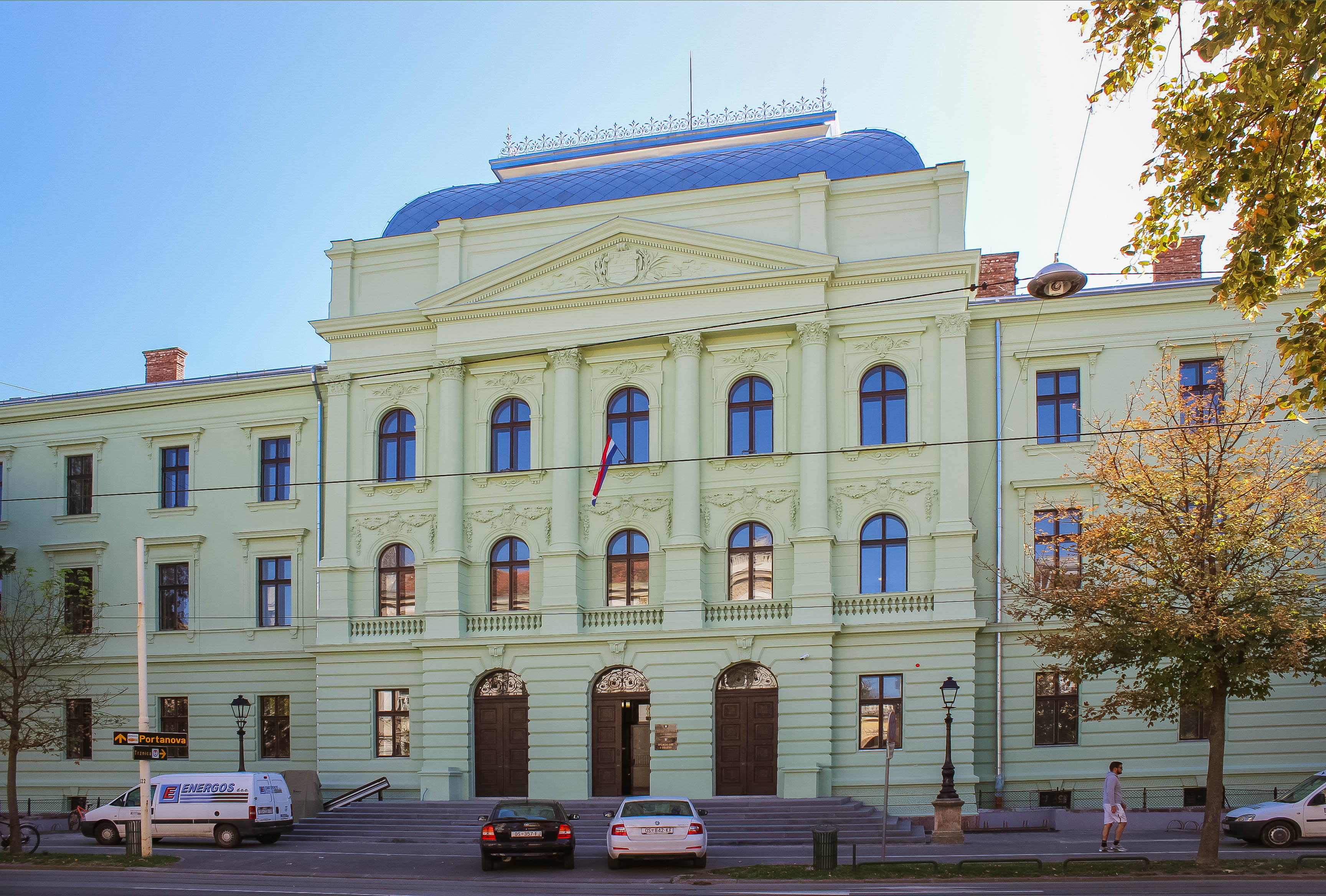
Amtsgericht
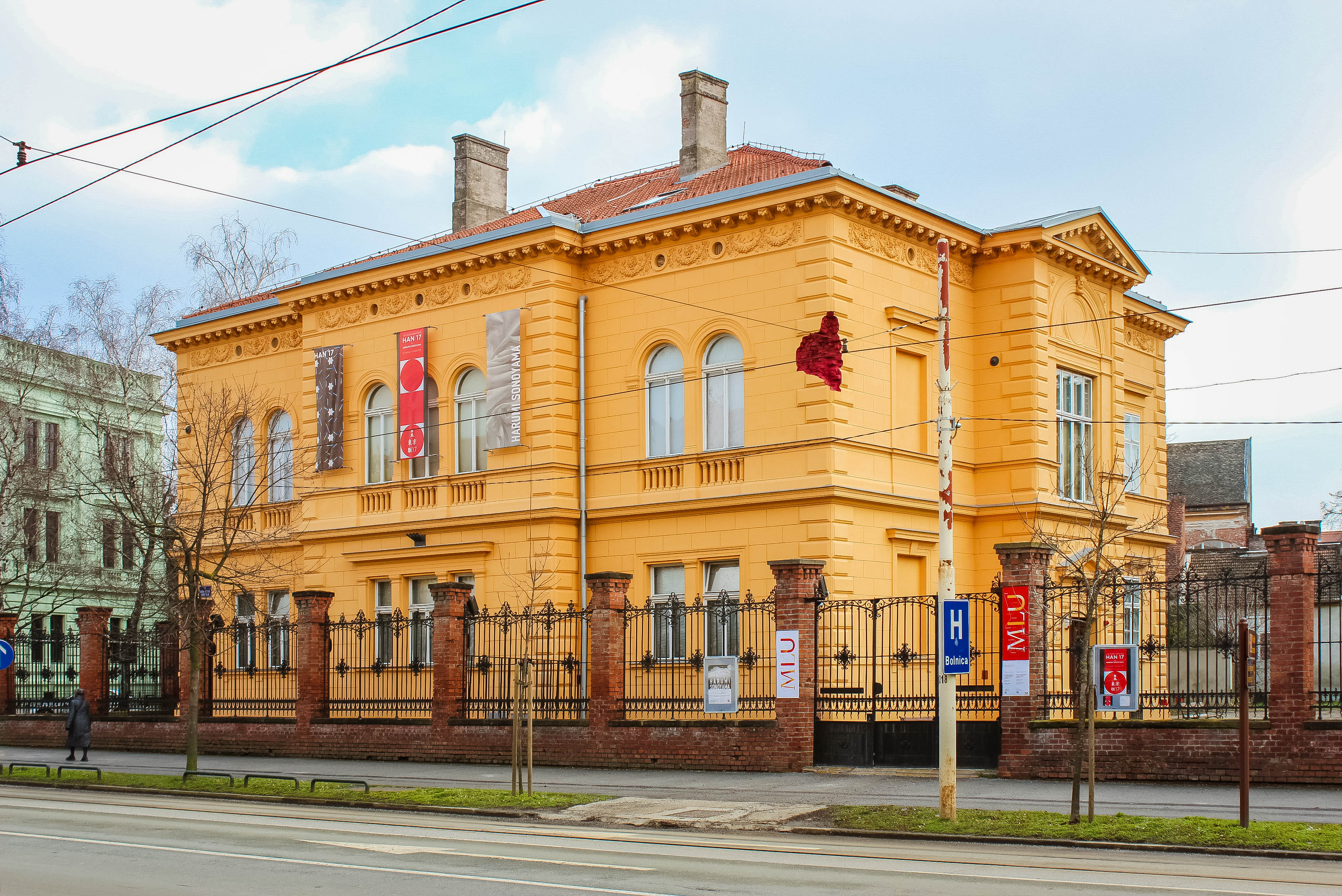
Museum der Künste
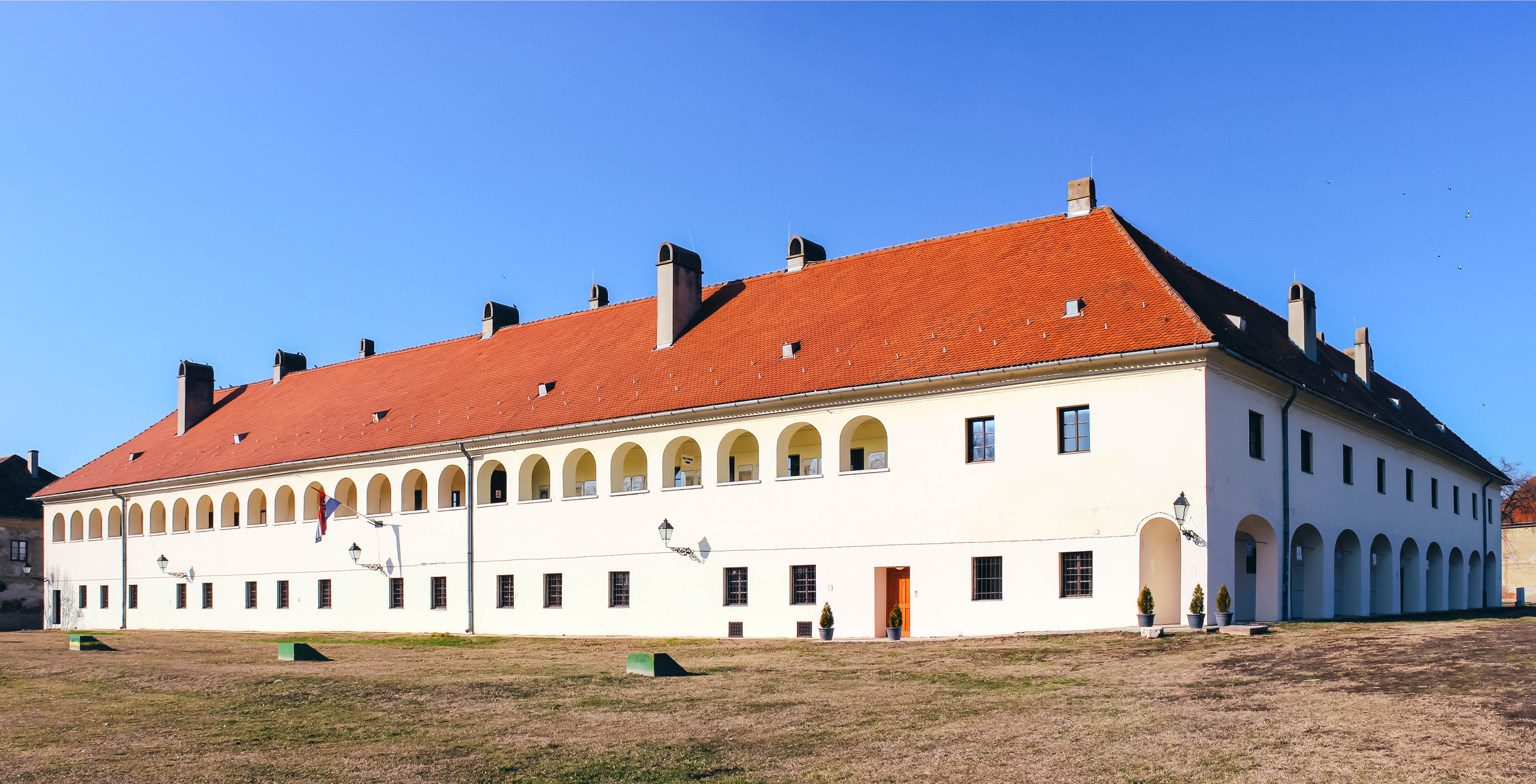
Nationalarchiv
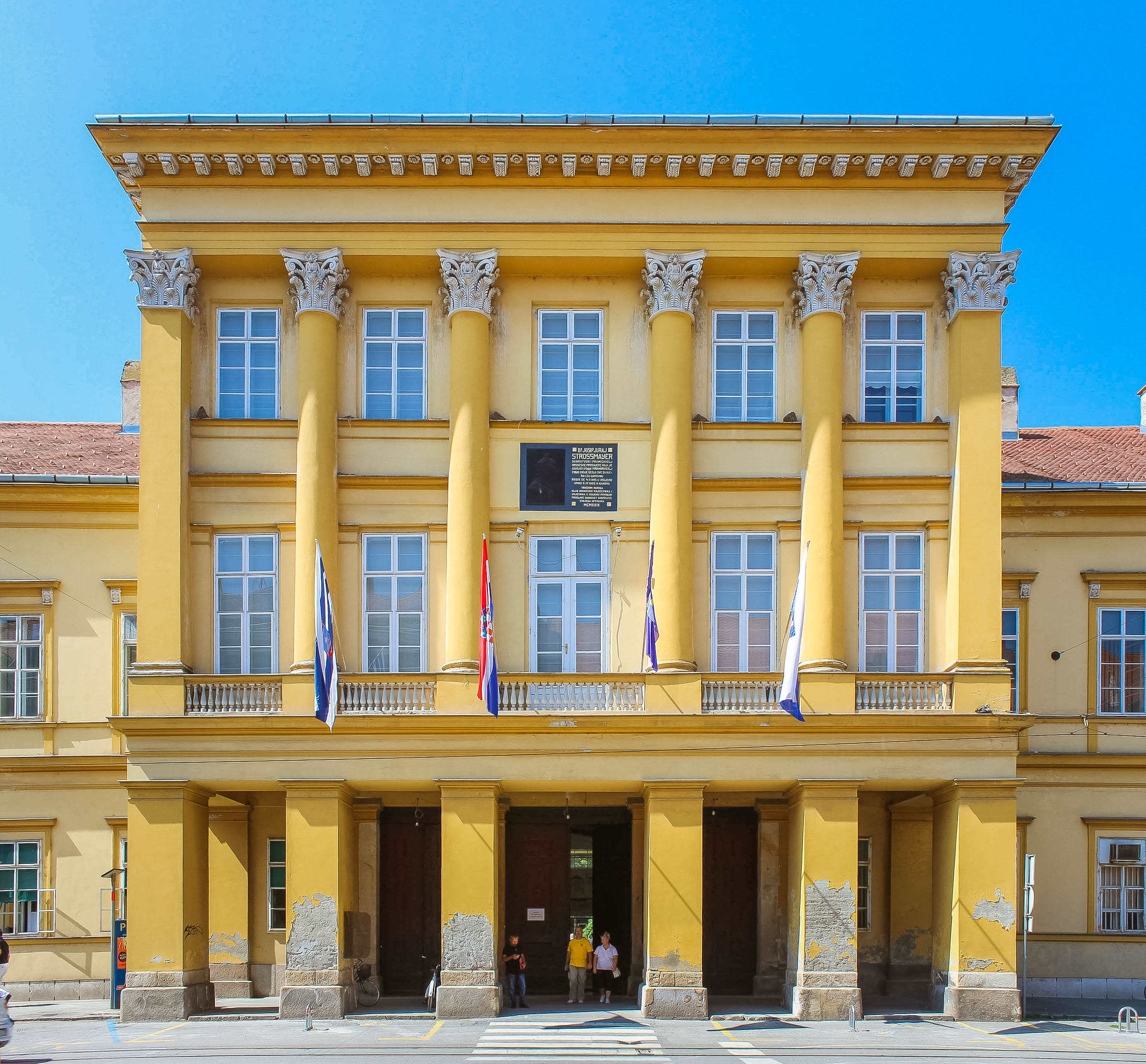
Palast des ehemaligen Komitats Virovititz
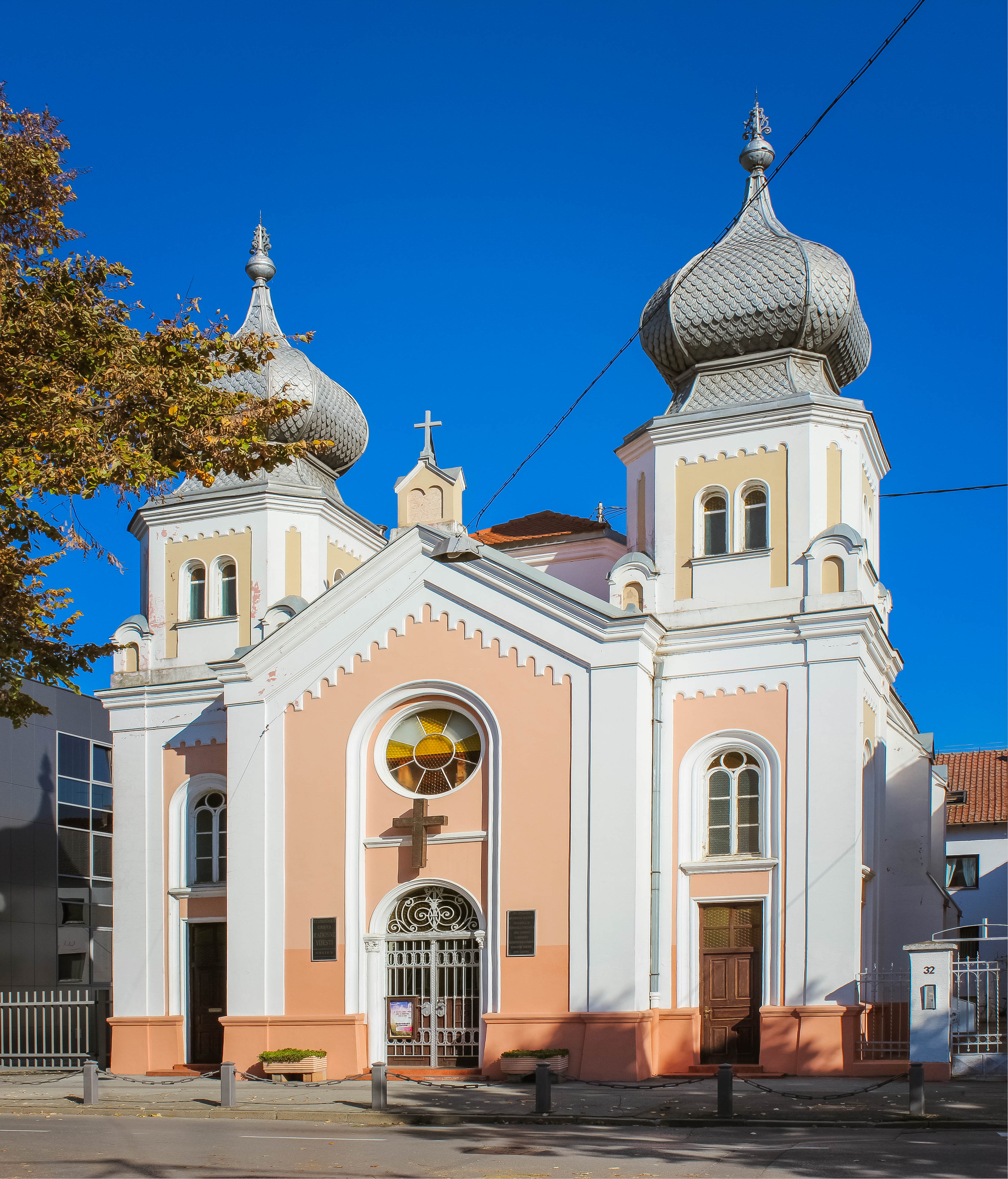
Synagoge
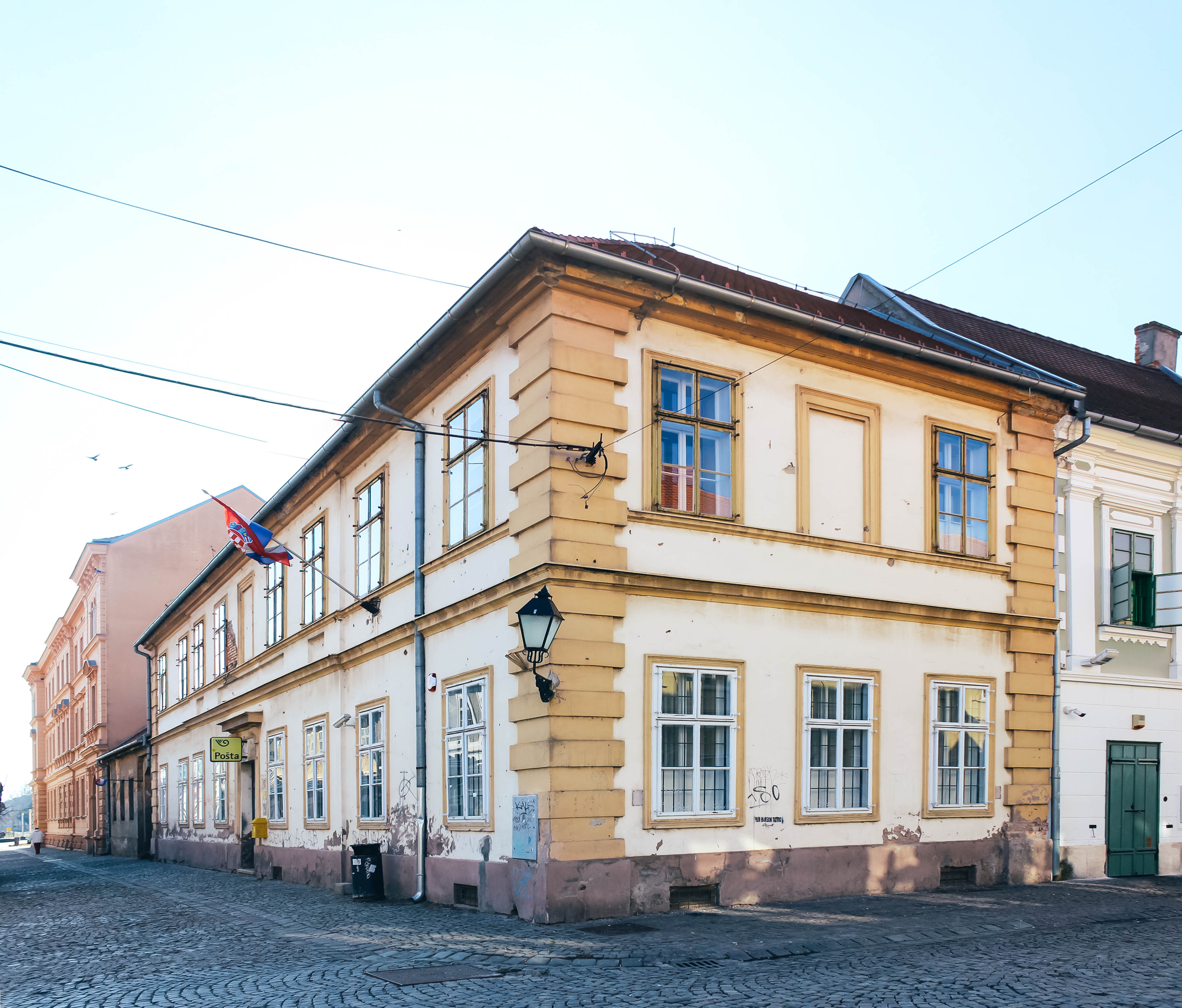
Postamt

- Die Villa von Dr. Dragutin Neumann und seiner Ehefrau Adele wurde im Jahr 1895 von dem Architekten Josip Vancaš erbaut. Heute befindet sich dort die Galerie der Schönen Künste.[30]
- Das dreistöckige Nationaltheater wurde 1886 nach dem Projekt von Karlo Klauser erbaut. Es gehört zur Gruppe der im 19. Jahrhundert entstandenen öffentlichen Theaterhäuser und trägt romantische Merkmale des Historismus. Es wurde nicht nur als herkömmliches Theater errichtet, sondern als komplexe soziale, kulturelle Einrichtung mit Restaurant, Café, Billardsaal, Casino, Tanzfläche und Geschäften.[31]
- Die Kirche, die zwischen 1700 und 1727 erbaut wurde, ist ein einschiffiges Gebäude mit einem quadratischen Altarraum, dessen Ostfassade an das Kloster angebaut ist. Die Klosteranlage umschließt einen quadratischen Innenhof. Die Fassade des Gotteshauses ist schlicht gestaltet, mit einem hohen, einfach geformten Giebel und mehreren Öffnungen. Der Akzent an der Fassade ist ein Steinportal, über dem das Familienwappen von General Petrač, einem großen Stifter der Kirche, prangt.[32]
- Das Hotel Royal ist ein repräsentatives zweistöckiges Gebäude und wurde in den Jahren 1904 und 1905 von Ivan Eduard Domes entworfen und erbaut. Die Fassade des späten Historismus ist von einem neobarocken Ausdruck geprägt. Das Erdgeschoss war damals mit einem Café und Sommergarten sowie einem kleinen Kinosaal ausgestattet. Der architektonische Wert des Gebäudes liegt in den Proportionen, dem Rhythmus der Massen und Oberflächen sowie der funktionalen Gestaltung der Räume. Eine solche betonte repräsentative Funktion dieses Gebäudes zeugt von einem hohen Niveau des gesellschaftlichen Lebens in Osijek zu Beginn des 20. Jahrhunderts.[33]
- Das ehemalige Schloss des Grafen Gustav Normann aus Valpovo wurde 1891 auf dem Hauptplatz der Stadt erbaut. Das repräsentative Gebäude wurde nach den Plänen des Architekten Josip Vancaš erstellt und der Baumeister Franz Wybiral setzte das Projekt um. Heute befindet sich in diesem Gebäude der Amtssitz der Gespanschaft Osijek-Baranja. Das eingeschossige Gebäude mit rechteckigem Grundriss wurde damals massiv mit entsprechend starkem Mauerwerk errichtet und hat den städtebaulichen und stilistischen Wert eines historistischen Palastes des 19. Jahrhunderts.[34]

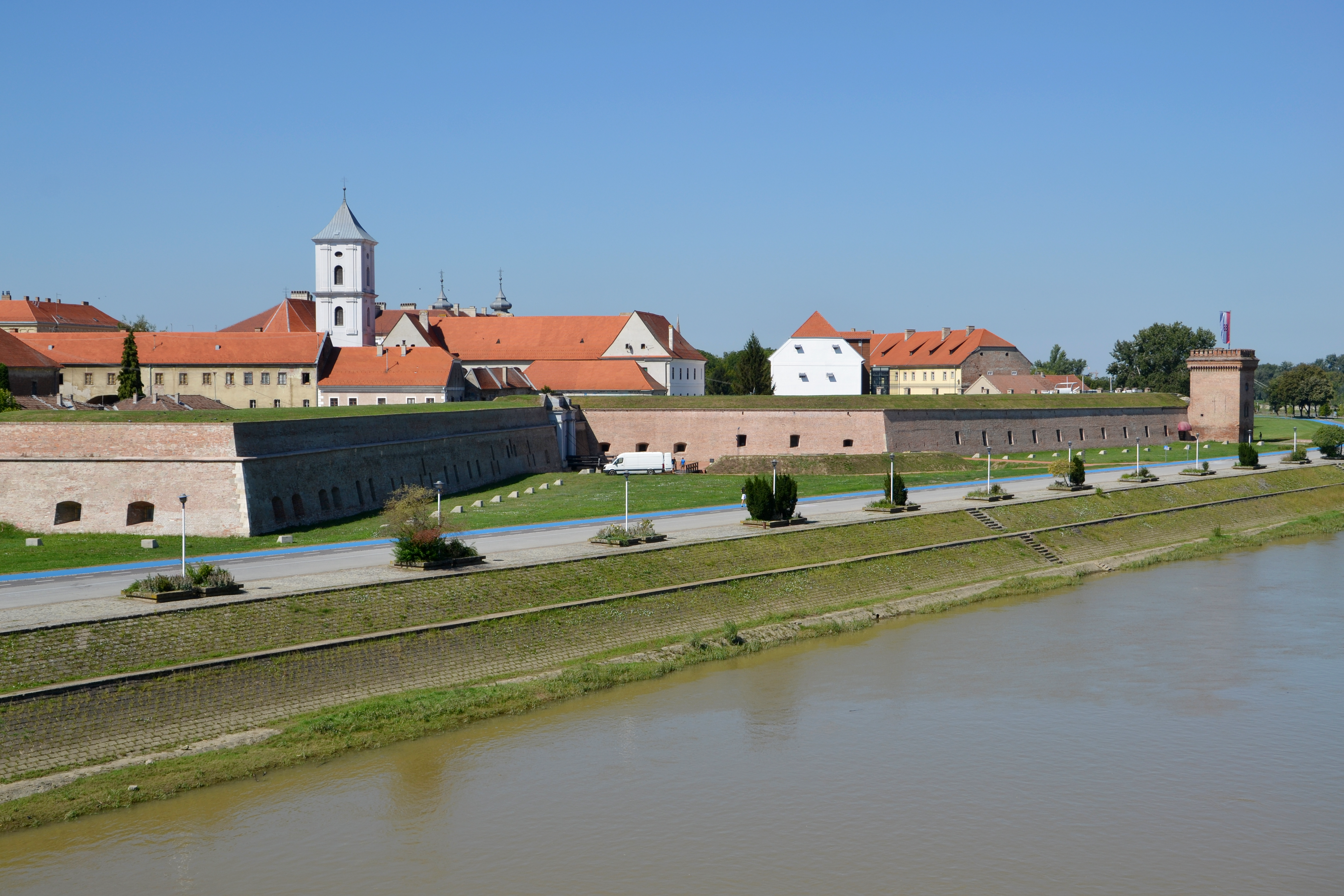
Blick auf die Festung
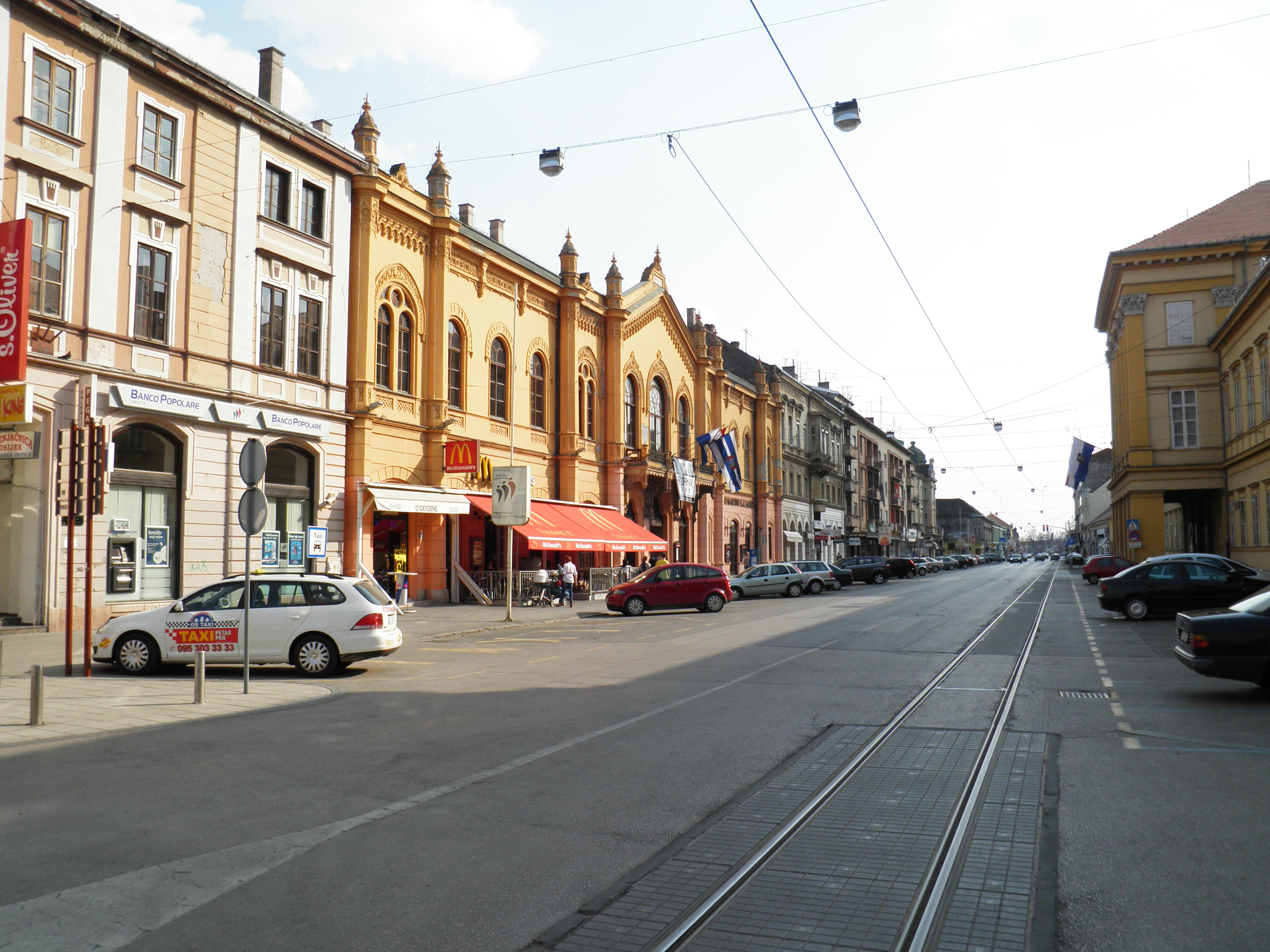
Straßenansicht in Osijek
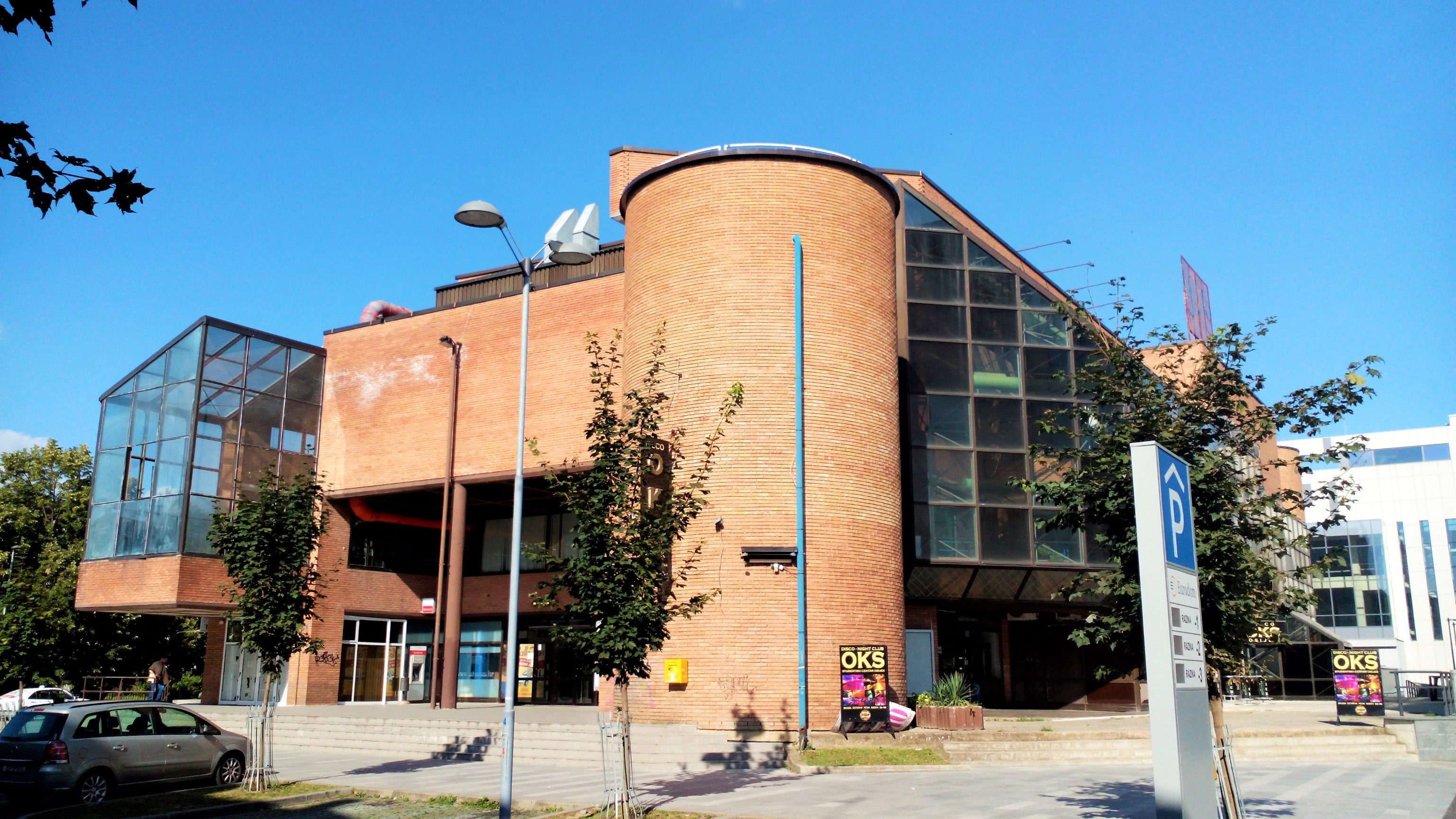
Studentenzentrum
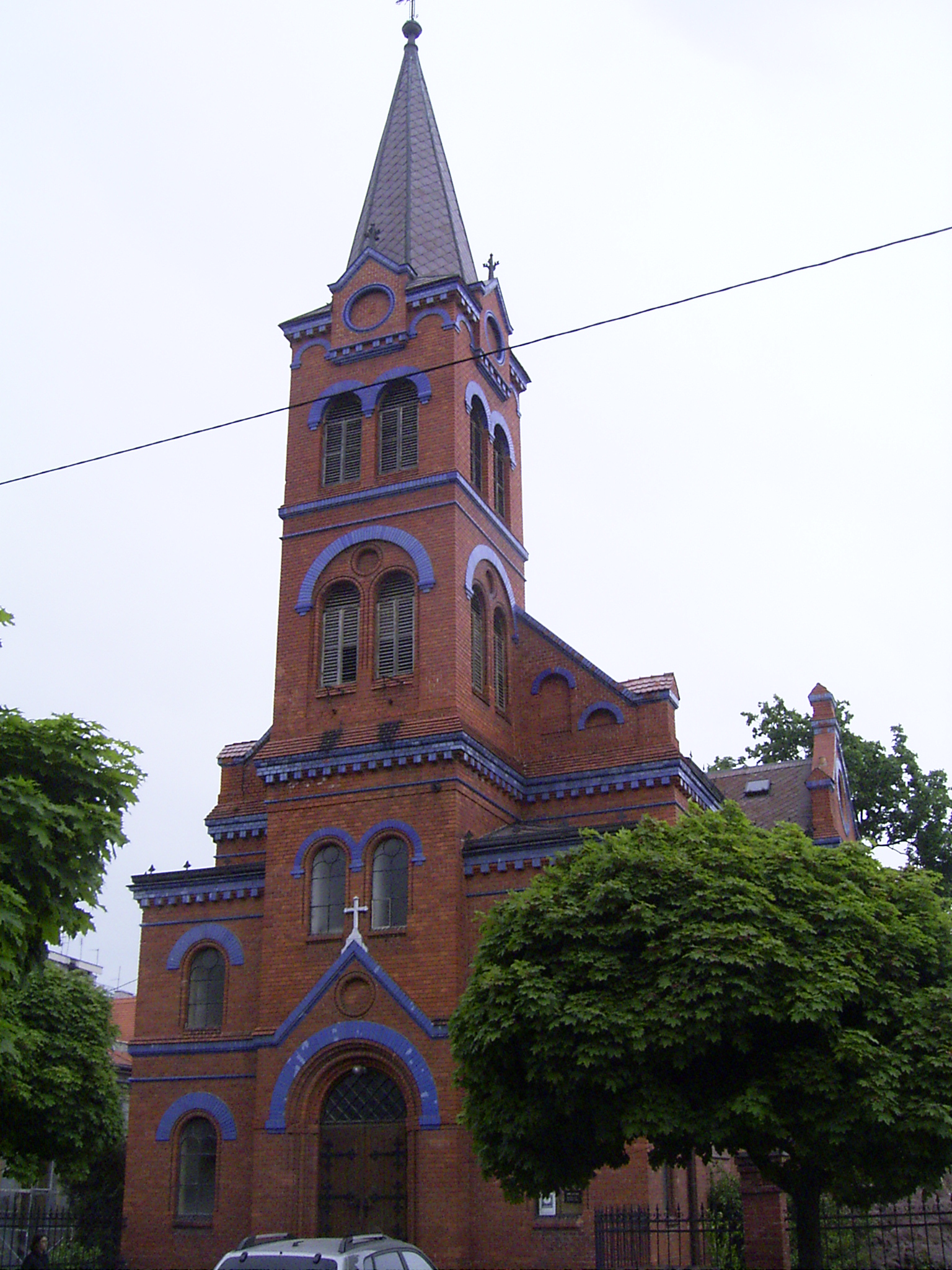
Evangelische Kirche
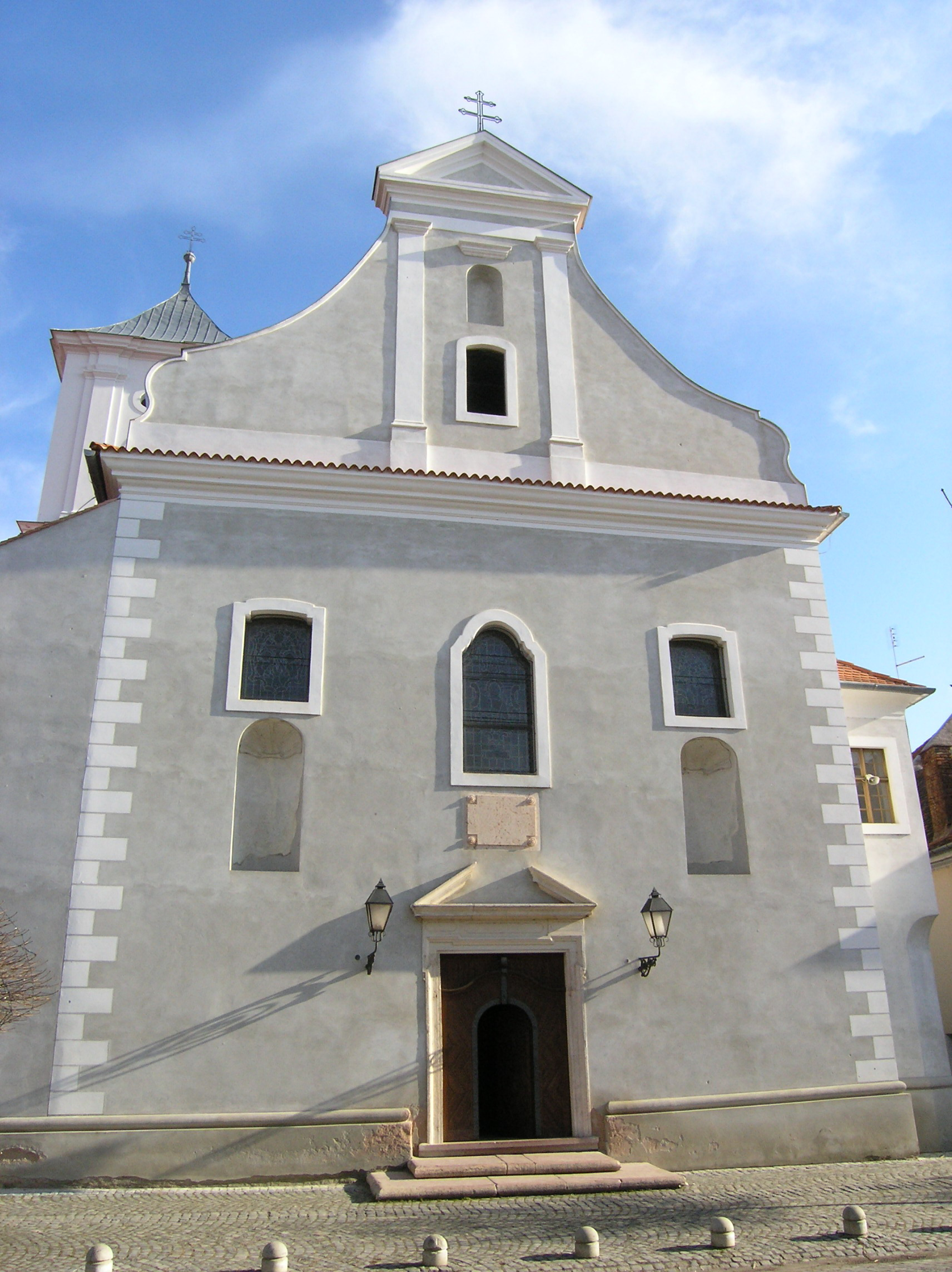
Franziskanerkirche
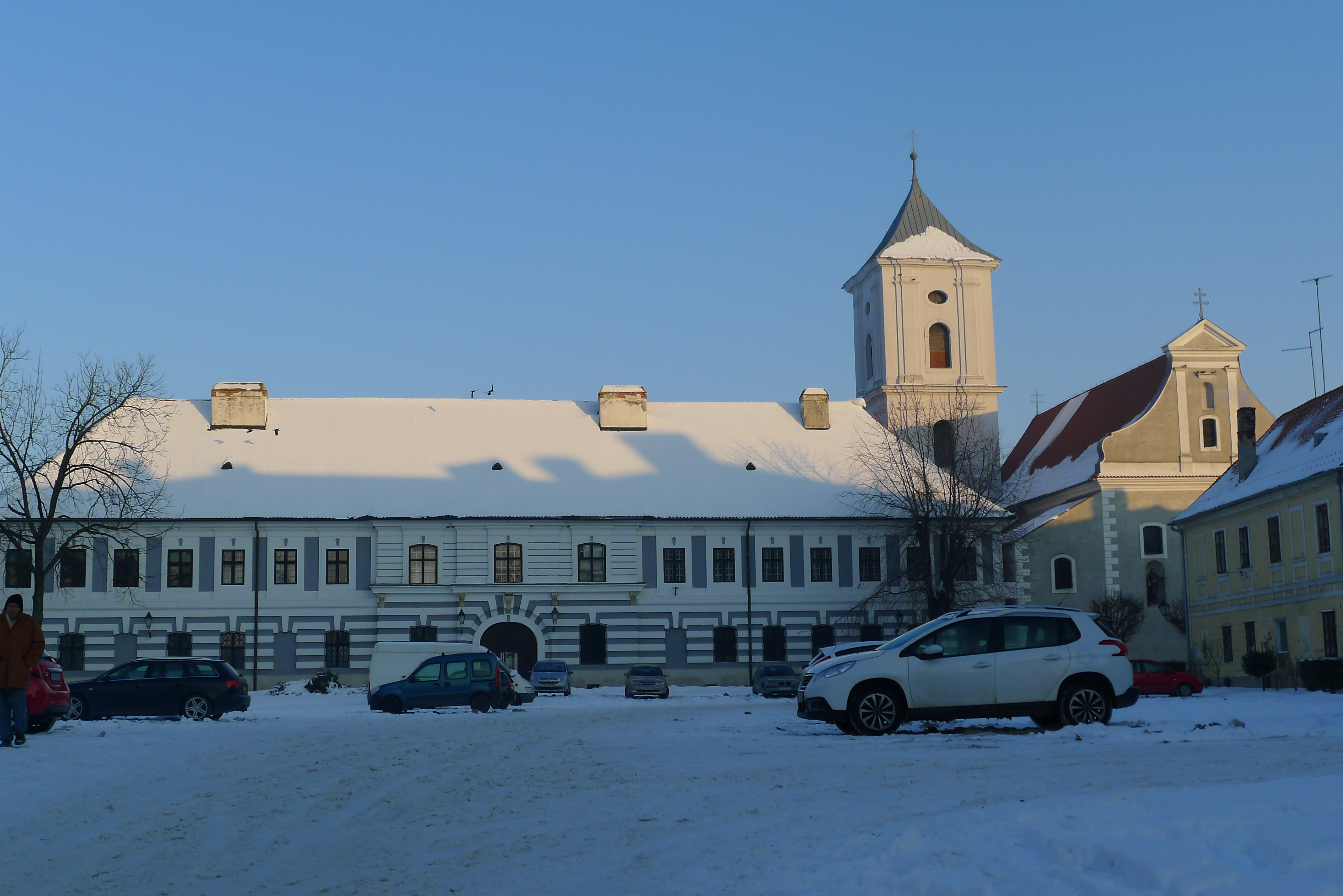
Franziskanerkloster
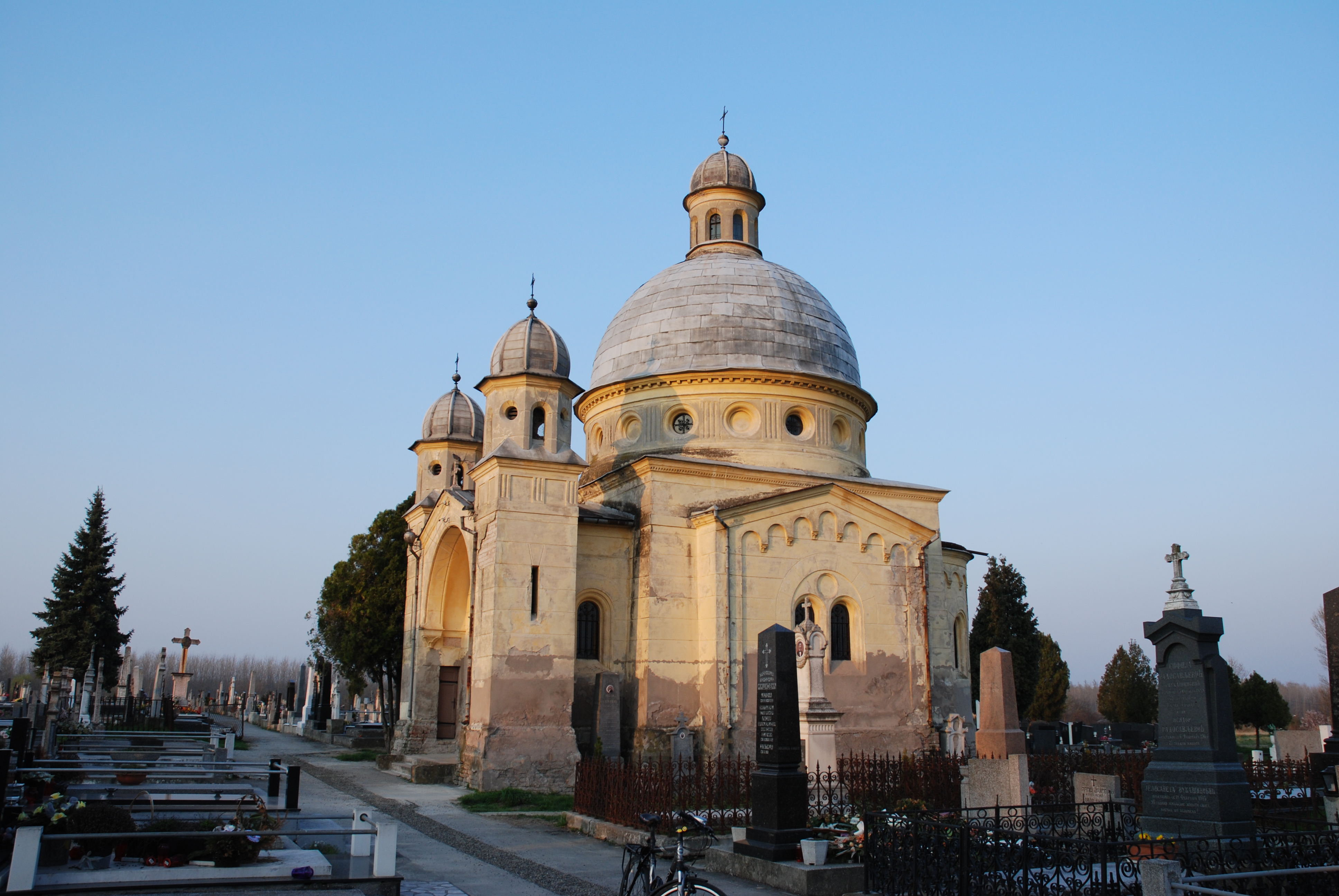
Orthodoxe Kapelle auf dem Friedhof

- Die katholische Pfarrkirche der Heiligen Maria wurde zwischen 1758 und 1760 in barocker Bauweise errichtet. Bei dem Gebäude handelt es sich um einen einschiffigen Bau mit einer dreiseitigen Apsis und mit einer Sakristei an der Ostfassade. Über dem Eingang erhebt sich ein Glockenturm auf zwei Etagen. Das Kirchenschiff ist mit einem Tonnengewölbe verschlossen und der Altarraum ist von einer Halbkuppel umgeben.[35]
- Die kleine Kapelle des Heiligen Roka, erbaut zwischen 1748 und 1754 im Geiste der spätbarocken Architektur, ist ein einschiffiges Gebäude mit einer dreiseitigen Apsis und einem kleinen hölzernen Glockenturm. Der Altarraum besteht aus einer Halbkuppel.[36]
- Der Wasserbrunnen im Jugendstil wurde 1903 erbaut und war ein Geschenk des Grafen Pavle Pejačević aus Virovitica an die freie und königliche Stadt Osijek. Eine Inschrift am Brunnen erinnert an die damalige Schenkung des Grafen. Der Brunnen wurde an zentrale Stelle im Stadtpark platziert. Später, zwischen den Jahren 1967 und 1968, wurde das Objekt an einen neuen Standort verlegt.[37]

## Wirtschaft, Verkehr und Infrastruktur
20 Kilometer südöstlich der Stadt liegt der internationale Flughafen Osijek/Klisa. Vorwiegend in den Sommermonaten werden Inlandsflüge und Verbindungen mit Billigfluglinien u. a. von Deutschland angeboten. Das kommunale Unternehmen GPP Osijek betreibt zwei Straßenbahn- und acht Buslinien.
In Osijek kreuzen sich die kroatischen Nationalstraßen D2 und D7 (E 73). Lange Zeit lag die Großstadt Osijek abseits der Autobahnen, der nächstgelegene Autobahnanschluss befand sich ca. 60 km entfernt an der A 3 (Autoput). Mit dem Bau der A 5, die als Teil des Paneuropäischen Verkehrskorridors V c von Budapest nach Süddalmatien fungiert und schon teilweise fertiggestellt ist, sind Osijek sowie seine Umgebung besser an das europäische Fernstraßennetz angebunden. Nach Norden wird die Autobahn über eine bereits fertiggestellte Draubrücke an die ungarische M6 nach Budapest angeschlossen.
Osijek ist an den Fernbusverkehr angebunden. Der Busbahnhof liegt in unmittelbarer Nähe zur Bahnstation. Von dort aus gibt es Verbindungen in zahlreiche größere Städte Kroatiens sowie internationale Linien in die Schweiz und nach Deutschland.
Wichtige Unternehmen waren traditionell „Saponia“ (Hygieneartikel) und „MIO-Milchverarbeitung“, ebenso wie die stillgelegte Seidenfabrik „Svilana“. 1997 wurde am Stadtrand eine freie Wirtschaftszone mit Steuererleichterungen eingerichtet, um ausländische Investoren anzulocken und Billigarbeitsplätze zu schaffen. Der größte Betrieb ist hier Benetton. Allerdings besteht in der Region eine hohe Arbeitslosigkeit.

## Kultur

### Sezession in Osijek

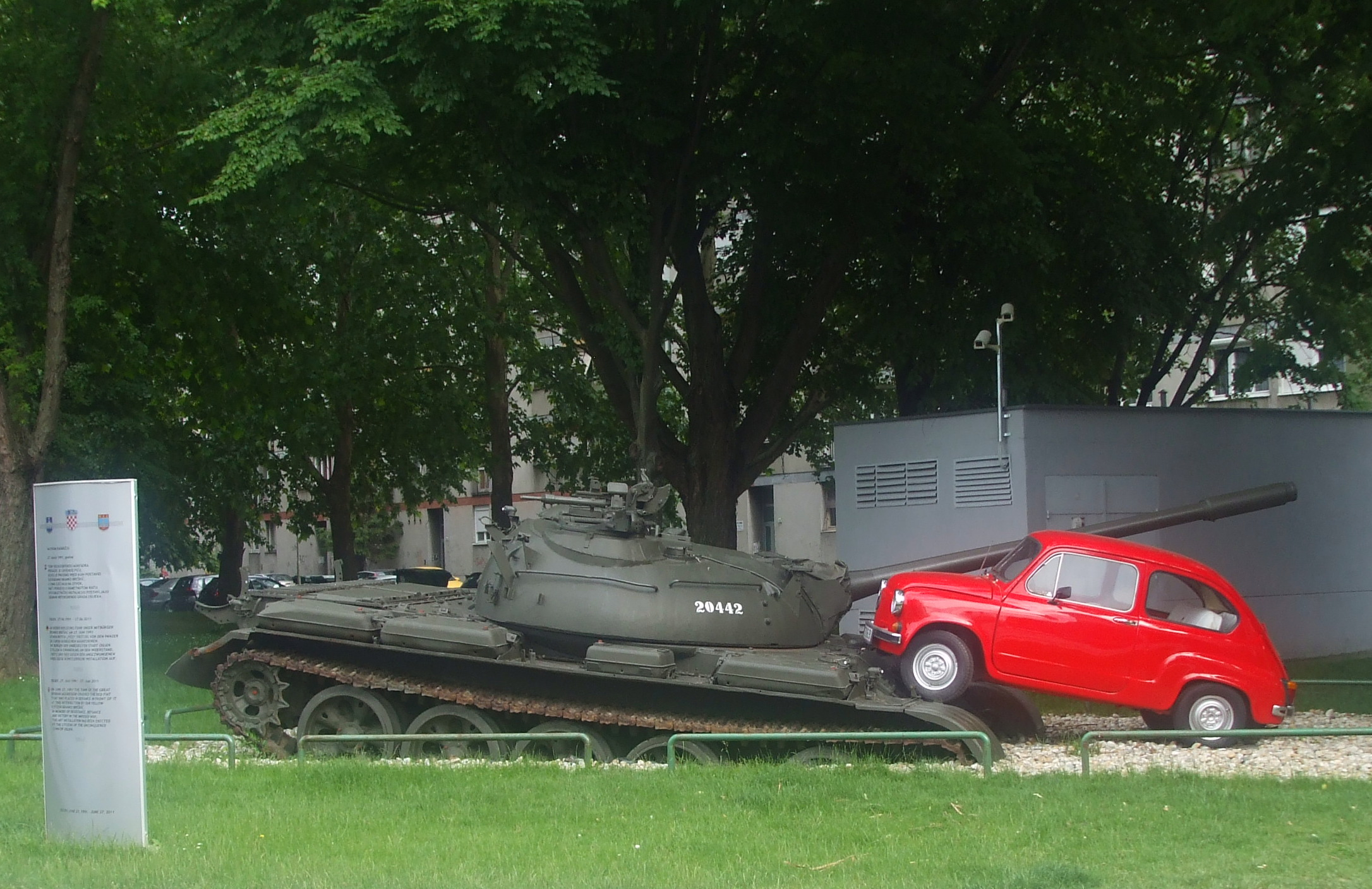
Die Installation Crveni fićo.

Am Ende des 19. Jahrhunderts war Osijek eines der größten wirtschaftlichen und kulturellen Zentren des Königreichs Kroatien-Slawonien. Unter dem Einfluss der Entwicklungen in Städten wie zum Beispiel Wien, Budapest und Prag entwickelte sich in Osijek ein neuer Stil der Sezession. Die Osijeker Sezession begann im Jahr 1900 und endete mit der Moderne.

#### Architektur
Die bedeutendsten Architekten der Sezession in Osijek waren Willhelm Carl Hofbauer, Ante Slaviček, Viktor Axmann und Dionis Sunko. Einige der ersten sezessionistischen Gebäude, die Hofbauer in Osijek projektierte, sind der der Pejačević-Brunnen, das Hofbauerhaus, das Haus der jüdischen Gemeinde und der Gasthof Schneller. Ein anderer wichtiger Architekt war Ante Slaviček, dessen Werke Baumgärtner, Josip Povischills und Sauter Häuser sind, die sich alle in der Europäischen Avenue befinden. Bekannt sind außerdem die Häuser Lucić und Horvat in der Radić-Straße. Viktor Axman entwarf den Sakuntala Park, das Sokoler Heim, zwei Pavillons des Osijeker Krankenhauses, das Kino Urania und andere bedeutende Objekte der Osijeker Sezession. Die Hauptmerkmale sezessionistischer Architektur in Osijek sind Eleganz, Reichtum des Dekors, zahlreiche Details, Motive aus slawonischer Flora und Fauna (z. B. die Eiche, Blumen), Zäune und Verzierungen aus Schmiedeeisen und der häufige Gebrauch von Keramik. In der Europäischen Avenue befindet sich die schönste Anreihung sezessionistischer Gebäude, die von 1904 bis 1905 erbaut worden sind. Besonders erwähnenswert ist das repräsentative Gillming-Hengl-Haus mit der Hausnummer 24, in dem sich heute die Stadtbibliothek befindet. Weitere bedeutende Gebäude der Europäischen Avenue sind das Povischill-Haus (es wurde auf Antrag des Holzfabrikanten Josip Povischill erbaut), das Kästenbaum-Korski-Haus (in dem heute die Augenklinik ist) sowie die Häuser Sekulić und Šmit.

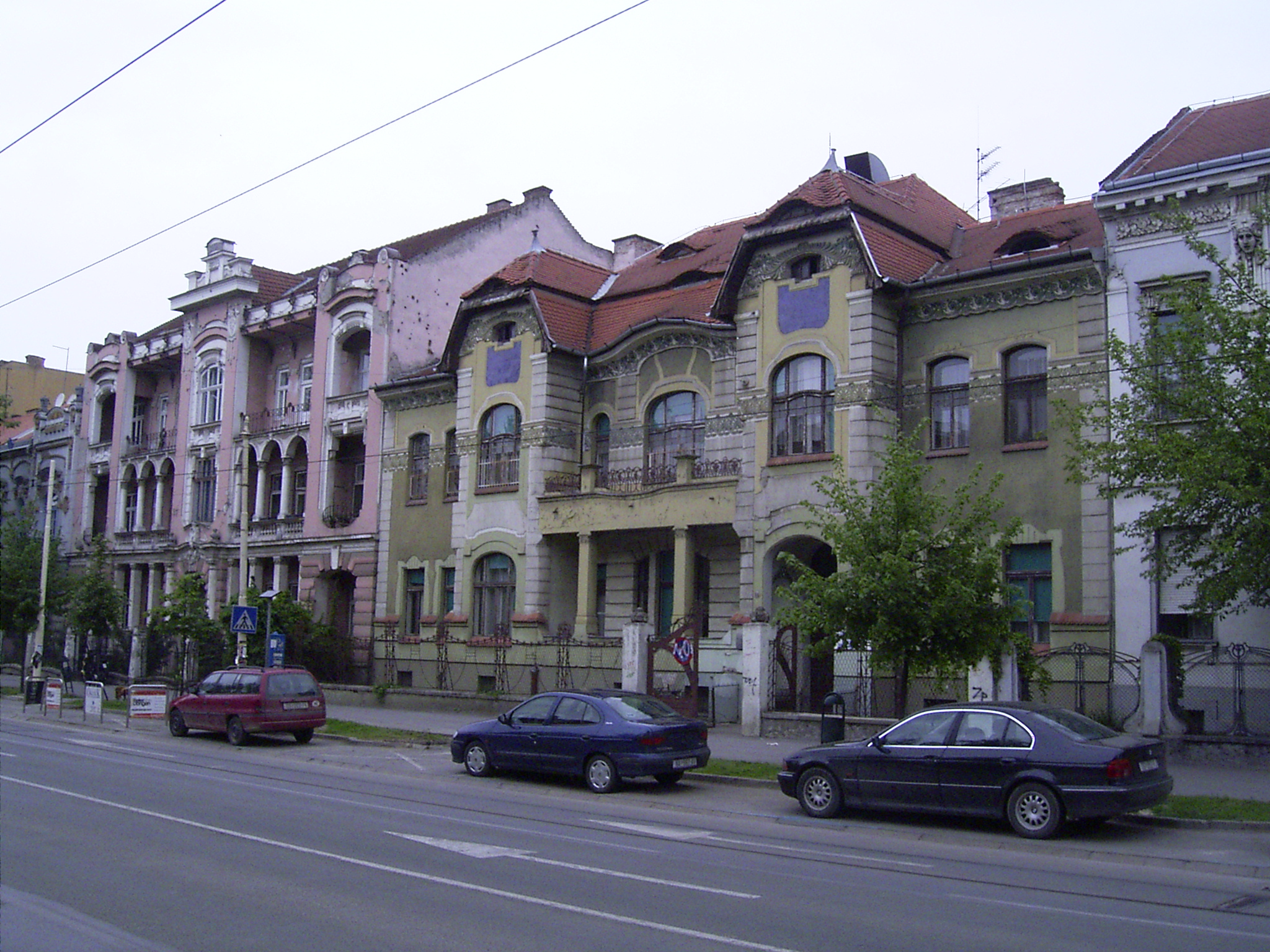
Typische Architektur in Osijek

Außerdem ist auch das Urania Kino, das unter dem Einfluss J. Hoffmanns, der Budapester Sezession und des Art décos entstand, hervorzuheben. Es wurde von Viktor Axmann projektiert. Die feierliche Eröffnung fand am 19. September 1912 statt. Das Kino Urania war das modernste Gebäude und das ambitiöseste Projekt dieser Zeit. Wichtig zu erwähnen ist ebenso der Sakuntala-Park (entworfen von Viktor Axmann und Ivan Domes), der sich neben dem Kino Urania befindet. Er erhielt seinen Namen nach der Statue des Mädchens mit einem Palmzweig in der Hand, das die Osijeker „Sakuntala“ nannten. Dieser Park befindet sich heute an der Petar-Preradović-Promenade. Der Pejačević-Brunnen ist ebenfalls ein prominentes Beispiel der sezessionistischen Architektur. Er war ein Geschenk des Grafen Pavao Pejačević und wurde von W. C. Hofbauer 1903 projektiert und erbaut. Der Pejačević-Brunnen befand sich früher im damaligen Stadtgarten, steht aber heute bei der Kardinal-Šeper-Promenade. Andere bekannte sezessionistische Gebäude in Osijek sind das Gebäude der Hauptpost, die Reisner-Villa, die sich neben der Philosophischen Fakultät befindet, das Haus in der Radić-Straße 31 und das Baumgärtner-Haus in der August-Cesarec-Straße 8.

#### Malerei
Die Hauptmerkmale der sezessionistischen Malerei in Osijek sind: das Interesse an Mystizismus, Allegorie, Melancholie und Sehnsucht. Populär waren auch florale Motive mit Sonnenblumen, Weinlaub, Schmetterlingen und Frauen als Symbole. Als der bedeutendste Maler gilt Bela Csikos Sessia, der Befürworter der europäischen Sezession und des Symbolismus. Seine Werke sind u. a. Zwei Grenzer, Das Mirko Herman Porträt, Saloma und Träumerei. Dragan Melkus war nicht nur ein Maler, sondern auch ein Mitarbeiter der folgenden Zeitschriften: Fliegende Blätter und Simplicissimus. Seine bekanntesten Werke sind Das bauerliche Häuschen neben dem Wasser und Weg, Die Allee neben der Drau und andere Landschaftsbilder. Weitere sezessionistische Maler aus Osijek sind: Guido Jeny, Rudolf Marčić, Vladimir Filakovac, Josip Leović (Osijeker Platz) und Rene Stengl (Der Acker).

### Kroatisches Nationaltheater

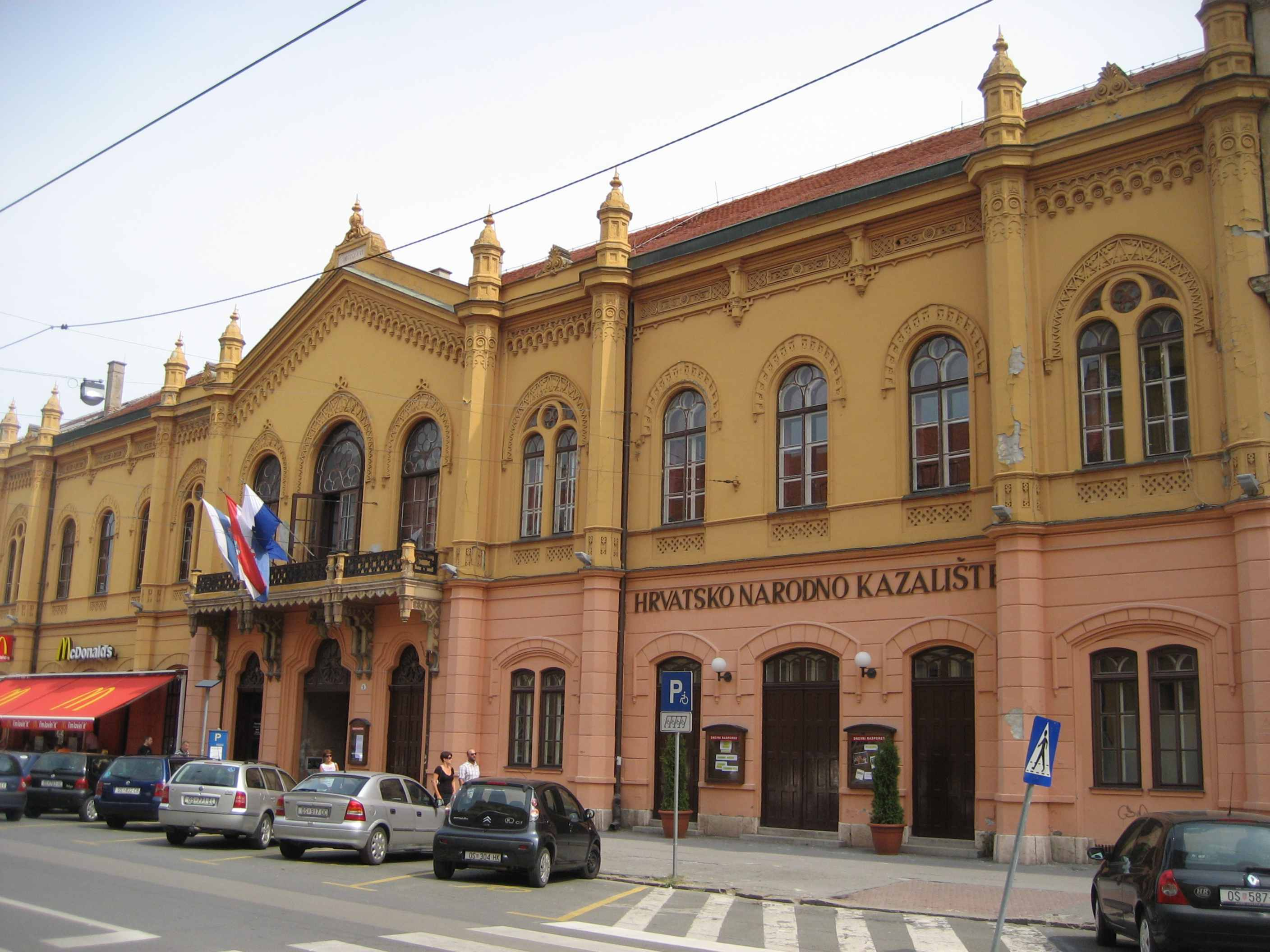
Das Kroatische Nationaltheater in Osijek

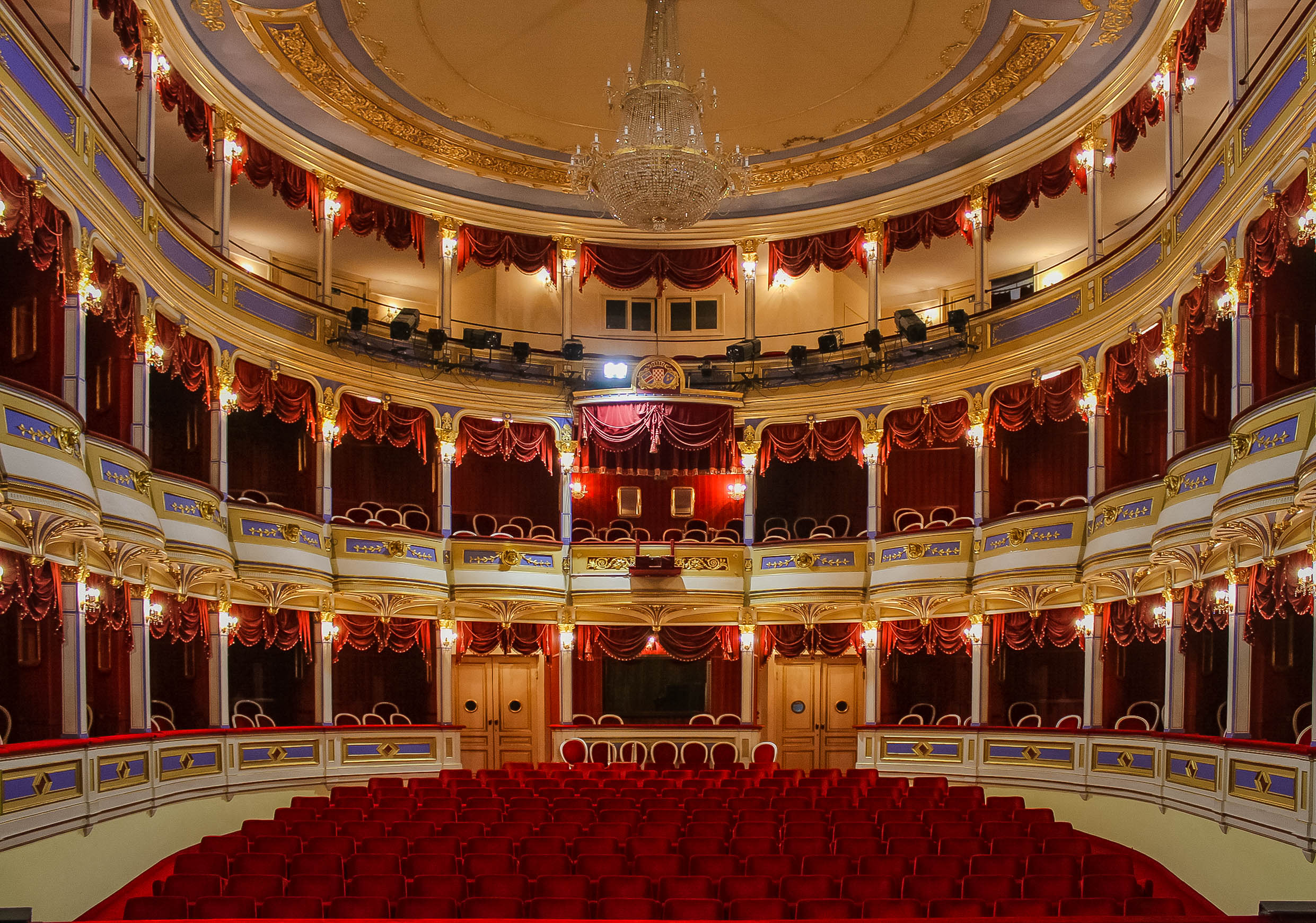
Innenansicht des Theaters

Die Stadt Osijek hat eine lange und reiche Theatertradition. Die erste Vorstellung wurde in lateinischer Sprache 1735 im Jesuitengymnasium aufgeführt. In der Mitte des nächsten Jahrzehntes kamen verschiedene Wandertruppen nach Osijek. Ihre Tätigkeit dauerte bis 1907, als das Kroatische Nationaltheater gegründet wurde. Es war das zweite professionelle Theater in Kroatien. Es wurden Stücke in kroatischer Sprache wie in deutschen Sprache auf der Osijeker Theaterbühne aufgeführt. Am Anfang wurden nur einzelne Gedichte aufgeführt und dann folgten auch verschiedene Vorstellungen.
Das Theatergebäude des Kroatischen Nationaltheaters wurde 1886 erbaut und ist damit das älteste Theatergebäude im Landesinneren Kroatiens. Dieses Theatergebäude ist das Werk des Architekten Karlo Klausner. Der Stil ist eine Mischung aus Historizismus mit Elementen der maurischen Architektur. Der Grundriss des Zuschauerraums hat die Form eines Hufeisens, wie in italienischen und österreichischen Theatersälen, und hat drei Ebenen.
1991 wurde das Gebäude bombardiert und das Theater in Osijek wurde in der 85. Saison obdachlos. 1994 wurde das Gebäude renoviert und es strahlte in vollem Glanz.
Das Kroatische Nationaltheater in Osijek kann heute mit einem interessanten dramatischen und musikalisch-szenischen Programm und dem neugegründeten Ballett für sich werben. Auf dem Repertoire stehen mehr als 20 Aufführungen. Es werden die Tage des geöffneten Theaters, Krležas Tage, Neujahrskonzerte und die Opernnacht im Juni organisiert. Neben den Vorstellungen in Osijek gastiert das Theater auch in anderen Städten im Land und im Ausland. Das Kroatische Nationaltheater in Osijek hat derzeit 16 Schauspieler, 36 Mitglieder des Chors, 15 Opernsolisten, 15 Mitglieder der Tanzgruppe und 48 Musiker. Es hat auch ein großes Publikum, welches das reiche Repertoire des Theaters genießt.

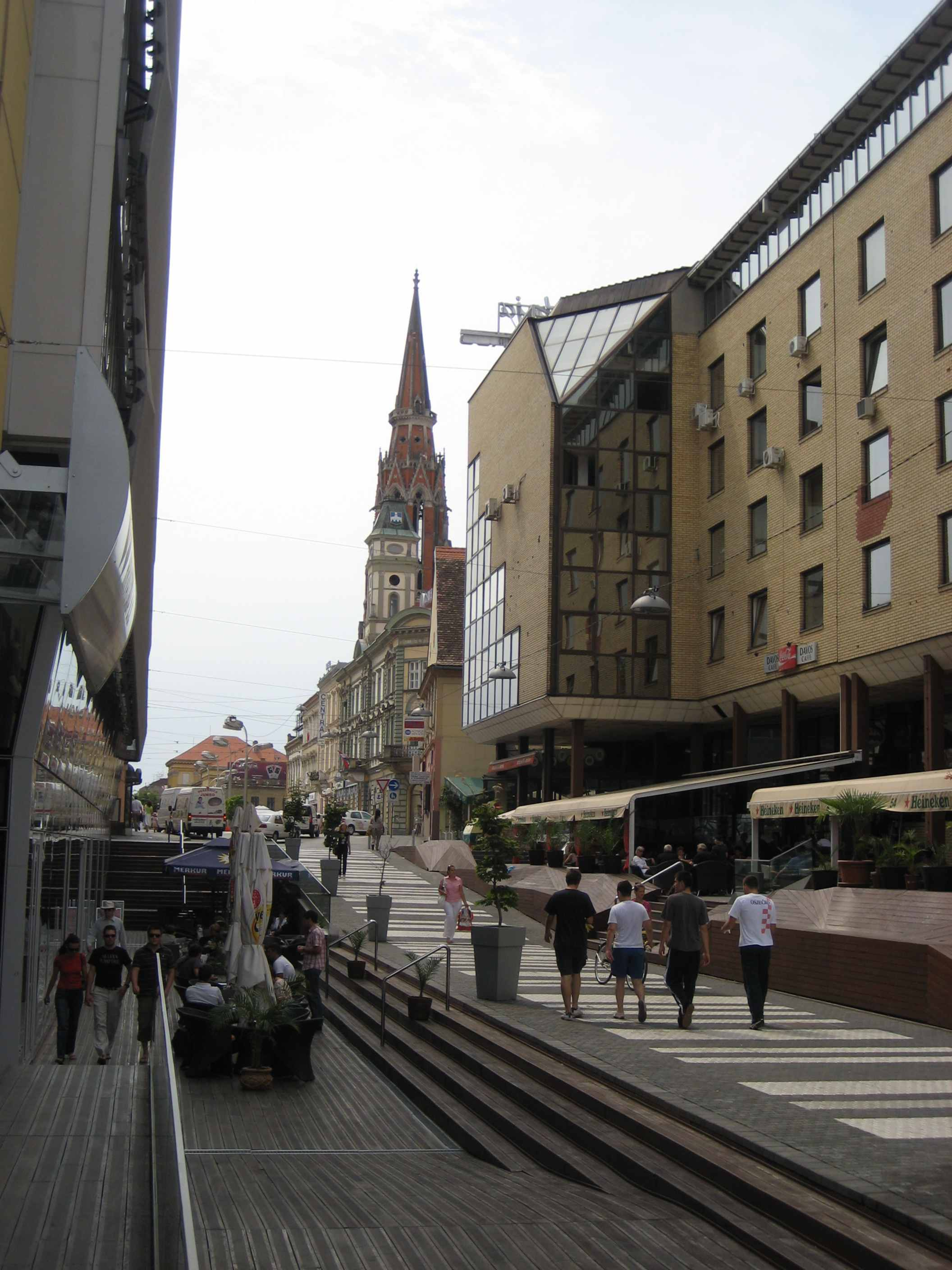
Stadtansicht

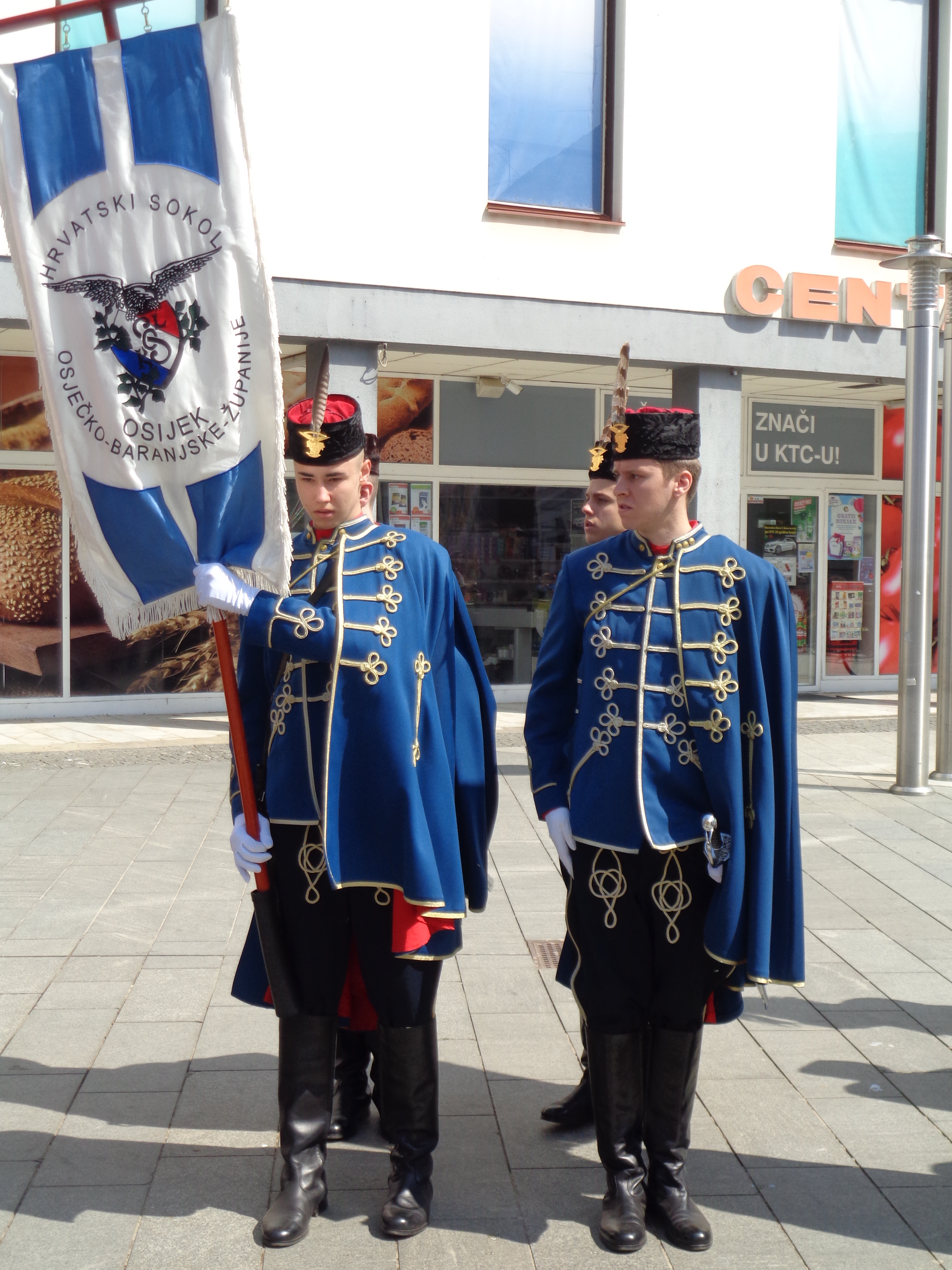
„Hrvatski sokol“ (= Kroatischer Falke), eine nachgestellte historische Militäreinheit aus Osijek

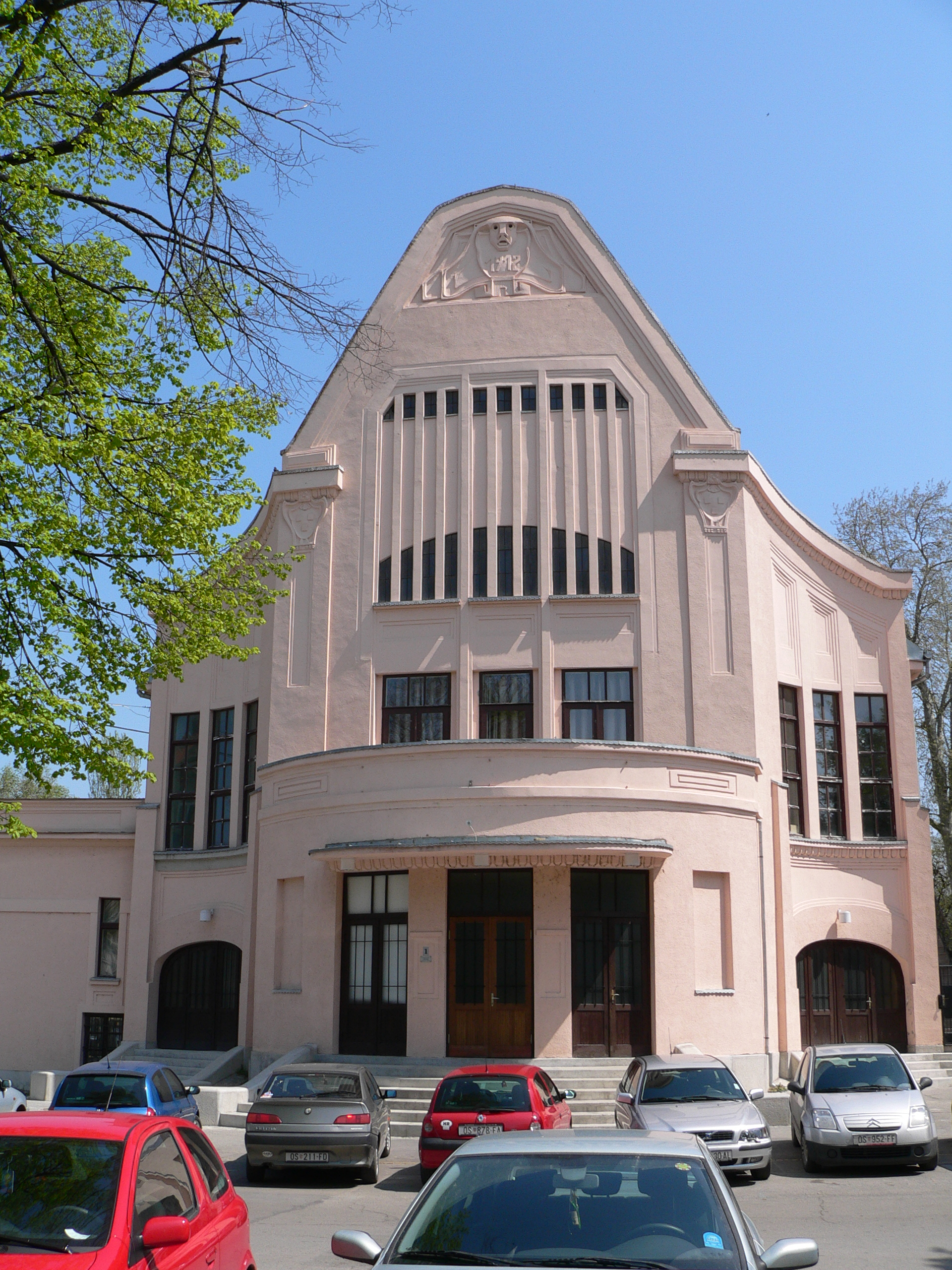
Kino Urania in Osijek

### Kindertheater Branko Mihaljević
Auf der Ostseite des Josip Jelačić Platzes in Donji grad (Unterstadt) befindet sich eines der bekanntesten Osijeker Gebäude, das die jungen und alten Stadtbewohner schon seit 150 Jahren besuchen. Die Inhalte und Zwecke dieses Gebäudes wurden oft geändert, und heute ist es das „Kindertheater Branko Mihaljević“, dessen Hauptziel es ist, den Bedarf an Unterhaltung der Bewohner von Osijek zu decken.
Geschichtlicher Überblick
Das Gebäude wurde wahrscheinlich Mitte des 19. Jahrhunderts als ein Privathaus gebaut, worauf der Grundriss der inneren Räume hinweist. Es war ein dreißig Meter langes L-förmiges Parterrehaus. Auf der Straßenseite befanden sich zwei geräumige Zimmer und ein Korridor, der die Straße und den Hof verband. Das Gebäude diente zuerst als Kaffeehaus, das sich in der nördlichen Hälfte des nicht mehr bestehenden Hauses befand. An der Stelle wo dieses Gebäude stand, wurde vor etwa 20 Jahren ein mehrstöckiges Gebäude erbaut. Am Ende des 19. Jahrhunderts wurde das Haus von der Aktiengesellschaft Hrvatski dom („Kroatisches Haus“) gekauft und die Räume des Hauses wurden für öffentliche Zwecke benutzt. Das heutige Kindertheater war das einzige öffentliche Gebäude mit Mehrzwecksräumen unterschiedlicher städtischer Institutionen, die zur Unterhaltung der Bürger dienten. Dort konnten sich die Bewohner der Unterstadt in der angenehmen Atmosphäre des Kaffeehauses entspannen und im Leseraum Bücher lesen. Dort gab es auch einen Schießplatz, den Chor „Lipa“ und das damals modernste Kasino. Im Jahr 1912 wurde das Kasino in das unterstädtische Kino Urania umgestaltet. Die große Halle wurde neu gestaltet. Neue Sitzplätze und weitere nötige Ausstattung wurden eingebaut. Dadurch wurde das Kino Urania eines der meistbesuchten Kinos in Osijek, das dort nur neun Jahre tätig war.
Am 8. Juli 1950 beginnt in dieser Halle das Wirken von Pionirsko kazalište („Pioniertheater“) mit der Vorstellung Spašeno svjetlo („Das gerettete Licht“) unter der Regie von Ivan Marton. Von 1958 bis 1991 war das Theater nach Ognjen Prica benannt, danach wurde es in das „Kindertheater in Osijek“ umbenannt. Die erste Puppenvorstellung wurde 1962 aufgeführt und 1972 war das Theater Gastgeber des Susret lutkara Hrvatske („Zusammentreffen der Puppenspieler Kroatiens“). Das Ende der 1970er und der Anfang der 1980er Jahre gelten als eine goldene Periode des Theaters. Die bekannteste Puppenvorstellung war Postolar i vrag („Der Tischler und der Teufel“), die vom Regisseur Borislav Mrkšić für die Szene adaptiert wurde. Die Vorstellung erhielt zahlreiche Preise und Anerkennung auf Festivals im In- und Ausland. Die weiteren am häufigsten besuchten Vorstellungen sind Djevojčica sa žigicama („Das Mädchen mit den Schwefelhölzern“), Kresivo („Das Feuerzeug“), Botafogo und Blago babe Mrzulje. Seit dem Tod von Branko Mihaljević (Kinderkompositor) im Jahre 2006 trägt das Theater seinen Namen. Branko Mihaljević hat die bekannteste Vorstellung dieses Theaters, Zeko, Zriko i Janje, geschrieben. Diese Vorstellung und das Lied Zeko i potočić sind ein Symbol des Kindertheaters.

### Kino
1901 wurden die ersten Filme im Gasthaus „Zrinjevac“ aufgeführt. 1910 wurde der erste Kinematograph „Royal Bio“ gegründet. Das Kino „Urania“ wurde 1912 nach dem Entwurf von Viktor Axmann gebaut. Dieses Gebäude ist ein kleines Meisterwerk der Architektur des Sezessionsstils. Zusammen mit dem Sakuntala Park bildet es eine einzigartige urbanistisch-architektonische Einheit. 1921 wurde in der Strossmayerstrasse in einem Gasthaus das „Apolo kino“ eröffnet. 1939 bauten die Brüder Fleisig das Kino „Korzo“ (später „Crvena zvijezda“, heute „Europa“). Ljudevit Pelzer, der bedeutendste Architekt der Moderne aus Osijek, projektierte das Kino. Es ist Ausdruck der Architektur der neuen Zeit und zeitgenössischer Ansprüche der Gesellschaft und ist doch im Einklang mit den naheliegenden Gebäuden, die zu vorhergehenden Stilen gehören. Der Städtische Volksausschuss gründete 1946 das Unternehmen „Prosvjeta“, das aus zwei Kinos, dem „Zvecevo“ und dem „Korzo“, bestand. Als die Gemeinde Retfala der Stadt angeschlossen wurde, übernahm „Prosvjeta“ auch das Kino „Narodni“ in Retfala. 1951 übernahm das Kino „Urania“ das Unternehmen. Das Kino „Slavija“ in der Unterstadt wurde konfisziert und dem Unternehmen angeschlossen. Das Unternehmen war bis 1992 im Betrieb. Während des kroatisch-serbischen Krieges waren die Kinos geschlossen und konnten keine Gewinne erzielen. Nach dem Krieg geriet das Unternehmen in Konkurs. Es wurde in Kinematographen Osijek AG umgestaltet und privatisiert. „Narodni“ ist seit 1986, und „Slavija“ seit 1989 geschlossen. Das Kino „Narodni“ wurde während des Krieges zerstört. „Zvecevo“ ist heute ein Teil des Hotelbetriebs „Royal“.

### Zoo
Der Zoologische Garten und Aquarium gehört zu den größten Zoos in Kroatien und beheimatet über 100 Tierarten.

## Bildung und Forschung

### Universität
Die Universität Josip Juraj Strossmayer in Osijek wurde am 31. Mai 1975 gegründet. Das strategische Ziel der Universität ist es, die Internationalisierung auf allen Ebenen der akademischen und Forschungstätigkeit zu gewährleisten und in der internationalen Hochschulgemeinschaft weithin sichtbar und wettbewerbsfähig zu werden und gleichzeitig eine effiziente Zusammenarbeit mit Universitäten weltweit aufzubauen.
Der Campus der Universität ist aufgeteilt im Stadtgebiet von Osijek und verteilt sich auf mehrere Einzelgebäude. In zahlreichen historischen Gebäuden in der Altstadt befinden sich die verschiedenen Fakultäten.
Zu den Fakultäten der Universität Osijek gehören folgende Wissenschaftsgebiete:

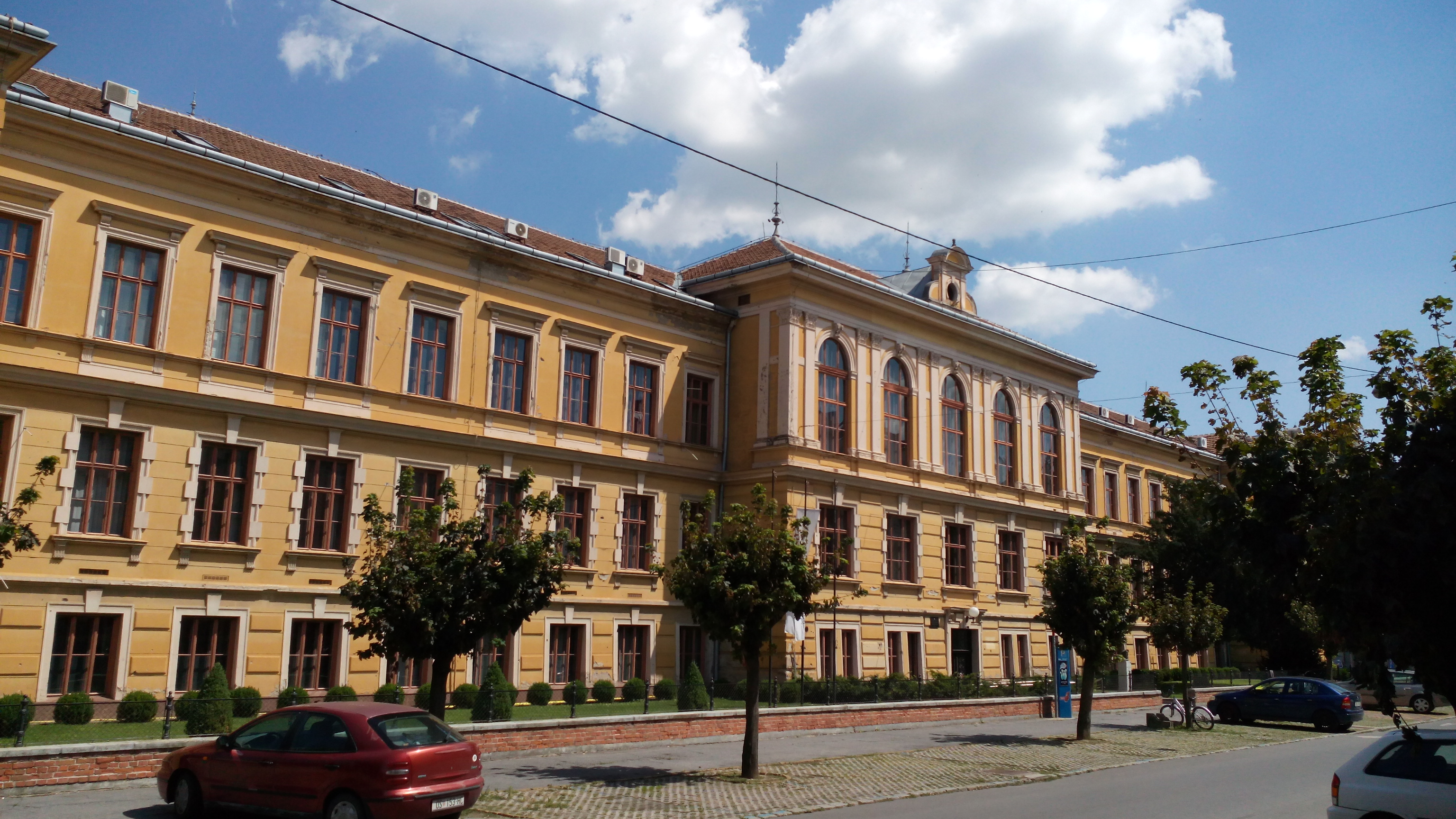
Philosophische Fakultät
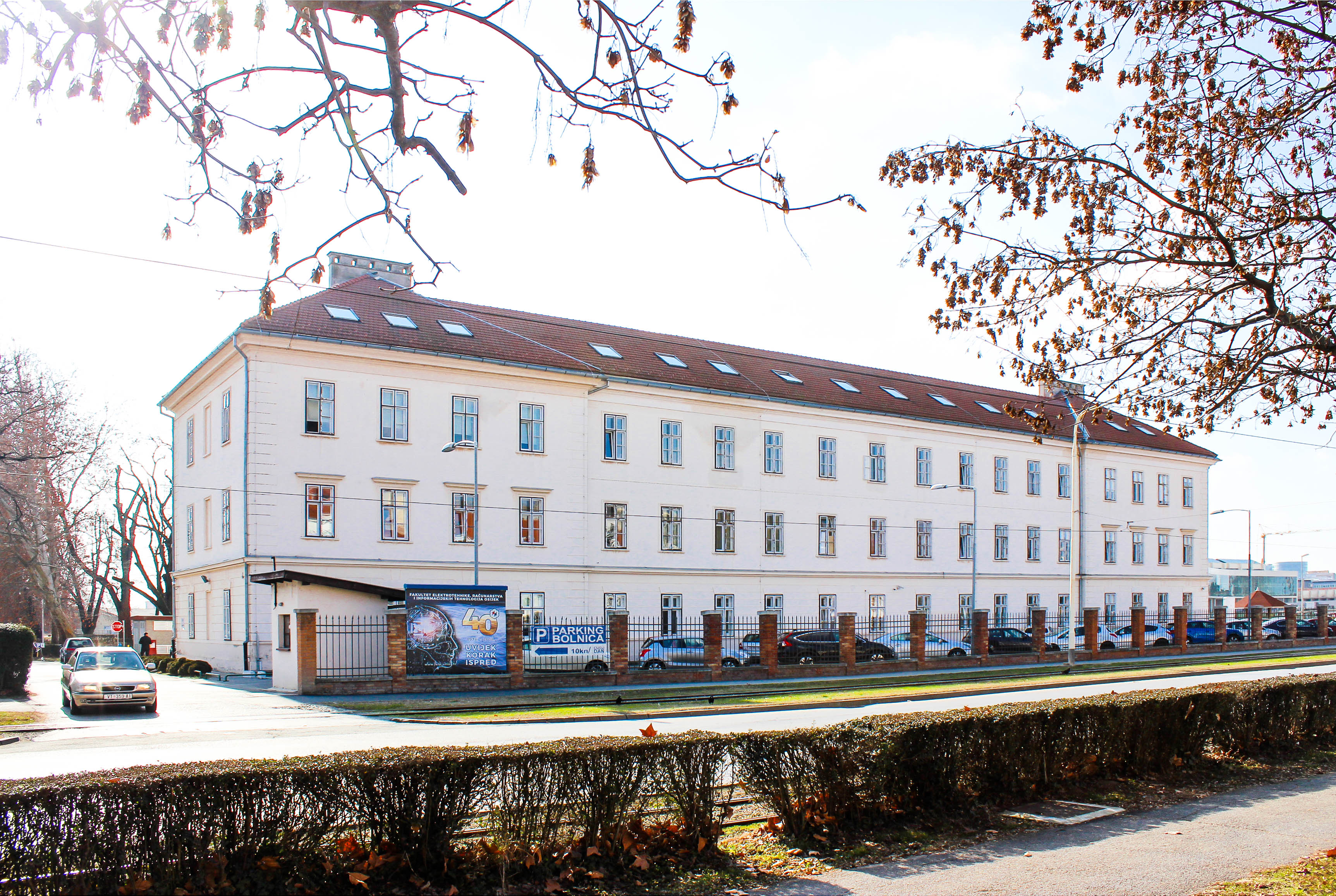
Fakultät der Elektrotechnik, Informatik und Informationstechnik
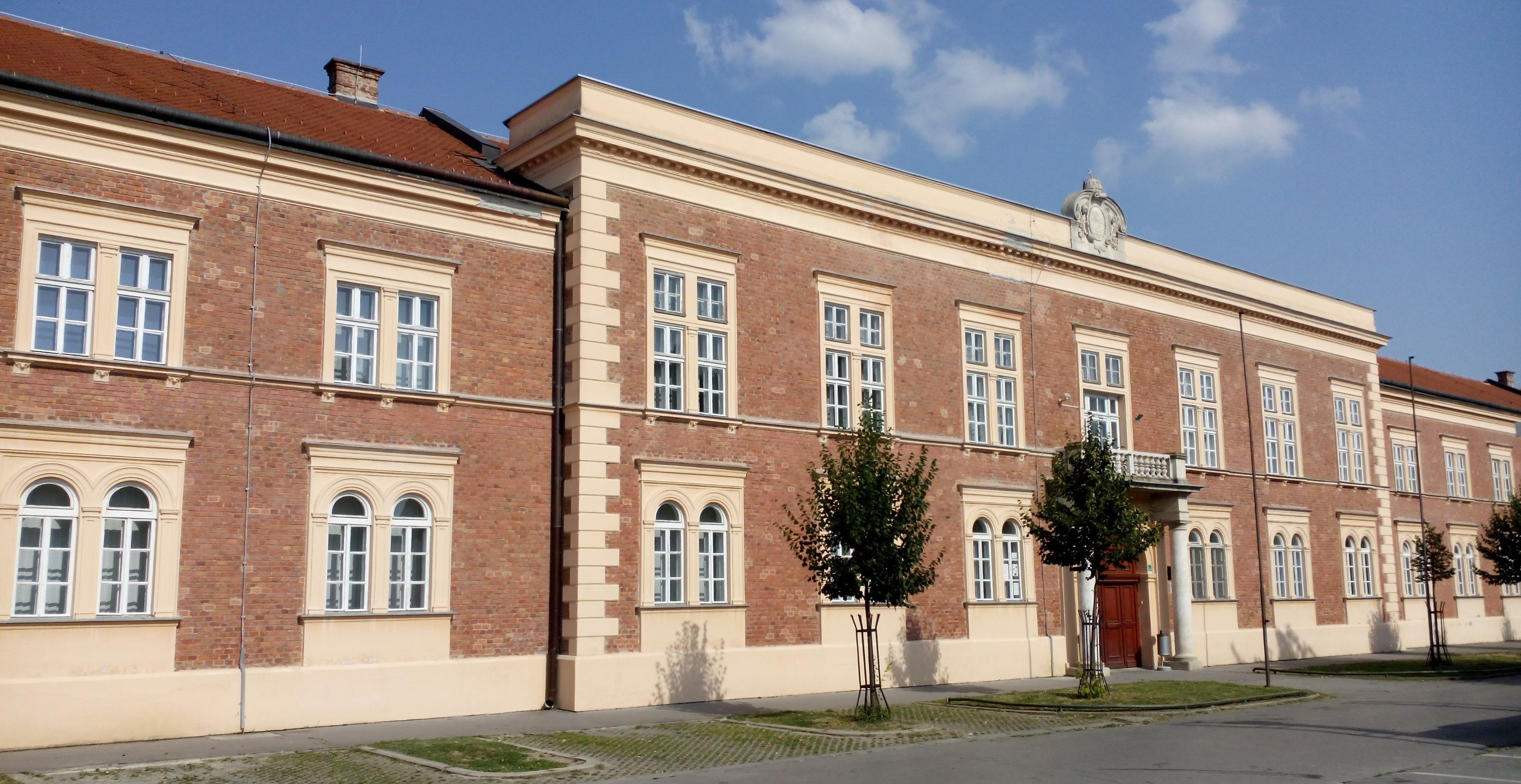
Fachbereich Mathematik und Physik
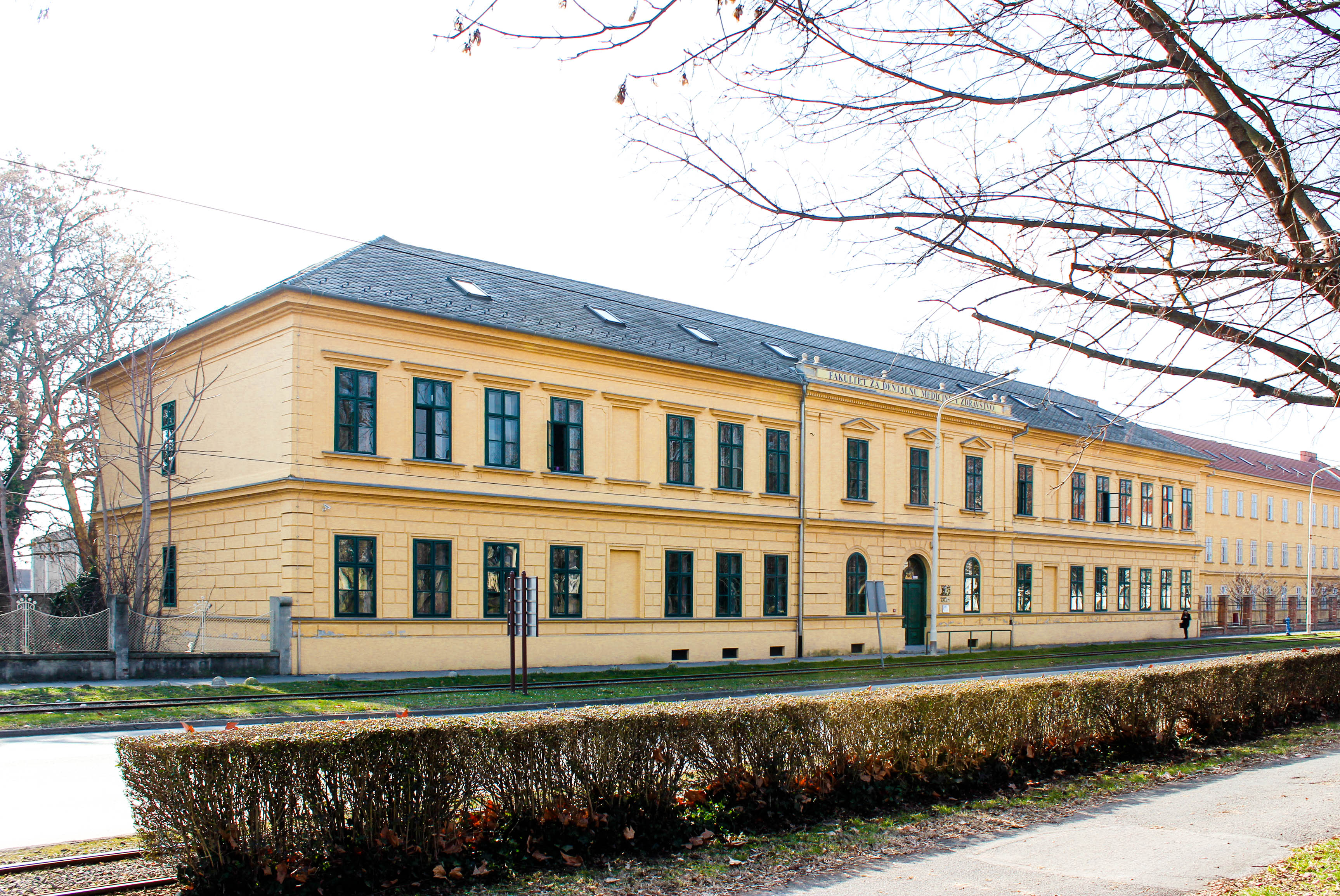
Medizinische Fakultät
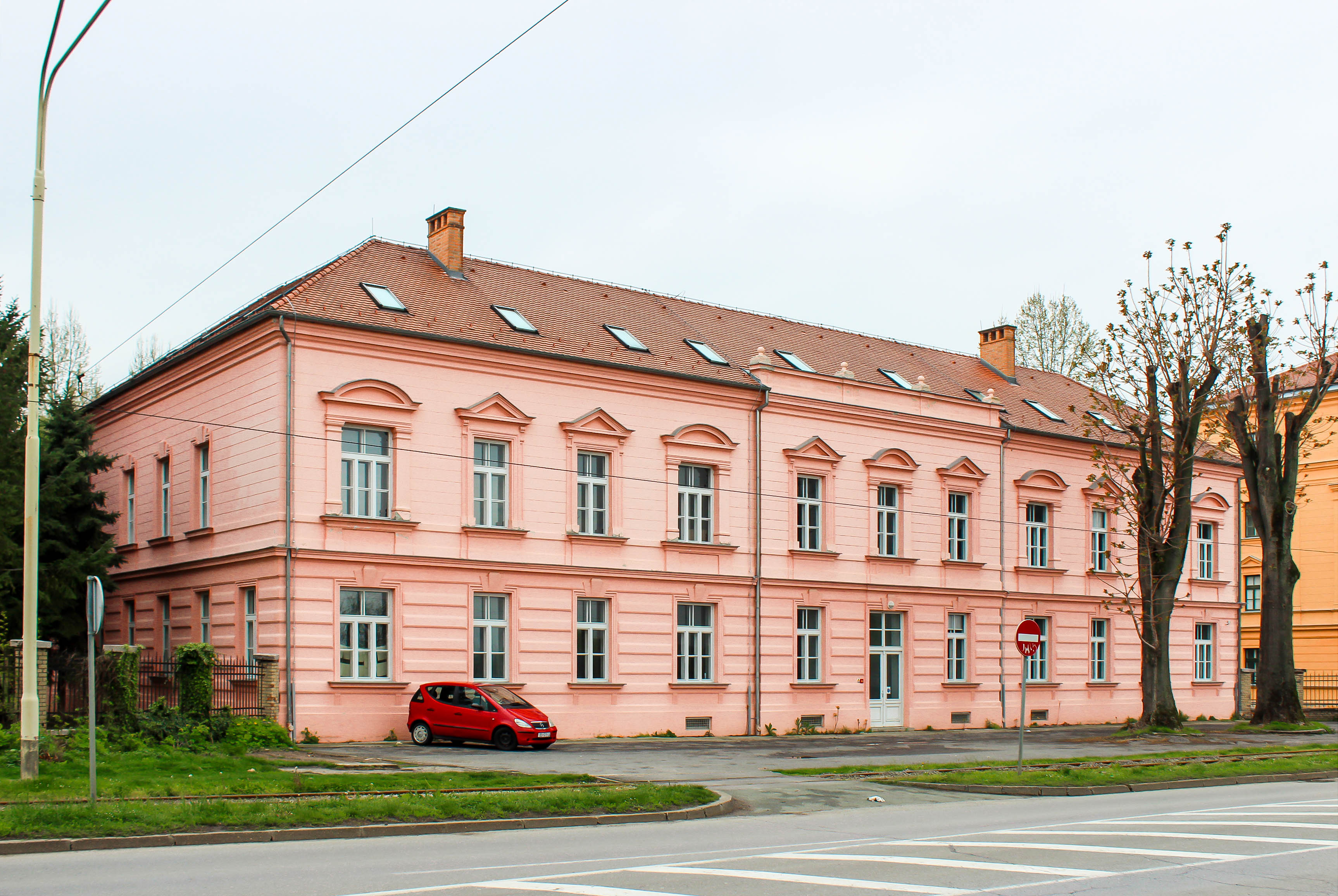
Akademie der Künste und Kultur
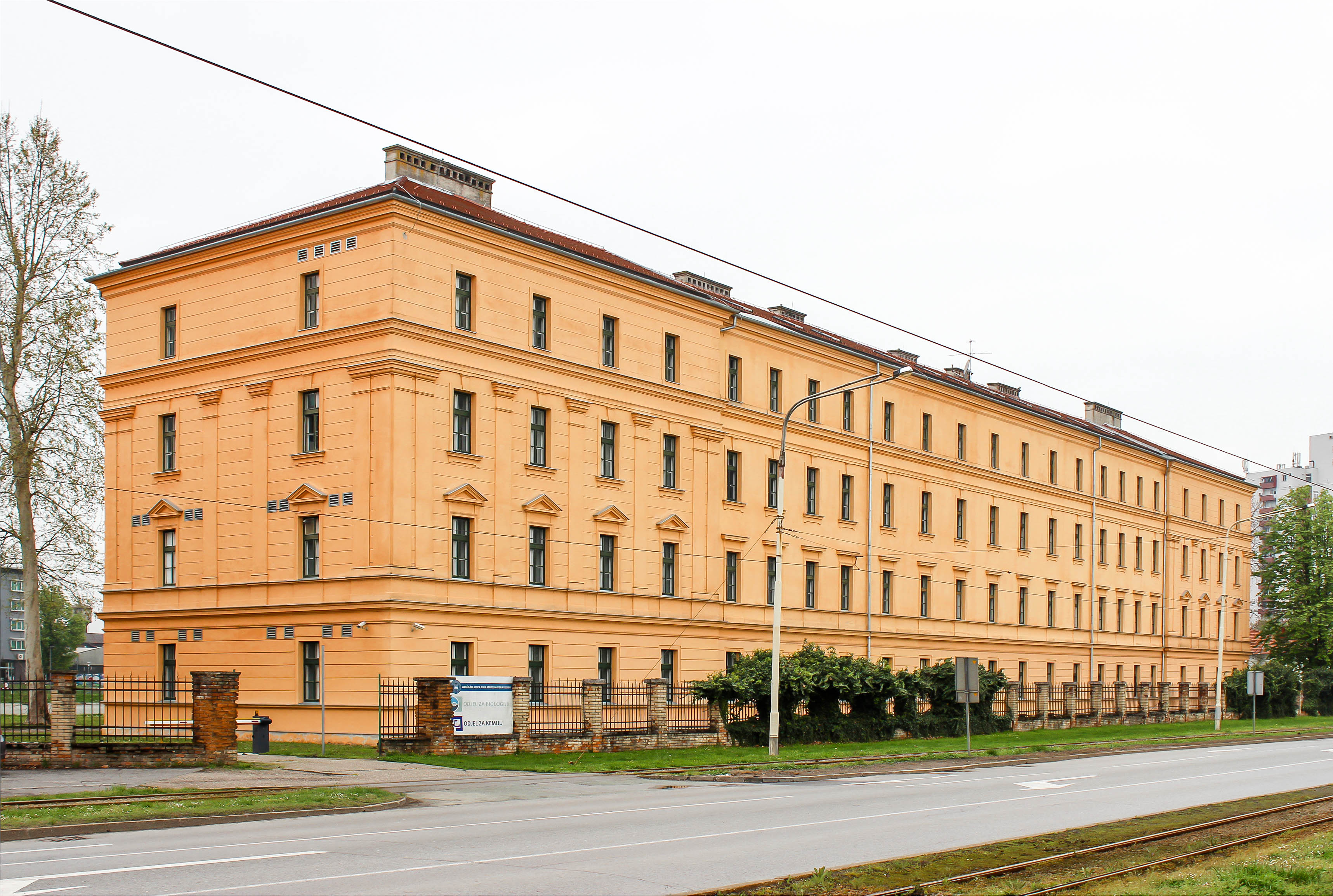
Fakultät der Biologie
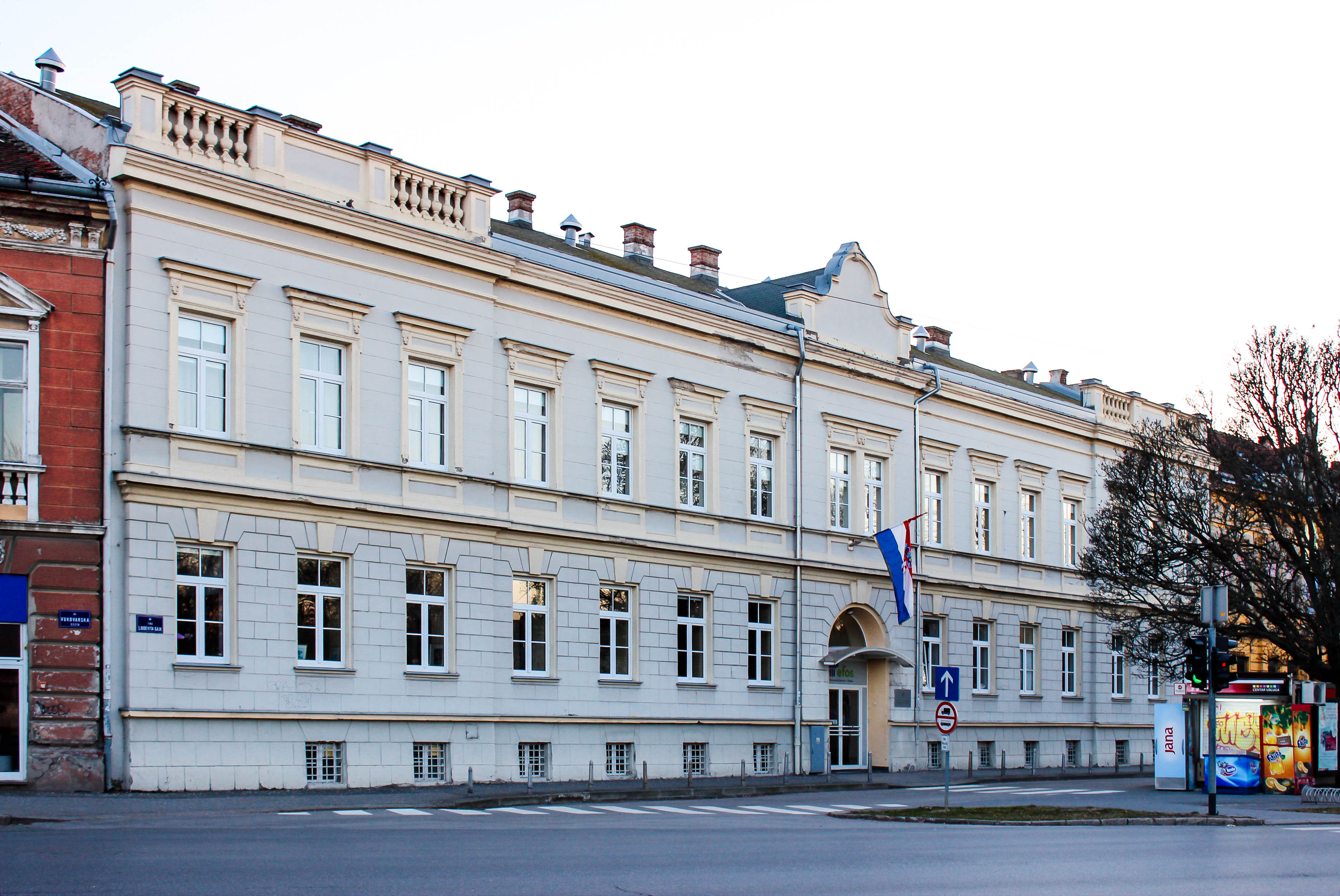
Fakultät der Wirtschaftswissenschaften
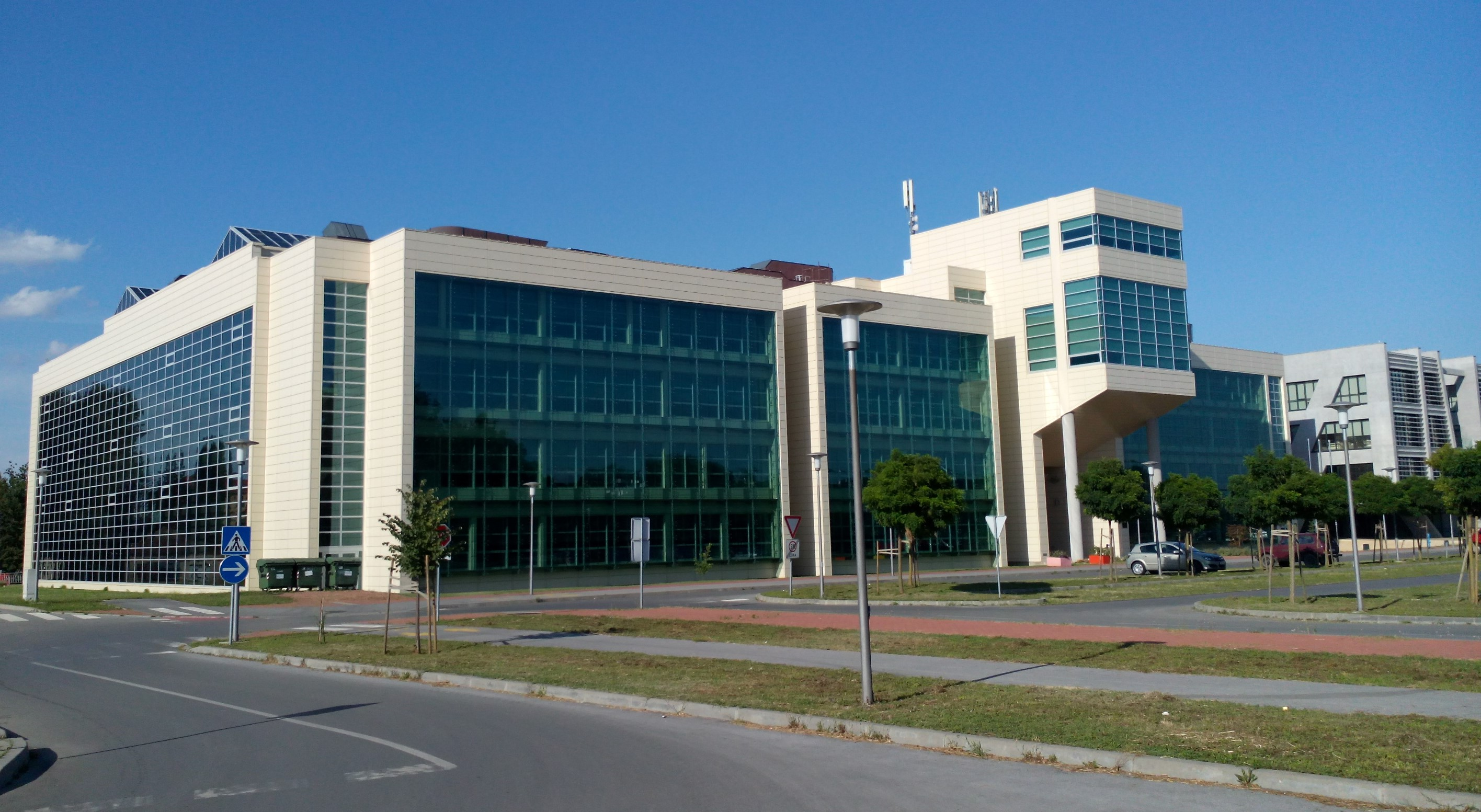
Landwirtschaftliche Fakultät

- Wirtschaftswissenschaften
- Elektrotechnik, Informatik und Informationstechnik
- Philosophische Fakultät
- Bauingenieurwesen
- Medizinische Fakultät
- Agrarbiotechnische Wissenschaften
- Zahnmedizin und Gesundheitswissenschaften
- Rechtswissenschaften
- Lebensmitteltechnologie
- Erziehungswissenschaften
- Mathematik
- Physik
- Chemie
- Biologie
- Akademie der Künste und Kultur

### Hochschulen
- Katholisch-Theologische Fakultät (Đakovo)
- Evangelisch-Theologische Hochschule

### Allgemeinbildende Schulen
Es gibt mehrere Grund- und Mittelschulen in der Stadt. Des Weiteren sind mehrere Berufsschulen vorhanden, die als weiterführende Sekundarschulen gelten, in denen Auszubildende theoretische Inhalte des jeweiligen Berufes vermittelt bekommen. Unter anderem sind eine Sekundarschule für Elektrotechnik und Verkehr, Medizinische Berufsschule, Sekundarschule für Architektur und Vermessung, Sekundarschule für Wirtschaft und Verwaltung, Sekundarschule für Gastgewerbe und Tourismus und noch viele weitere in Osijek vorhanden. Außerdem gibt es insgesamt sechs Gymnasien in der Stadt, die nach der achten Klasse der Grundschule, besucht werden können.

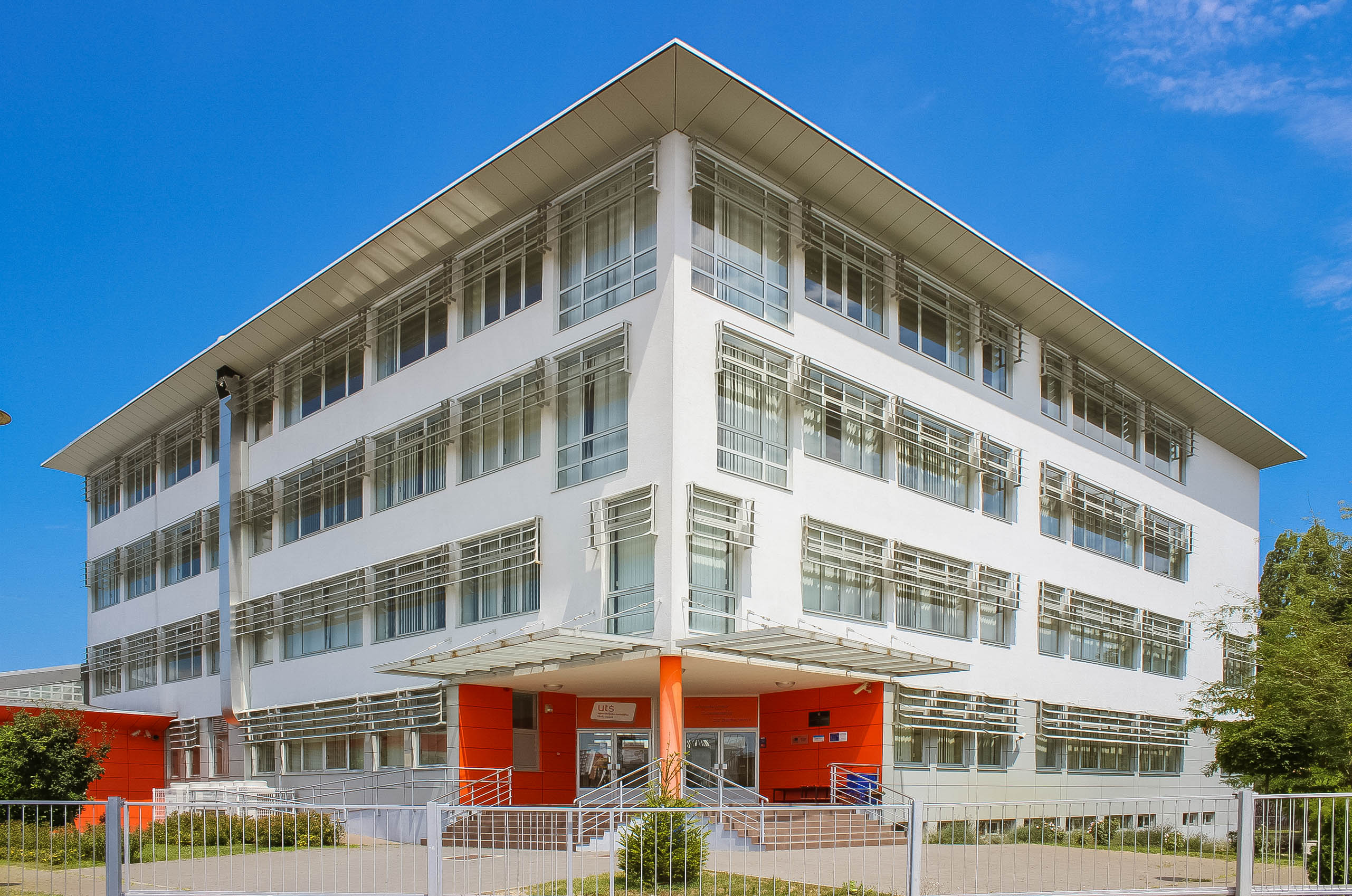
Sekundarschule für Gastgewerbe und Tourismus

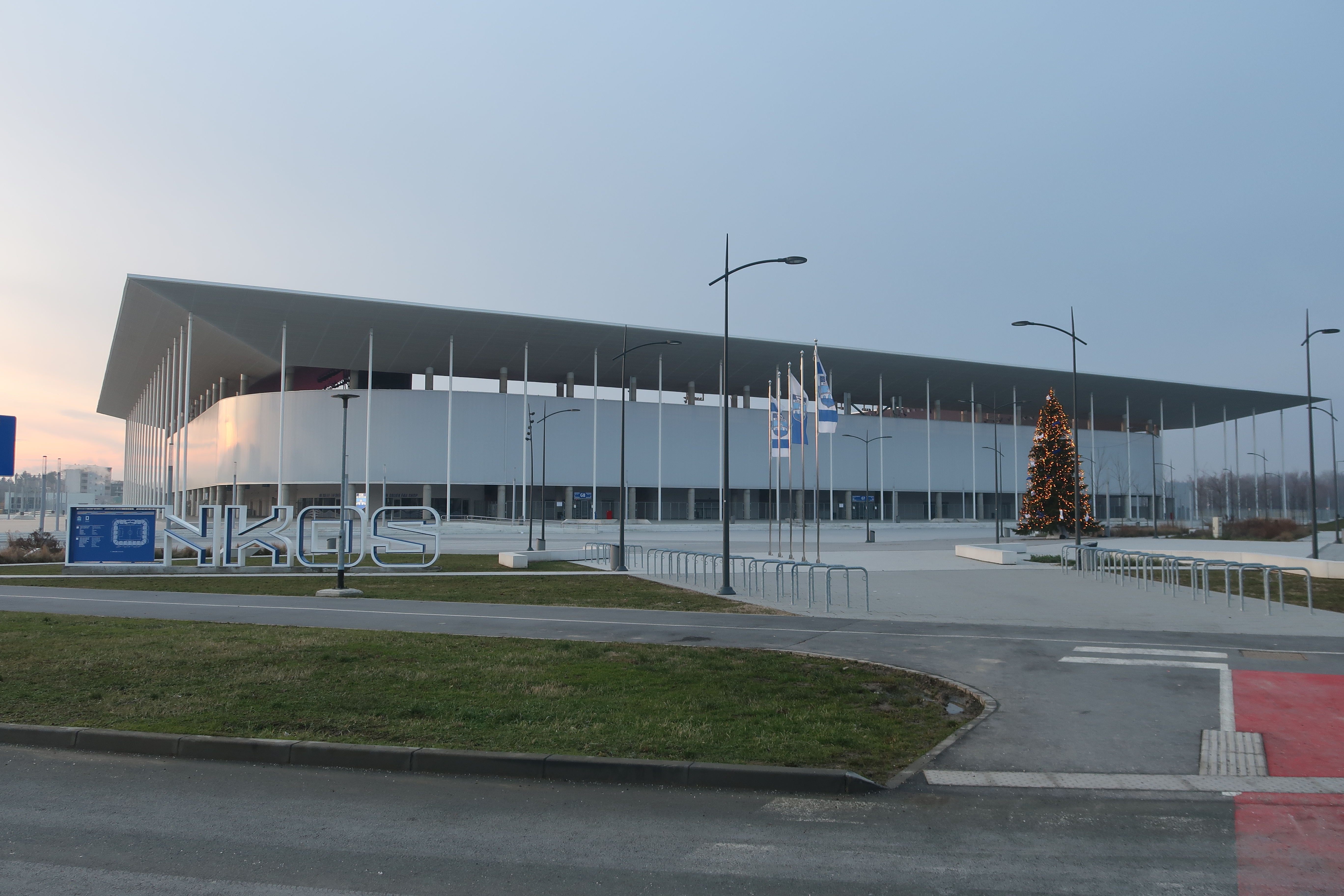
Die neue „Opus Arena“ in Osijek

## Sport
Die Stadt hat kulturell und sportlich sehr viel zu bieten. Im kroatischen Vereinsregister „Registar udruga Republike Hrvatske“ sind 1.620 aktive Vereine mit Sitz in Osijek registriert. Mehrere Vereine wurden mittlerweile aufgelöst (Stand: X/2023):
Osijek war einer der Austragungsorte der Handball-Weltmeisterschaft der Männer 2009. Dafür wurde im Jahr 2008 die Mehrzweckhalle Dvorana Gradski vrt errichtet. Der Fußballverein NK Osijek spielt in der ersten kroatischen Fußballliga und gewann 1999 den kroatischen Fußballpokal. Im Sommer 2019 wurde mit dem Bau eines neuen Stadions direkt an der Drau begonnen und am 22. Juli 2023 fand die Einweihung der neuen Opus Arena statt.
In Osijek existierte auch ein Speedway-Stadion, in welchem in den 1970er und 1980er Jahren Qualifikationsläufe zu Weltmeisterschaften ausgefahren wurden.
Außerdem findet in Osijek seit dem Jahr 2009 der Weltcup-Wettbewerb Grand Prix Osijek im Sportturnen und seit 1999 das Festival für urbane Kultur und Sport Pannonian Challenge, das Teil des FISE-Weltcups war, statt. Auch der UCI-BMX-Racing-Weltcup wurde bereits in der Stadt ausgetragen.
Für weitere Sportarten werden verschiedene Meisterschaften national und international ebenfalls hier ausgetragen.

## Söhne und Töchter der Stadt

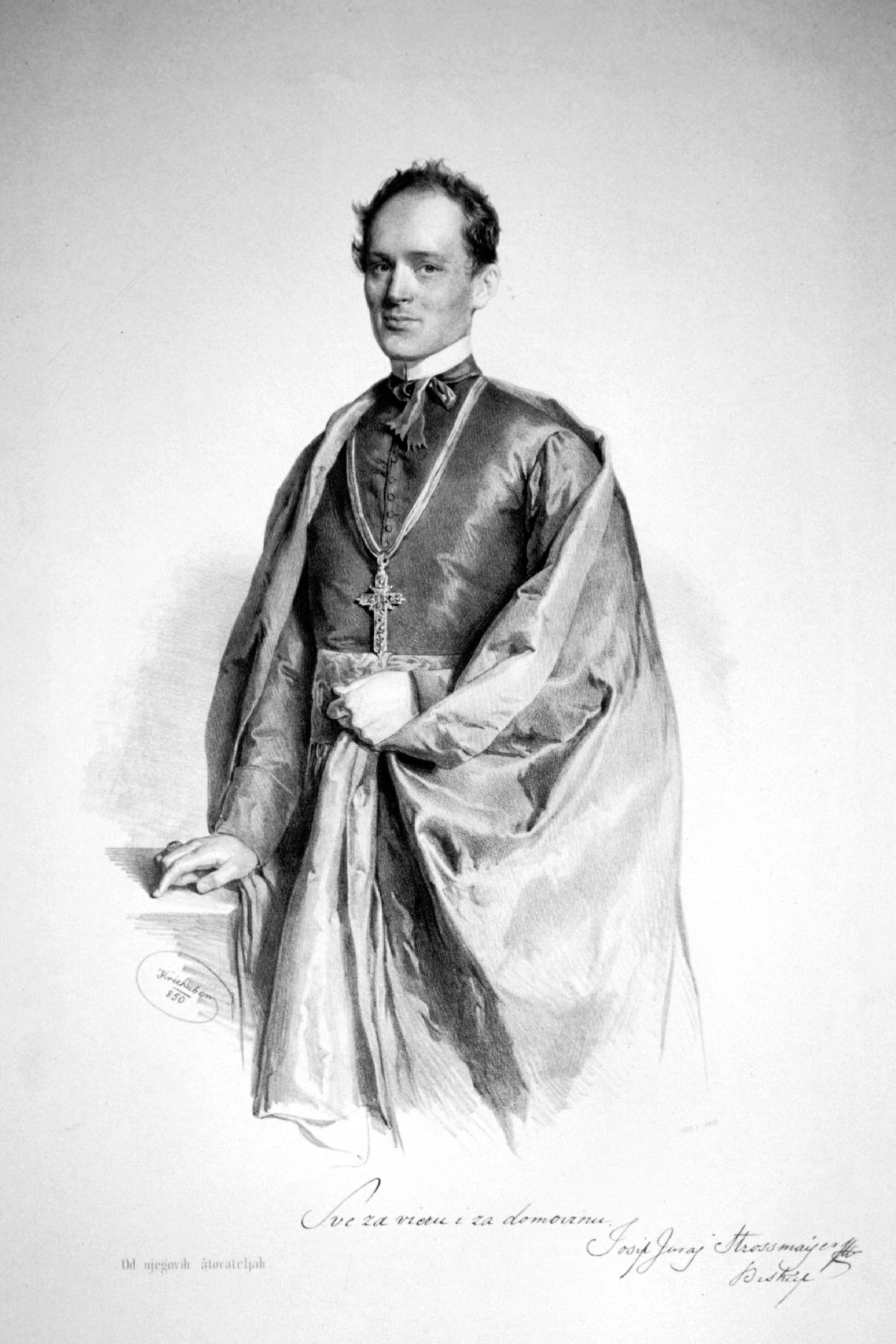
Josip Juraj Strossmayer

Franz von Teck

(Folgende Persönlichkeiten sind in Osijek geboren. Die Auflistung erfolgt chronologisch nach Geburtsjahr. Ob sie ihren späteren Wirkungskreis in Osijek hatten oder nicht, ist dabei unerheblich.)
- Johann Heinrich von Dünewald (1617–1691), österreichischer Feldmarschall
- Ferdinand Eßlair (1772–1840), österreichischer Schauspieler
- Sigmund von Ettingshausen (1805–1855), österreichischer Generalmajor und Brigadier
- Josip Juraj Strossmayer[48] (1815–1905), katholischer Priester und Politiker
- Franz von Teck (1837–1900), Herzog von Teck, Vater von Königin Mary von Großbritannien und Irland
- Adolf Waldinger (1843–1904), Maler
- Louis Svećenski (1862–1926), kroatisch-amerikanischer Bratschist, Geiger und Musikpädagoge
- Jagoda Truhelka (1864–1957), Pädagogin, Kinder- und Jugendbuchautorin
- Eugenie Kaufmann (1867–1924), Malerin und Bildhauerin
- Josie Petru (1876–1907), Opernsängerin an der Wiener Hofoper
- Wilma von Vukelich (1880–1956), Schriftstellerin
- Ludwig Adamovich senior (1890–1955), Jurist, Universitätsprofessor in Prag, Graz und Wien
- René Kraus (1902–1947), österreichischer Schriftsteller und Journalist
- Miroslav Šalom Freiberger (1903–1943), Rabbiner von Zagreb
- Ernst Zwilling (1904–1990), Afrikaforscher, Reiseschriftsteller und Großwildjäger
- Ivan Rein (1905–1943), Maler
- Franjo Šeper (1905–1981), Erzbischof von Zagreb und Kurienkardinal der römisch-katholischen Kirche
- Karl Heger (1906–1996), Kommandant des Konzentrationslagers Loborgrad
- Hanns Leo Mikoletzky (1907–1978), Historiker und Archivar
- Waldemar Heger (1919–2007), stellvertretender Kommandant des Konzentrationslagers Loborgrad
- Branko Grünbaum (1929–2018), Mathematiker
- Branko Lustig[48] (1932–2019), Filmproduzent in Hollywood, gewann zwei Oscars (1993 für Schindlers Liste; 2001 für Gladiator)
- Krunoslav Slabinac (1944–2020), Sänger
- Katica Ileš (* 1946), Handballspielerin
- Stjepan Čordaš (* 1951), Fußballspieler und -trainer
- Krunoslav Hulak (1951–2015), Schachspieler
- Dunya Hirschter (1954–2008), Textilkünstlerin
- Miroslav Volf (* 1956), Theologe
- Branko Schmidt (* 1957), Drehbuchautor und Regisseur
- Branko Žeravica (* 1958), Fußballspieler
- Sanda Ham (* 1959), Kroatistin
- Miroslav Škoro (* 1962), Musiker
- Nenad Šulava (1962–2019), Schachspieler
- Snježana Kordić[48] (* 1964), Sprachwissenschaftlerin
- Zan Mokran (* 1967), Musiker und Schriftsteller
- Siniša Ergotić (* 1968), Weitspringer
- Davor Šuker (* 1968), Fußballspieler
- Ana-Marija Markovina (* 1970), Klassische Pianistin
- Nenad Bjelica (* 1971), Fußballspieler und -trainer
- Biljana Borzan (* 1971), Politikerin
- Igor Ćutuk (* 1976), Journalist und Experte für Öffentlichkeitsarbeit
- Livio Berak (* 1977), Sänger der Band Divlje Jagode
- Igor Budiša (* 1977), Fußballspieler
- Ivo Smoje (* 1978), Fußballspieler und -trainer
- Jurica Vranješ (* 1980), Fußballspieler
- Marko Babić (* 1981), Fußballspieler
- Svetlana Ognjenović (* 1981), serbische Handballspielerin
- Čejen Černić Čanak (* 1982), kroatische Regisseurin
- Jelena Dokić (* 1983), australische Tennisspielerin
- Tihomir Živković (* 1985), Fußballspieler
- Daniel Caccia (* 1986), Jazzsänger
- Ivan Kardum (* 1987), Fußballspieler
- Dario Vidosic (* 1987), australischer Fußballspieler
- Denis Zivkovic (* 1987), US-amerikanischer Tennisspieler
- David Šain (* 1988), Ruderer
- Domagoj Vida[48] (* 1989), Fußballspieler
- Nataša Zorić (* 1989), serbische Tennisspielerin
- Boris Vukčević (* 1990), deutscher Fußballspieler
- Borna Barišić (* 1992), Fußballspieler
- Mia Dimšić (* 1992), Sängerin
- Ivan Horvat (* 1993), Stabhochspringer
- Marko Dugandžić (* 1994), Fußballspieler
- Vedrana Jakšetić (* 1996), Volleyballspielerin
- Kristijan Krajček (* 1996), Fußballspieler
- Donna Vekić (* 1996), Tennisspielerin
- Mika Grbavica (* 2001), Volleyballspielerin
- Matej Dodig (* 2005), Tennisspieler